# Brücke

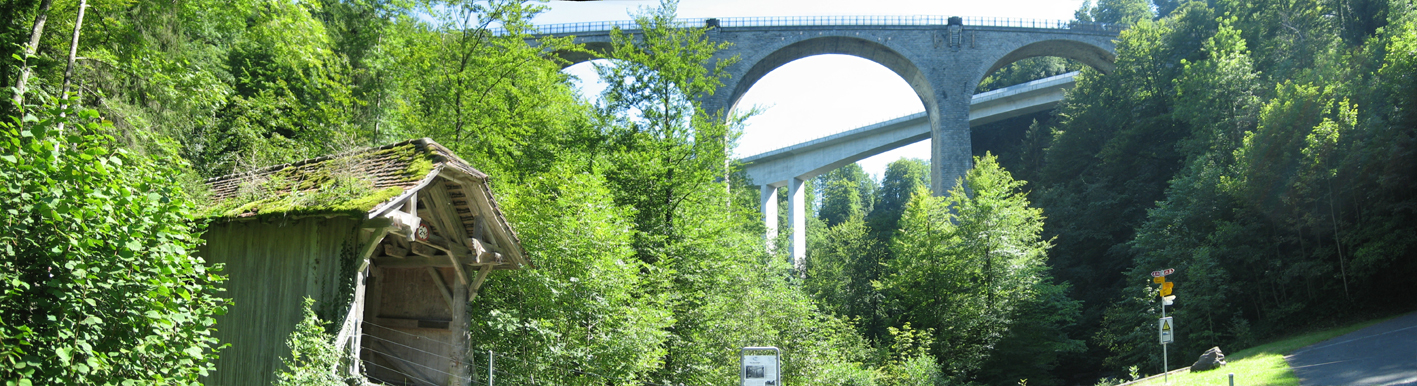
Die drei Lorzentobelbrücken als Beispiele verschiedener Baukonstruktionen in verschiedenen Bauzeiten
von vorn nach hinten: gedeckte Holzbrücke (Balkenbrücke mit Hohlbalken), gemauerte Steinbrücke (Bogenbrücke), Spannbeton-Brücke (Balkenbrücke)

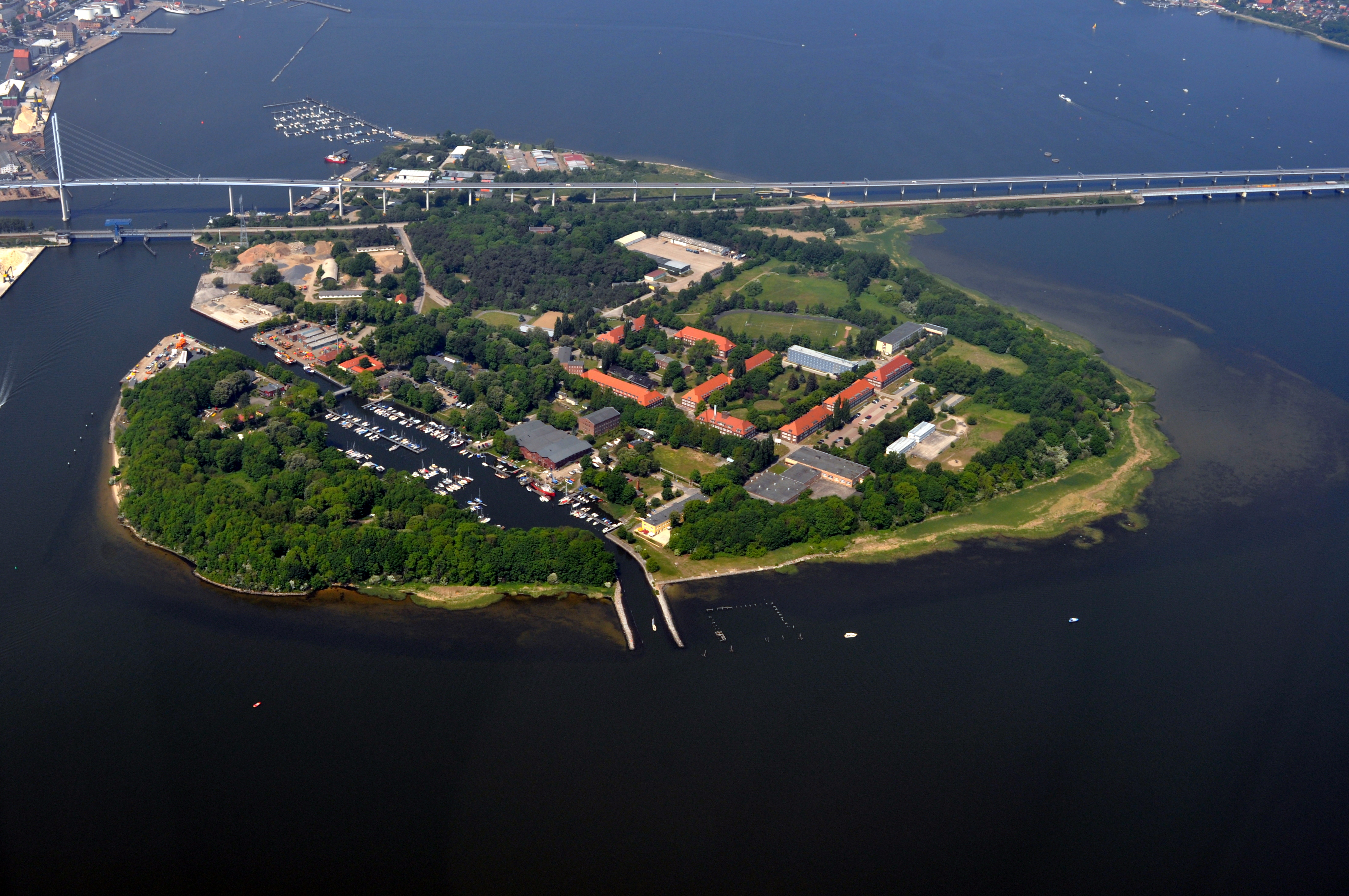
Die Rügenbrücke ist mit 2831 m eine der längsten Brücken Deutschlands. Von links nach rechts: Stralsund, Insel Dänholm und Rügen

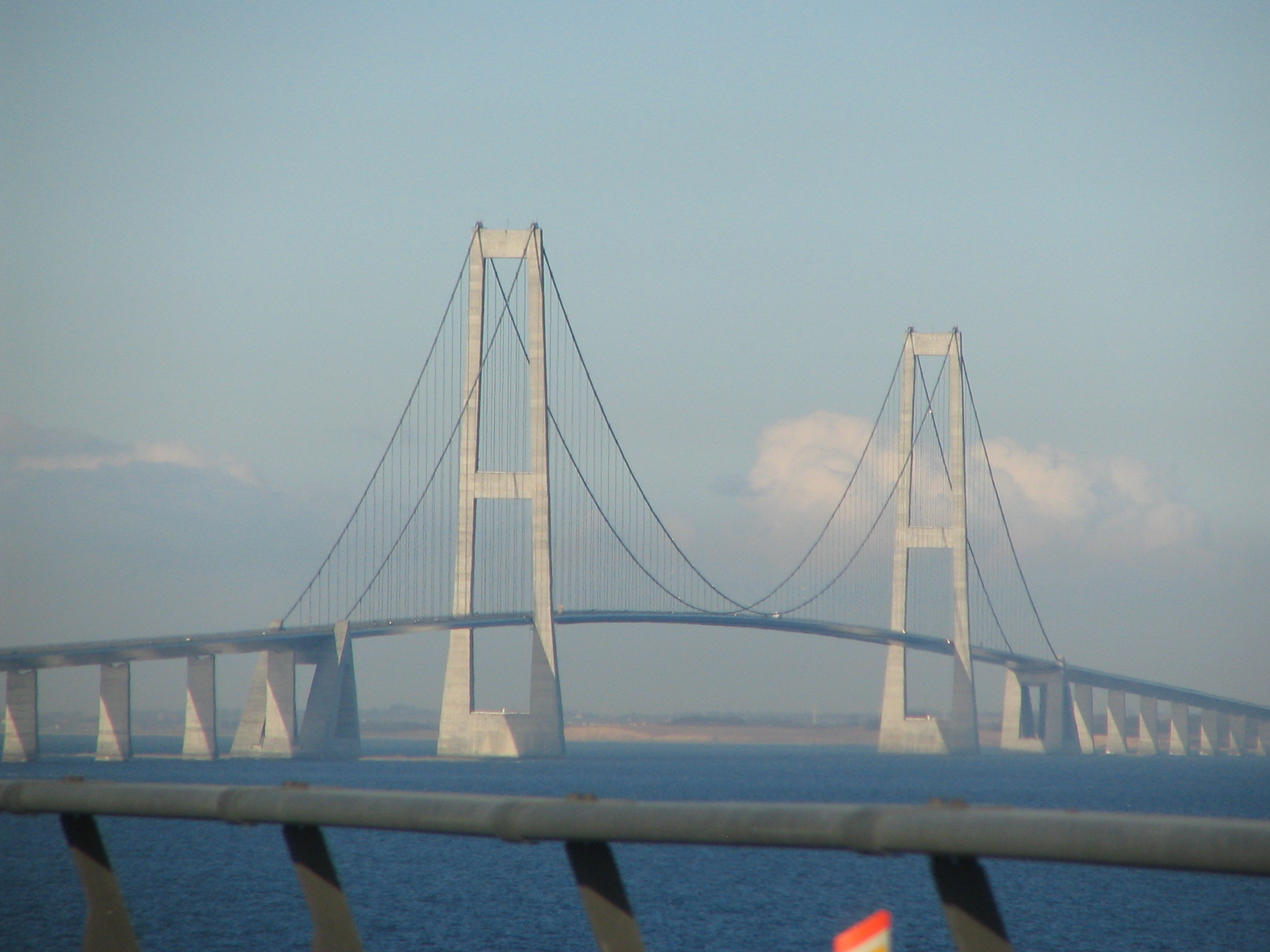
Hängebrücke Storebæltsbroen, größte Spannweite Europas

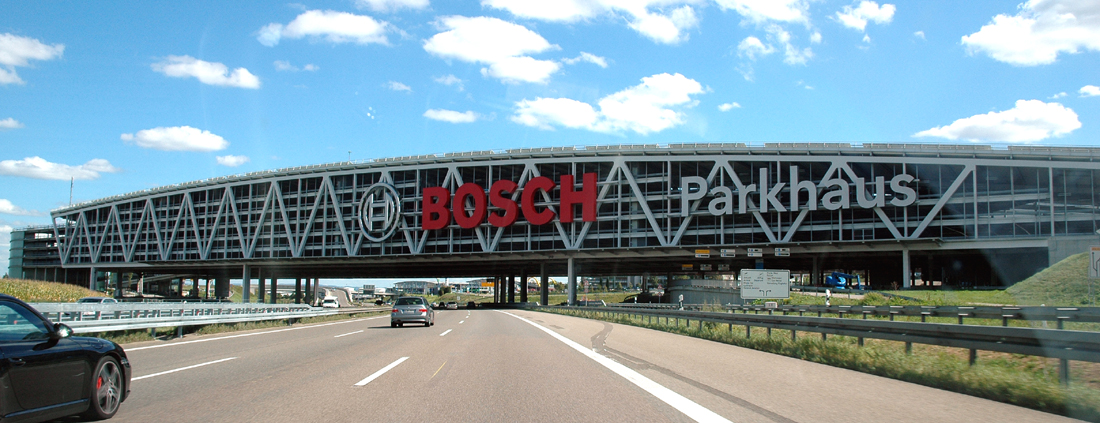
Eine Brücke als Gebäude: Brückenparkhaus, Messe Stuttgart

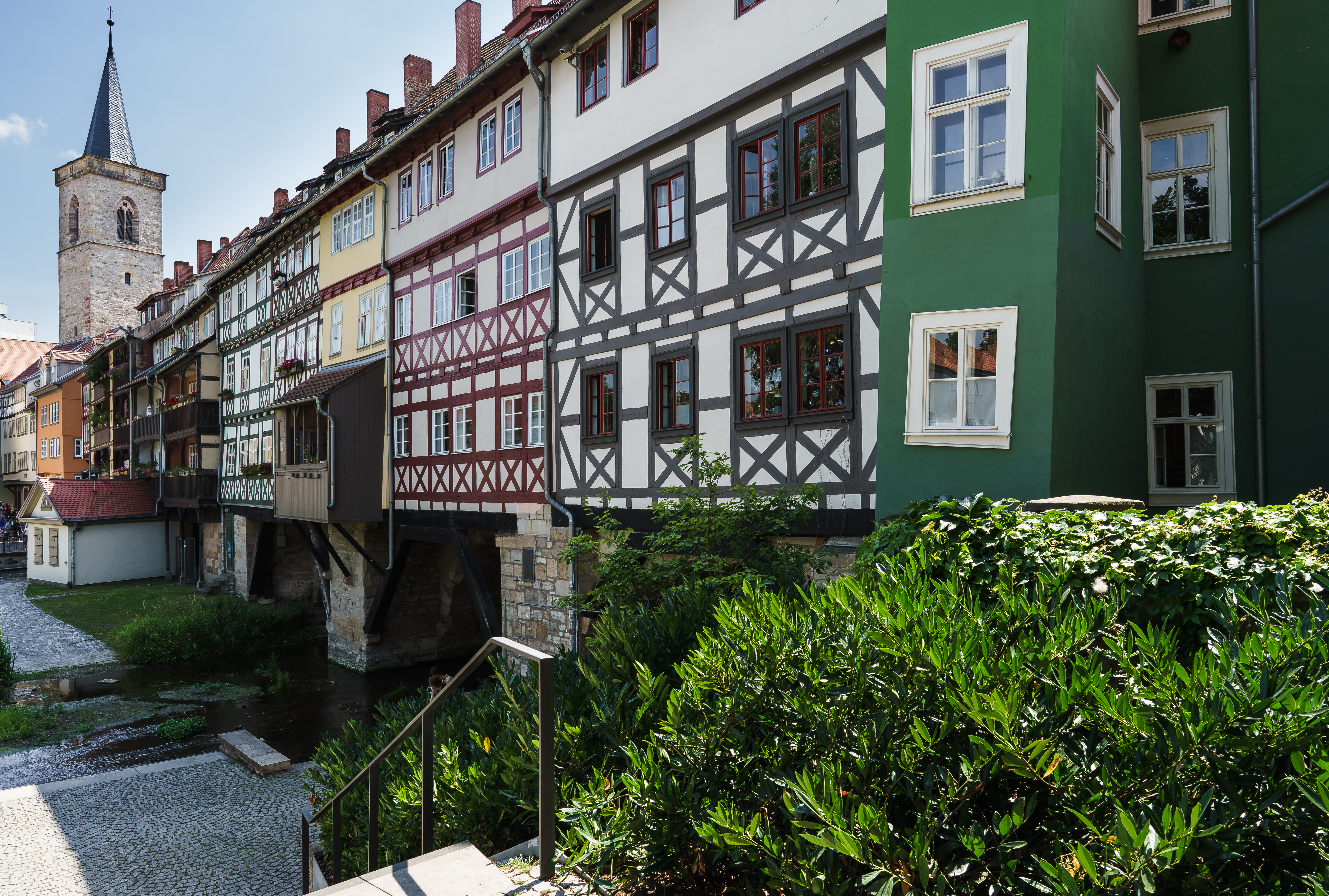
Krämerbrücke in Erfurt, geschlossene Brückenbebauung mit Fachwerkhäusern

Eine Brücke ist ein Bauwerk, das Verkehrswege (Straßen, Geh- und Radwege, Eisenbahnstrecken, Wasserstraßen) oder Versorgungseinrichtungen (Rohrleitungen, Kabel, Förderbänder) über natürliche Hindernisse (Bäche, Flüsse, Seen, Schluchten) oder andere Verkehrswege hinwegführt.
Häufige Bauformen sind Balkenbrücken, Bogenbrücken und Hängebrücken.

## Geschichte

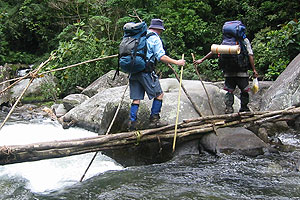
Verbundene Rundhölzer, simple Brücke in Neuguinea

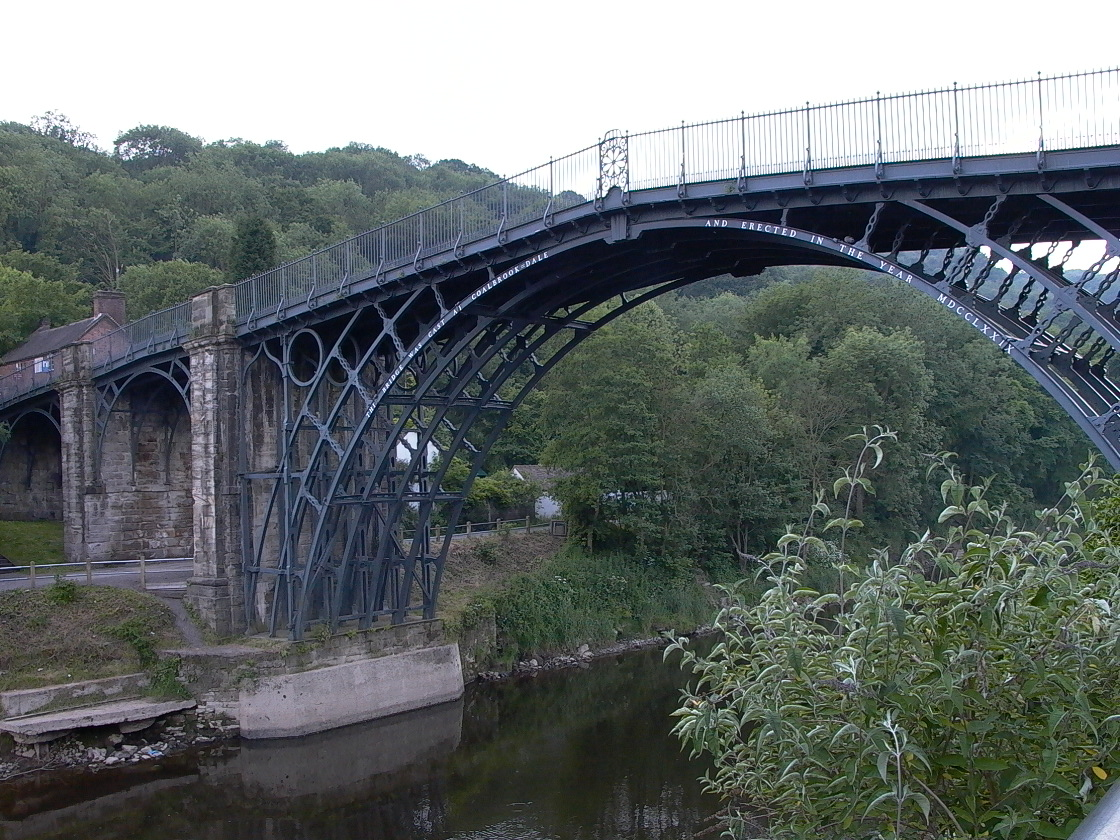
Erste Gusseisenbrücke der Welt: die Iron Bridge über den Severn

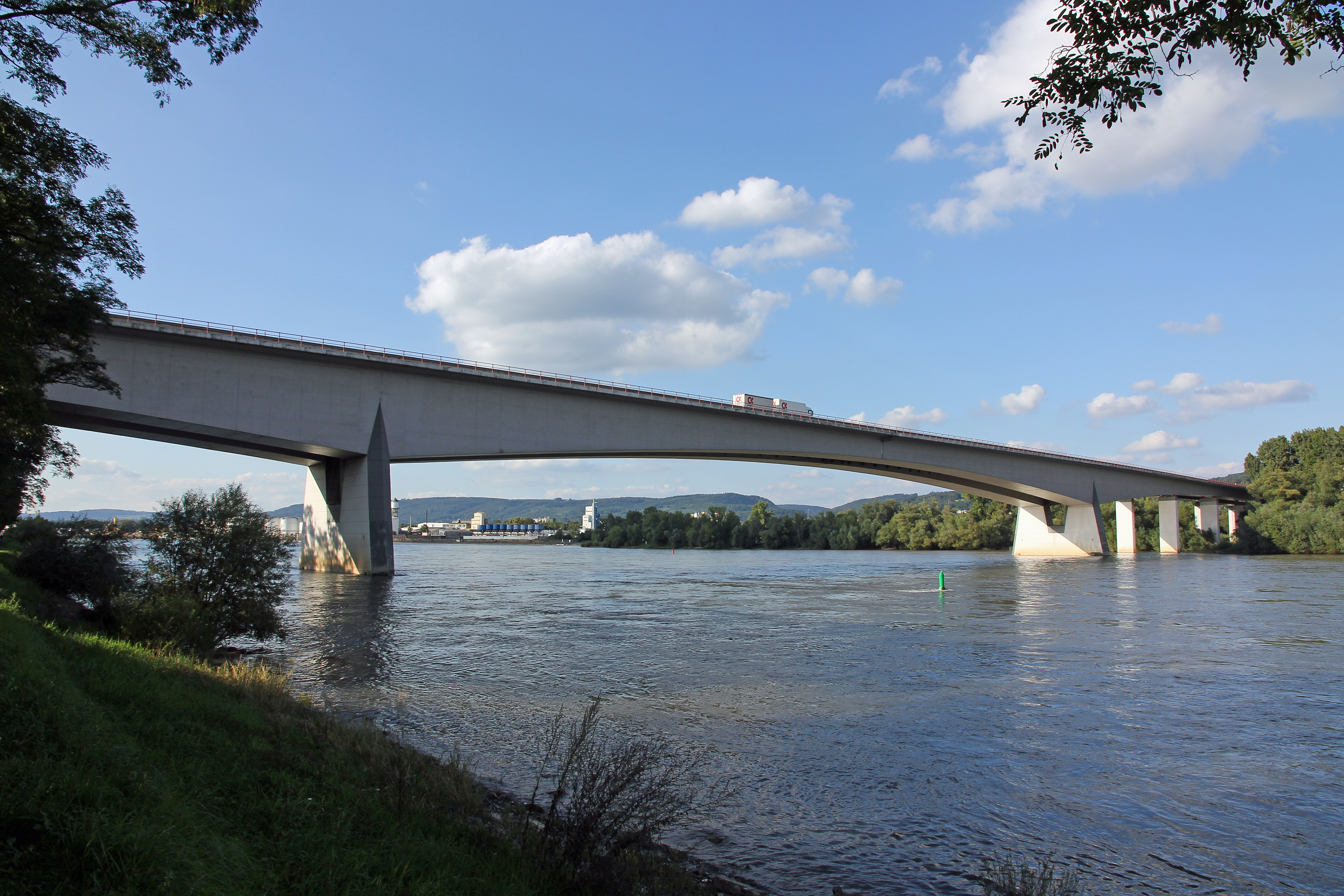
Bendorfer Brücke über den Rhein, Spannbeton-Balkenbrücke mit der zur Erbauungszeit weltweit größten Stützweite

Eine der ältesten archäologisch gesicherten Brücken stellt die prähistorische Brücke zwischen Rapperswil und Hurden dar, die bereits zur Zeit der Horgener Kultur (um 3000 v. Chr.) im Bereich des heutigen Seedamms von Rapperswil gebaut wurde. Überreste wurden an der Fundstelle Freienbach-Hurden-Rosshorn gefunden. Andere prähistorische Brücken wurden aus England und Norddeutschland bekannt.
Im 6. Jahrhundert v. Chr. bauten die Babylonier unter Nebukadnezar II. Brücken aus Zypressen- und Zedernholz. Den Bau von Bogenbrücken aus Natursteinen oder Beton beherrschten schon die Römer, wie die Brücke von Alcántara noch eindrucksvoll belegt.
Seit mindestens 1000 Jahren werden Brücken in Asien und Südamerika über enge Schluchten aus Pflanzenfasern als Hängebrücken ausgebildet, die letzte noch funktionierende dieser Art ist die Hängebrücke Q’iswachaka, sie besteht komplett aus Gras.
Bis ins 19. Jahrhundert dominierten Holz und Stein als Baumaterial, aber bereits mit der Industrialisierung entstand 1779 mit dem neuen Baustoff Gusseisen die erste Eisenbrücke der Welt, die Iron Bridge, eine Bogenbrücke von 30 m Stützweite über den Fluss Severn bei Coalbrookdale (England), die Abraham Darby III erbaute. Die weitere Entwicklung des neuen Baustoffes zu zähem und zugfestem Schmiedeeisen ermöglichte den Bau von langen Kettenhängebrücken. Eine der ersten bedeutenden war die Menai-Brücke in Wales mit einer Hauptstützweite von 177 m bei einer Gesamtlänge von 521 m, von Thomas Telford zwischen 1818 und 1826 erbaut. Die industrielle Herstellung von Walzträgern förderte den Bau von Balkenbrücken, zunächst in der Form von Hohlkastenbrücken wie der Britanniabrücke in Wales von Robert Stephenson aus dem Jahr 1850, mit Stützweiten von 146 m Länge. Es folgten die einfacher zu bauenden und kostengünstigeren Gitterträgerbrücken, die bald von Fachwerkbrücken abgelöst wurden.
Der zweite moderne Baustoff Beton wurde ab Mitte der 1860er-Jahre als Stampfbeton bei Bogenbrücken eingesetzt, die erste Eisenbetonbalkenbrücke baute 1875 Joseph Monier auf einem Landsitz bei Chazelet über den Schlossgraben. Stahlbetonbrücken mit großen Stützweiten wurden Anfang des 20. Jahrhunderts insbesondere als Bogenbrücken ausgeführt, wie 1930 bei der Salginatobelbrücke mit 90 m Stützweite.
Mit der Entwicklung des Spannbetons nach dem Zweiten Weltkrieg konnten schlanke Balkenbrücke ausgeführt werden. Die über 208 m frei gespannte Bendorfer Brücke ist die deutsche Spannbeton-Balkenbrücke mit der größten Stützweite und quert seit 1965 den Rhein. Parallel zu den Spannbetonbrücken wurde im Stahlbau die neue Konstruktionsform der weitgespannten Schrägseilbrücke entwickelt. Die erste große Brücke dieser Bauform war in Deutschland die 1957 eröffnete Theodor-Heuss-Brücke (Düsseldorf) mit einer Stützweite von 260 m und einer Gesamtlänge von 914 m.

## Begriffe
- Stützweite oder auch Spannweite bezeichnet die Länge zwischen zwei Auflagerpunkten in Brückenlängsrichtung
- lichte Weite bezeichnet den freien Abstand zwischen den begrenzenden Bauteilen einer Brückenöffnung, wie Pfeilern oder Widerlagern
- lichte Höhe bezeichnet die Strecke zwischen Untergrund und Tragwerksunterkante
  - Durchfahrtshöhe die von Schiffen nutzbare Höhe zwischen Wasserspiegel und Unterkante Tragwerk, sie ist abhängig vom Wasserstand des Gewässers
- Bauhöhe bezeichnet das Maß von Konstruktionsunterkante bis Fahrbahn- bzw. Schienenoberkante
- Konstruktionshöhe ist das Maß von Konstruktionsunterkante bis -oberkante ohne Fahrbahnbelag u. ä.
- Brückenkopf: Straßen, Wege oder Bauten die landseitig an die Enden der Brücke anschließen

## Bauelemente
| Geländer / Schutzplanke Kappe | Belag Über- und Unterbau |

| Fahrbahn Pylon Seile / Kabel | Widerlager Fundamente Hänger |

| Bogen Kämpfer Steher | Fahrbahn Fundamente Widerlager |

### Überbau
Der Überbau besteht aus der Fahrbahnplatte, den Hauptträgern sowie etwaigen Kragarmen und Querträgern. Der Überbau trägt die Lasten zu den Unterbauten ab. Das Verhältnis der Stützweite zur Höhe des Überbaus wird als Schlankheitsgrad bezeichnet. Abhängig von der Querschnittsform ist eine Schlankheit von 10 bis 35 möglich.

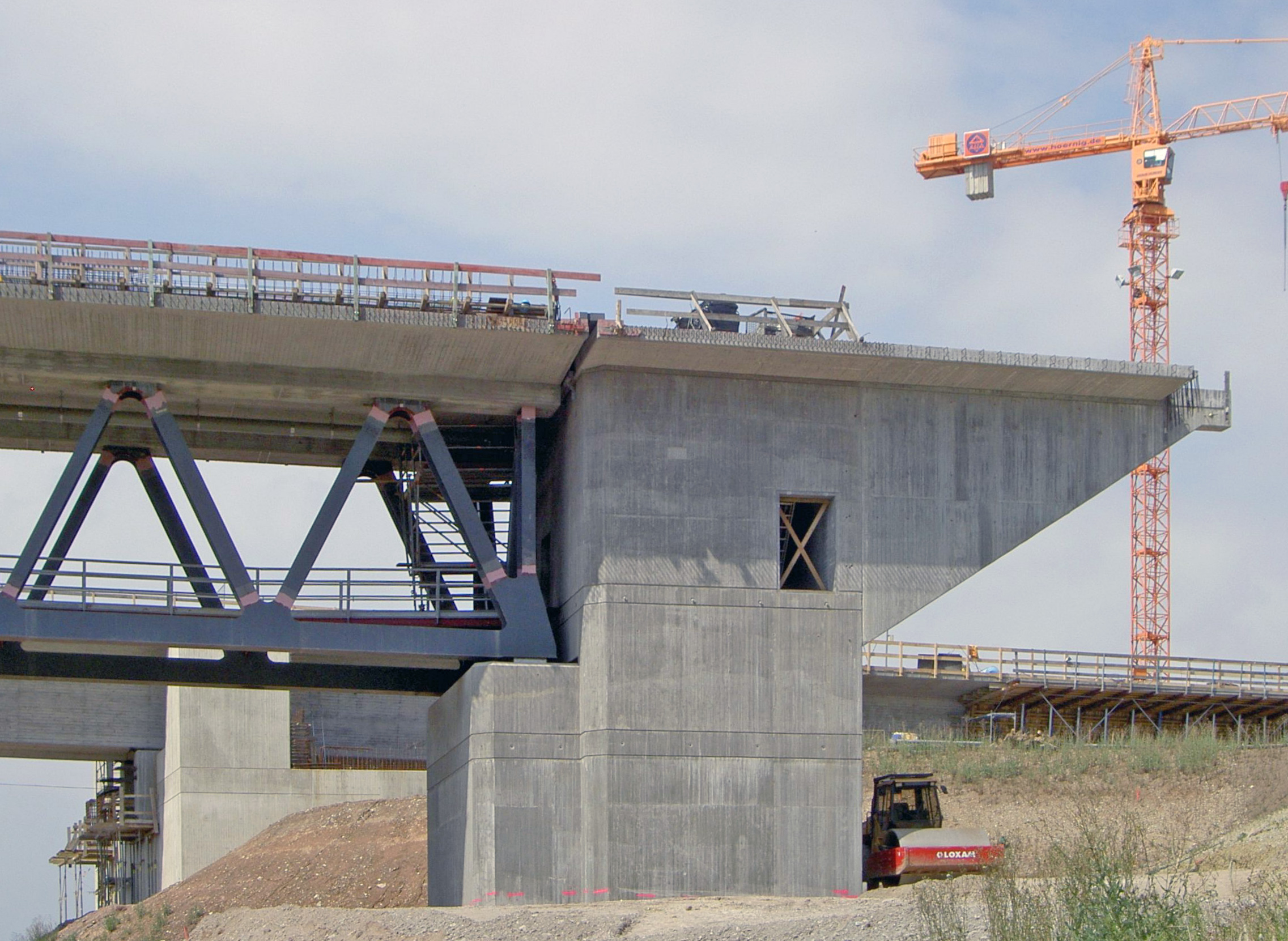
Widerlager der Itztalbrücke vor dem Hinterfüllen

### Unterbauten
Als Unterbauten einer Brücke werden Widerlager und Pfeiler bezeichnet. Die Unterbauten nehmen die Lasten des Überbaus auf und leiten diese in die Gründung ab.

#### Widerlager
Widerlager befinden sich üblicherweise an den Enden einer Brücke und bilden den Übergang vom Erddamm zum Brückenüberbau. Sie übertragen die Überbaulasten auf die Gründung und nehmen den Erddruck auf die Rückseite des Widerlagers auf.

#### Mittelunterstützung
Die Mittelunterstützungen verringern die Stützweite des Überbaus zwischen den Widerlagern und ermöglichen damit eine geringere Bauhöhe. Sie leiten entsprechend den Stützweiten Teile der Überbaulasten in den Baugrund. Die Mittelunterstützungen werden meist als Einzelpfeiler oder Pfeilerscheiben ausgeführt. Bei Schrägseil- oder Hängebrücken wird die Mittelunterstützung durch ein Hochhängen der Brückenlasten beansprucht. In diesem Fall heißt er Pylon.

### Gründung
Die Gründung der Widerlager und Mittelunterstützungen und Abtragung der Brückenlasten erfolgt mit Flachgründungen (Streifenfundamente, Fundamentplatten) oder Tiefgründungen (Bohrpfähle, Rammpfähle oder Brunnen).

#### Kämpfer
Kämpfer ist eine besondere Bezeichnung eines Widerlagers bei einer Bogenbrücke.

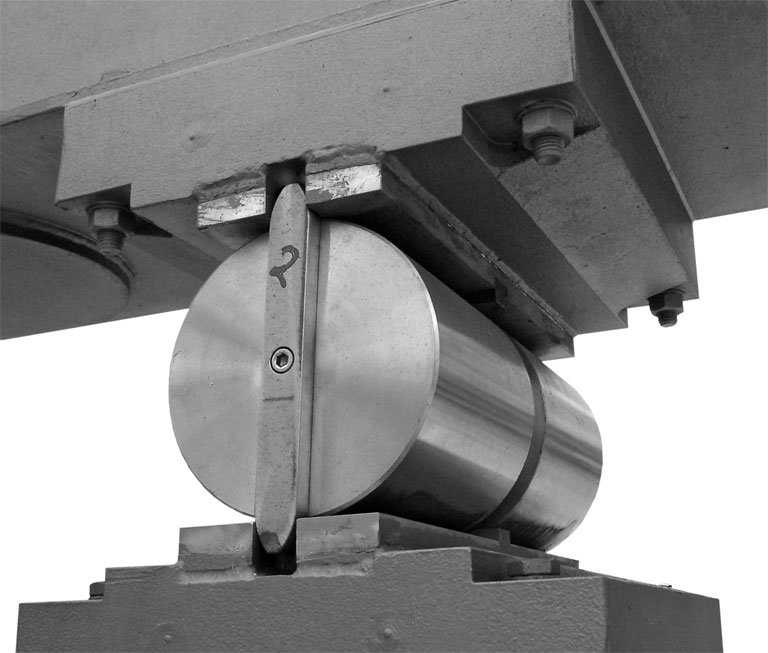
Rollenlager

### Lager
Die Lager einer Brücke sind die Kontaktpunkte zwischen Über- und Unterbau. Sie müssen so beschaffen sein, dass sie die erforderlichen Dreh- und Kippbewegungen sowie Verschiebungen ermöglichen und eine zwängungsarme Übertragung der Auflagerkräfte ermöglichen.

#### Lager aus Stahl
Stahllager gibt es als feste Linienkipplager oder als bewegliche Linienlager (Rollenlager), die bei Autobahnbrücken in Deutschland lange üblich waren, aber bei Neubauten kaum noch eingesetzt werden. Rollenlager bestehen aus Stahlzylindern, die seitlich gehalten werden und auf Stahlplatten laufen. Sie können große Bewegungen der Brücke ausgleichen.

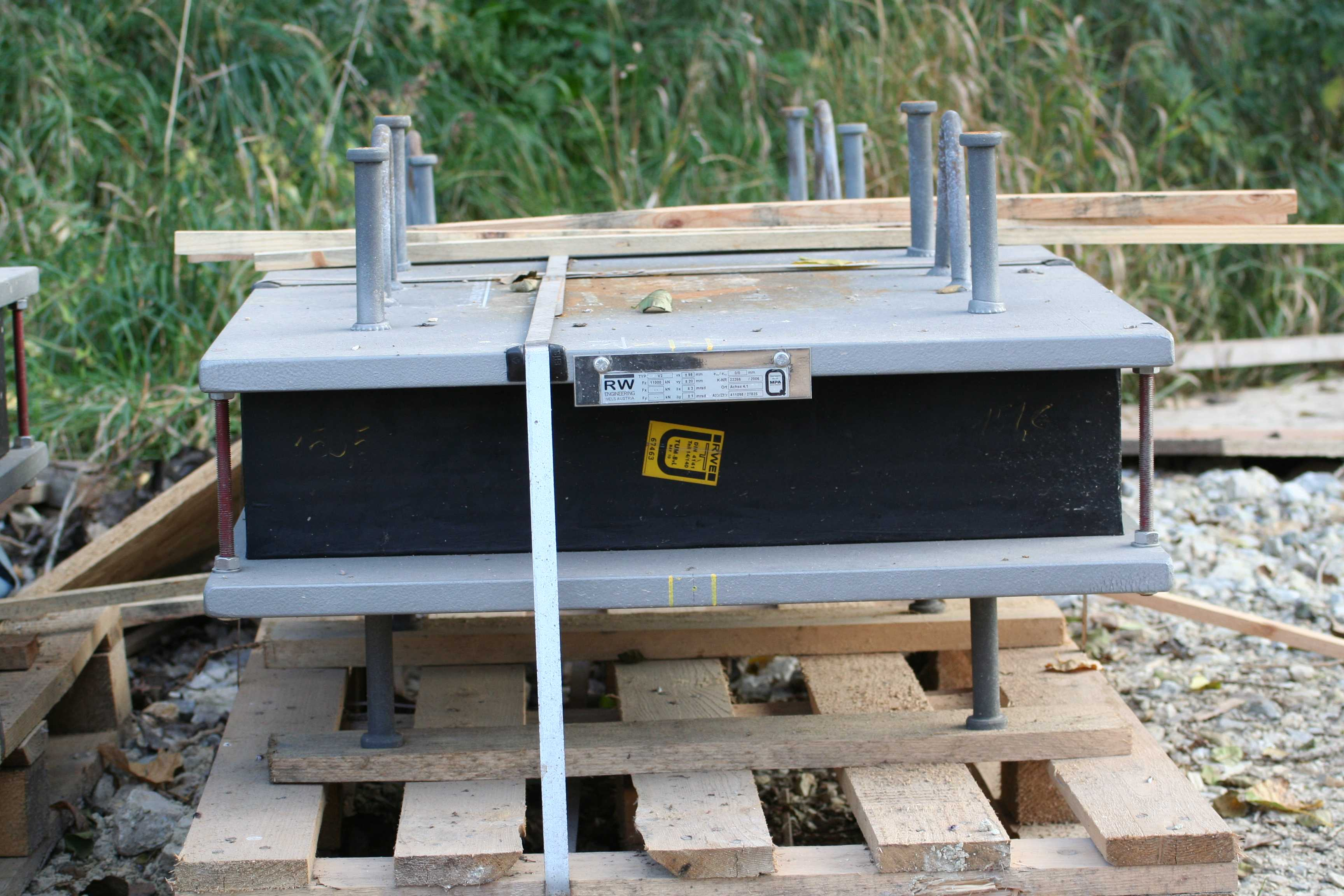
Elastomerlager

#### Elastomerlager
Elastomerlager sind Verformungslager, d. h., sie übertragen die Kräfte über die Verformung des Elastomers. Sie bestehen aus einem alterungsbeständigen flexiblen Kunststoff, in den bei bewehrten Lagern Stahlplatten eingearbeitet sind, die die Druckfestigkeit erhöhen und die Kompressibilität senken. Die Verformungslager sind allseits beweglich und erlauben die Aufnahme horizontaler und vertikaler Lasten bei gleichzeitiger Verdrehung um drei Achsen und bei gleichzeitiger Verschieblichkeit in zwei Richtungen. Die Verschieblichkeit in horizontaler Richtung kann durch die Anordnung von Festhaltekonstruktionen aus Stahl verhindert werden. Das Elastomerlager kann nicht so große Bewegungen wie ein Rollenlager aufnehmen, ist jedoch wartungsärmer, weil die Stahlbleche nicht mit Luft und Feuchtigkeit in Berührung kommen und deshalb korrosionsgeschützt sind und keine beweglichen Teile vorhanden sind. Bei größeren Verformungen wird das Verformungsgleitlager benutzt, bei dem das Elastomerlager mit einer zusätzlichen Gleitschicht versehen ist.

#### Lager aus Beton
Durch entsprechende Dimensionierung und Geometrie als Betongelenk kann Stahlbeton auch Verdrehungen aufnehmen und so als unverschiebliches Lager wirken.

### Fahrbahnübergänge

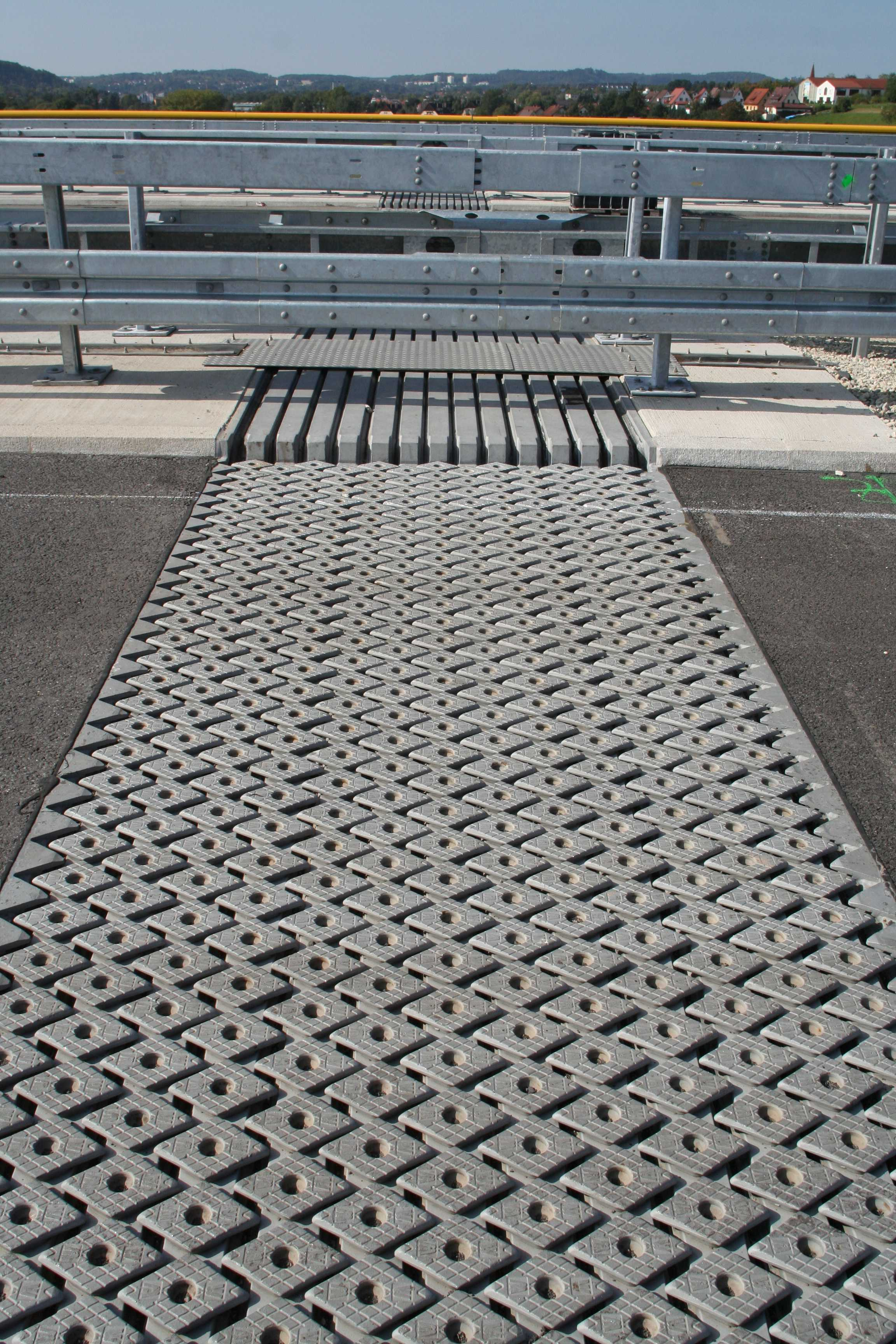
Übergangskonstruktion mit Rautenelementen zum verbesserten Lärmschutz

Der Überbau einer Brücke verformt sich in Längsrichtung infolge Temperaturwechsel und Längskräften aus Bremsen des Fahrzeugverkehrs sowie bei Spannbetonbrücken zusätzlich durch die Vorspannung und das Kriechen und Schwinden des Betons. Diese Verformungen treten am Widerlager nicht auf oder in kleinerem Umfang und müssen daher durch eine Übergangskonstruktion ausgeglichen werden. Außerdem sollen die Fahrbahnübergänge ein sicheres Überqueren auch bei hohen Geschwindigkeiten ermöglichen.
Auf den seitlichen Gehwegen im Bereich der Kappen oder Gesimse ist dieser Fugenspalt mit einem Abdeckblech zu belegen oder durch geeignete Fugenprofile bündig abzuschließen. Das Abdeckblech wird nach DIN EN 10088 aus nichtrostendem Stahl gefertigt. Seit einigen Jahren kommen auch Fahrbahnübergänge aus feuerverzinktem Stahl zum Einsatz.

### Kappen (DE) – Randbalken / Gesimse (AT) – Konsolköpfe (CH)

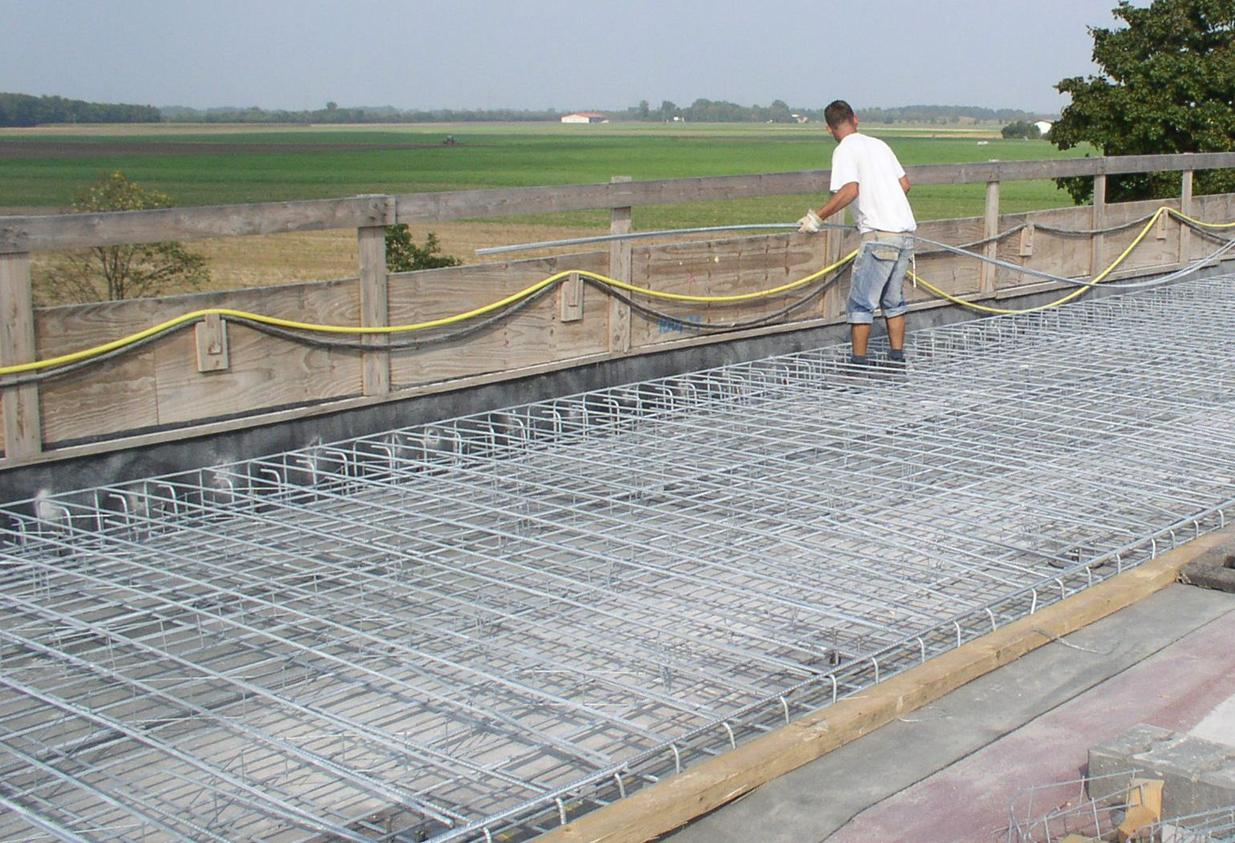
Brückenkappe mit feuerverzinkter Bewehrung

Die nicht zur Fahrbahn gehörende Randausbildung von Brücken aus Stahl- oder Spannbeton wird als Brückenkappe bezeichnet. Sie dient dem Schutz der tragenden Brückenkonstruktion, wird gegenüber der Fahrbahn häufig um 7 cm erhöht und trägt Distanzschutzplanken. Alternativ wird sie als 15 cm hohes Schrammbord zur Fahrbahnbegrenzung oder zum Schutz von Fußgängern oder Fahrradfahrern ausgebildet. Auf den Kappen werden auch Geländer und Lärmschutzwände befestigt.
Stahlbetonkappen werden nachträglich nach dem Ausschalen der Fahrbahnplatte und Herstellung der Abdichtung gemeinsam mit dem Gesims aufbetoniert. Maßungenauigkeiten in der Auskragung des Überbaus werden damit kaschiert. Sie sind mit dem Überbau durch Anschlussbewehrung oder Telleranker kraftschlüssig verbunden. In Österreich werden auch Brückenanker mit Ringmutter eingesetzt. Sie werden üblicherweise aus frost- und tausalzbeständigem Luftporenbeton hergestellt und zunehmend mit feuerverzinktem Betonstahl bewehrt um chloridinduzierte Bewehrungskorrosion zu vermeiden. Die Oberfläche wird hydrophobiert oder zur Nutzung als Geh- und Radweg beschichtet.

### Fahrbahnbelag und Abdichtung

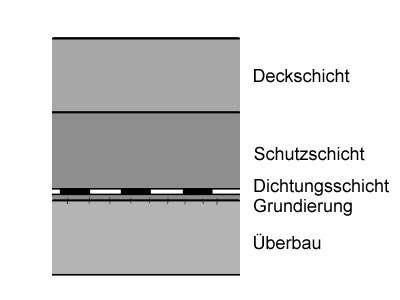
Schematischer Aufbau eines Brückenbelages nach ZTV-ING

#### Fahrbahnbelag
Der Fahrbahnbelag hat heutzutage in Deutschland einen dreiteiligen Aufbau aus Abdichtung, Schutzschicht und Deckschicht. Die ca. 2 cm starke Dichtungsschicht besteht aus Bitumen-Schweißbahnen (mit oder ohne Metallkaschierung) und schützt den Brückenüberbau vor dem Eindringen von Oberflächenwasser, Frost und Tausalz. Ein auf die Überlappungsstöße gelegtes Abdeckband verhindert das Eindringen von Deck- und Klebemassen in die Schutzschicht. Die ungefähr 4 cm starke Schutzschicht besteht aus Gussasphalt oder Walzasphalt und dient dem Schutz der Abdichtung vor mechanischer Beanspruchung aus dem Verkehr und vor Witterungseinflüssen. Auf die Schutzschicht wird zur unmittelbaren Abtragung der Fahrbahnlasten eine ungefähr 4 cm starke Deckschicht aus Asphaltbeton aufgebracht. Auf untergeordneten privaten Wegen, wie Forstwegen oder Hauszufahrten, werden auch Fahrbahnbeläge aus Holz verwendet, bei alten Brücken (wie bei Römerbrücken) wurde Naturstein verwendet.

#### Entwässerung
Die Entwässerung soll das anfallende Oberflächenwasser rasch und vollständig ableiten, und zwar nicht nur aus Gründen der Verkehrssicherheit, sondern damit der Belag möglichst rasch austrocknen kann. Im Regelfall wird das Wasser über ein Entwässerungssystem in Regenüberlaufbecken abgeleitet.

### Ausrüstung
Im Pylon der Brücke des Slowakischen Nationalaufstandes in Bratislava befindet sich ein Turmrestaurant.
2011 wurde in Berkenthin in Schleswig-Holstein eine Brücke über dem Elbe-Lübeck-Kanal errichtet, deren Fahrbahn mittels Erdwärme mit 11 °C warmem Waser aus 80 Metern Tiefe beheizt wird, um Unfälle durch Glatteis zu reduzieren. Dort kommt es während der Dämmerung zu einem häufigen Wechsel zwischen Frost und Tau.

#### Elektrische Installationen
Viele Brücken tragen Oberleitungsmasten und Masten für Fernsprechfreileitungen. Alternativ werden die Leitungen über Querträger an der Tragkonstruktion befestigt. Über die Storstrømsbroen verlaufen Freileitungen des Verbundnetzes. Brückenpfeiler von Hängebrücken tragen häufig Sendeantennen.
Bei elektrifizierten Eisenbahnstrecken mit spannungsführenden Oberleitungen müssen alle elektrisch leitendem Bauteile geerdet sein.

#### Geländer

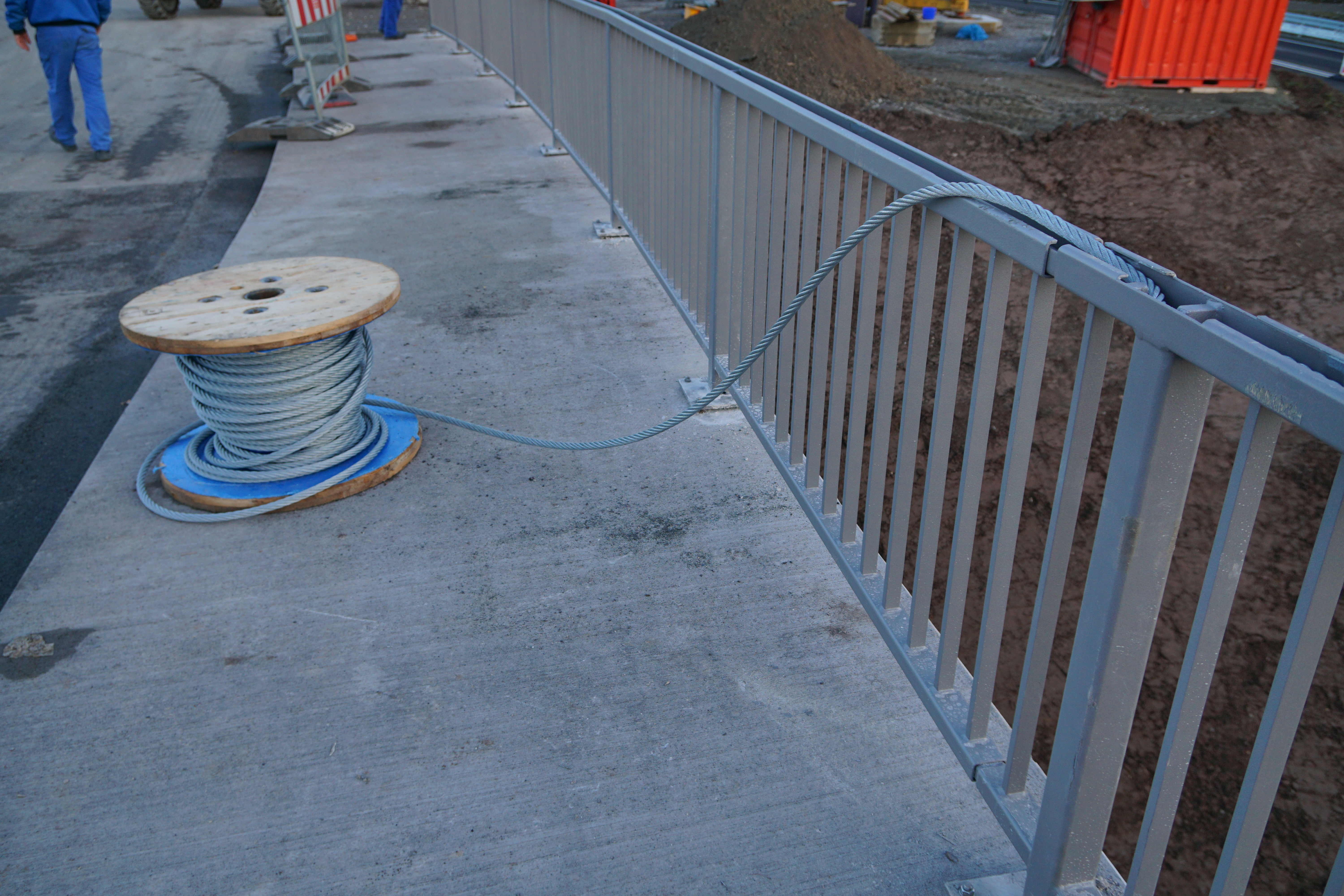
Handlauf mit eingearbeitetem Drahtseil

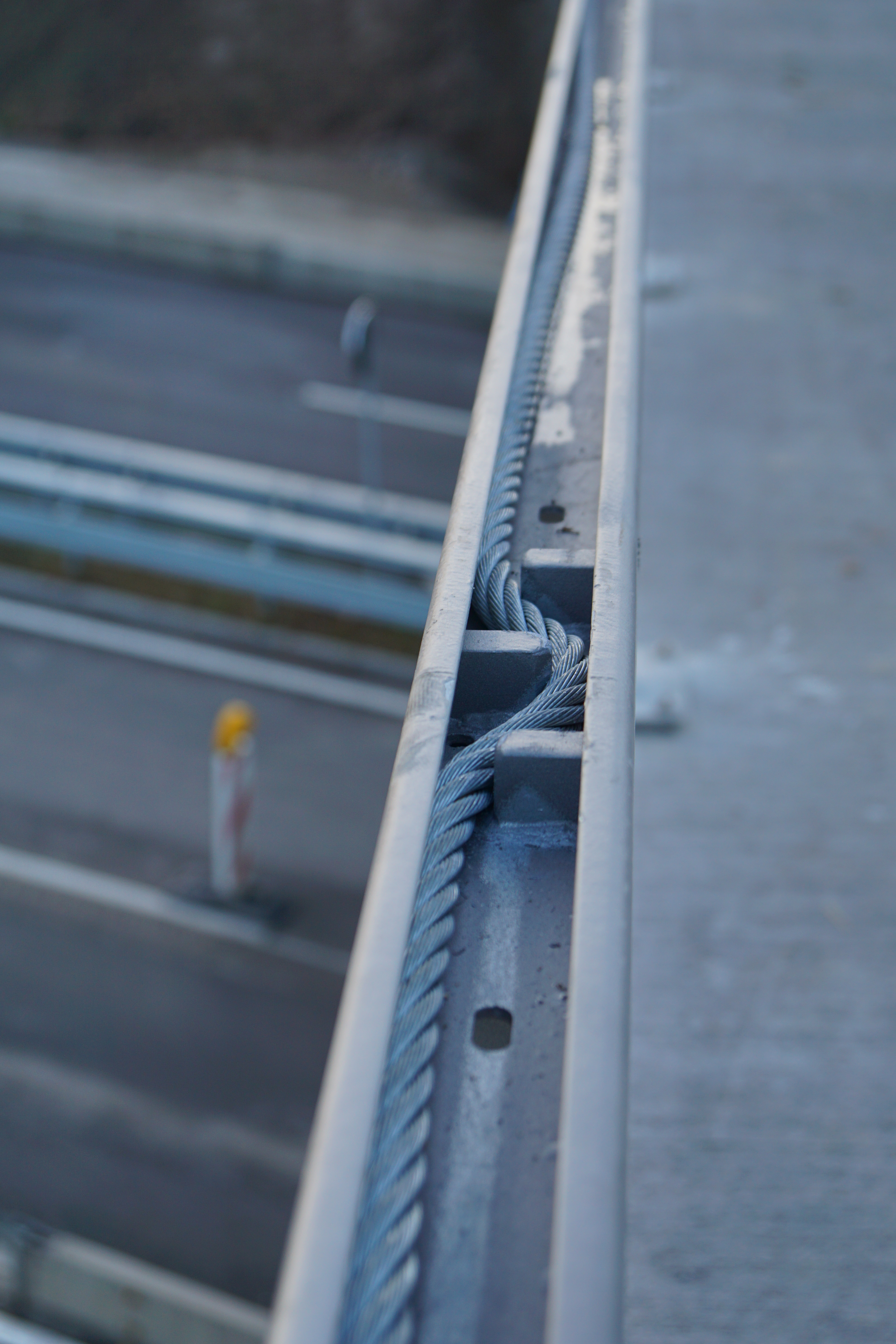
Einarbeitung des Drahtseils in den Handlauf

Brückengeländer dienen als Absturzsicherung für Fußgänger und Radfahrer. Geländer werden heute zumeist aus Stahl oder Aluminium gefertigt und benötigen bei Absturzhöhen von weniger als 12 m eine Mindesthöhe von 1,0 m. Bei größeren Absturzhöhen beträgt die Mindesthöhe 1,1 m. Entlang von Radwegen ist in Deutschland nach den Empfehlungen für Radverkehrsanlagen und den Zusätzlichen Technischen Vertragsbedingungen und Richtlinien für Ingenieurbauwerke (ZTV-ING) eine Geländerhöhe von mindestens 1,3 m vorgesehen. Bei Bestandsbauwerken besteht bei Geländerhöhen ab 1,2 m kein Handlungsbedarf. Bei Straßenbrücken mit mehr als 20 m Länge wird in den dann zweiteiligen Handlauf zur Stabilisierung ein Drahtseil eingelegt.

#### Distanzschutzplanken (de) – Leitplanken / Leitschienen (at)
Leitplanken oder Distanzschutzplanken dienen als Absturzsicherung für Kraftfahrzeuge oder zur Sicherung der Gegenfahrbahn gegen ein Ausbrechen von Fahrzeugen. Diese werden aus Stahl gefertigt, in Österreich teilweise aus Aluminium. Jedoch ist die Verwendung von Aluminium nicht unproblematisch, weil dieses mit der Zeit versprödet und es dadurch bei Unfällen nicht selten zu schweren und schwersten Körperverletzungen kommt. Deshalb werden in Österreich keine neuen Leitplanken mehr aus Aluminium aufgestellt und bestehende Leitplanken ausgetauscht. Als Alternative zu den Distanzschutzplanken werden in Deutschland auf Autobahnbrücken auch Betonschutzwände zur Fahrbahnbegrenzung vorgesehen.

## Einteilung
Die Einteilung von Brücken kann nach unterschiedlichen Kriterien erfolgen:

### Eigentum und Nutzung
- Eigentum einer öffentlichen Körperschaft (Staat, Bundesland, Stadt, Gemeinde...)
- privates Eigentum natürlicher oder juristischer Personen, dies können auch öffentliche Unternehmen sein
- Mischformen: Privat-öffentliches Eigentum, Eigentum mehrerer juristischer Personen oder öffentlicher Körperschaften

Bis ins 19. Jahrhundert wurden Brücken in verschiedenen Städten durch ein Brückenamt verwaltet.
Straßenbrücken und Fußgängerbrücken im öffentlichen Straßenraum sind in der Regel öffentlich und frei nutzbar. Private Brücken im öffentlichen Straßenraum sind hingegen meist mautpflichtig.

### Lage
Die topographische Lage ist ein Kriterium für die Zuordnung von Brücken. So werden unter anderem Talbrücken, Hangbrücken, Flussbrücken oder Kanalbrücken und Hochbrücken unterschieden.

### Funktion
Oft hat eine Brücke mehrere Bestimmungszwecke.
Im Verkehrsbereich werden unter anderem Straßenbrücken, Fußgängerbrücken, Eisenbahnbrücken, Stadtbahnbrücken und Rohrleitungsbrücken unterschieden. Über Kanalbrücken bzw. Wasserbrücken (Trogbrücken) führt ein Wasserweg.
Grünbrücken bzw. Wildbrücken dienen der Überquerung von Verkehrswegen durch Wildtiere.
Weitere Brückenarten sind die Förderbandbrücke (im Bergbau), die Leitungsbrücke (etwa im Chemiewerk), die Pionierbrücke sowie die Behelfsbrücke. Hilfsbrücken hingegen bestehen aus vorgefertigten, meist stählernen Baukastenelementen und werden bei Instandsetzungsarbeiten an vorhandenen Brücken zur Umfahrung der Baustelle eingesetzt.
Ungenutzte Brücken werden im Volksmund „Soda-Brücken“ genannt.

### Form und Konstruktion

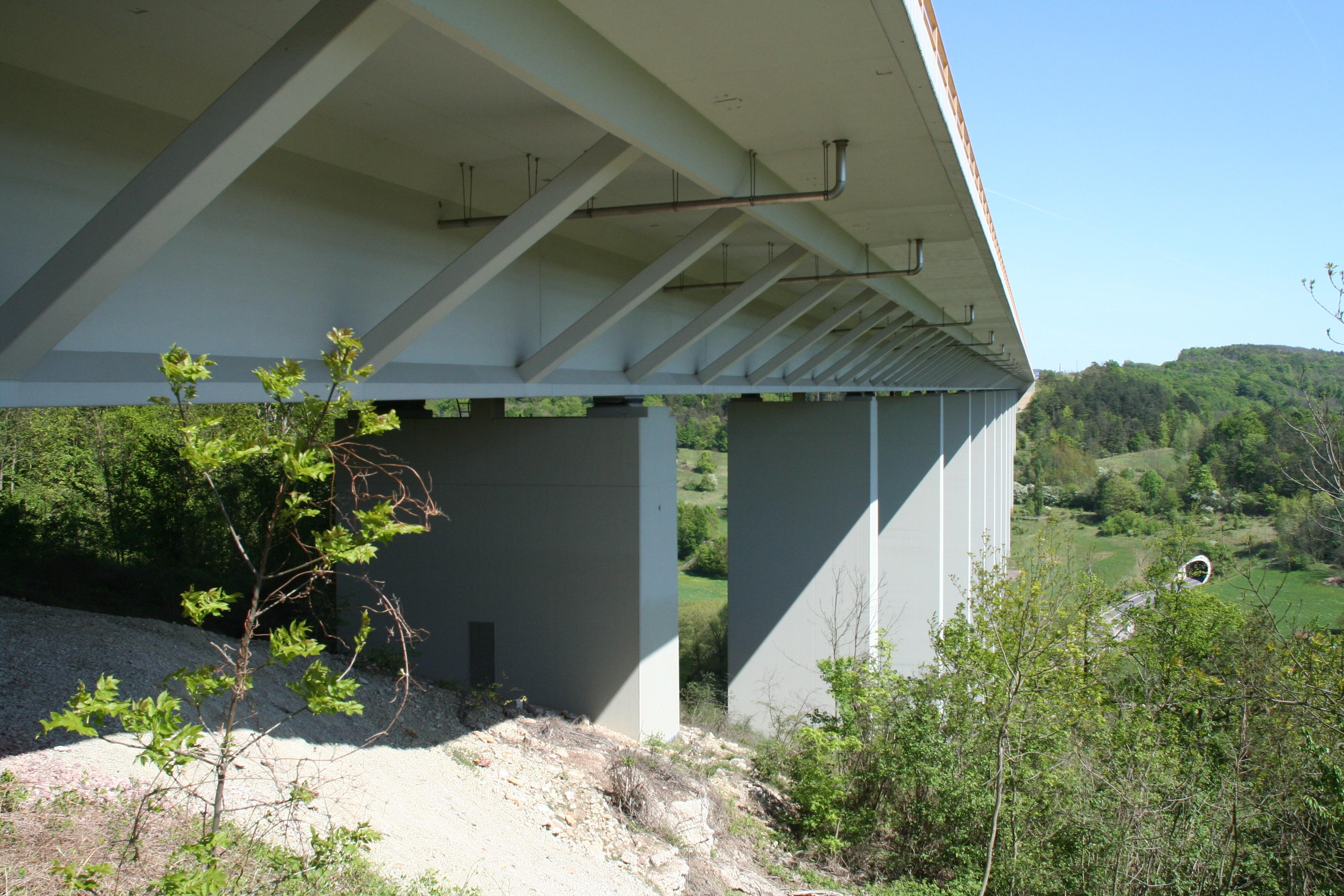
Werratalbrücke Hörschel, Balkenbrücke mit Hohlkastenquerschnitt und Druckstreben

Nach technischen Kriterien ist eine Einteilung nach Form und Konstruktion, Material und Gewicht möglich.

#### Balkenbrücke

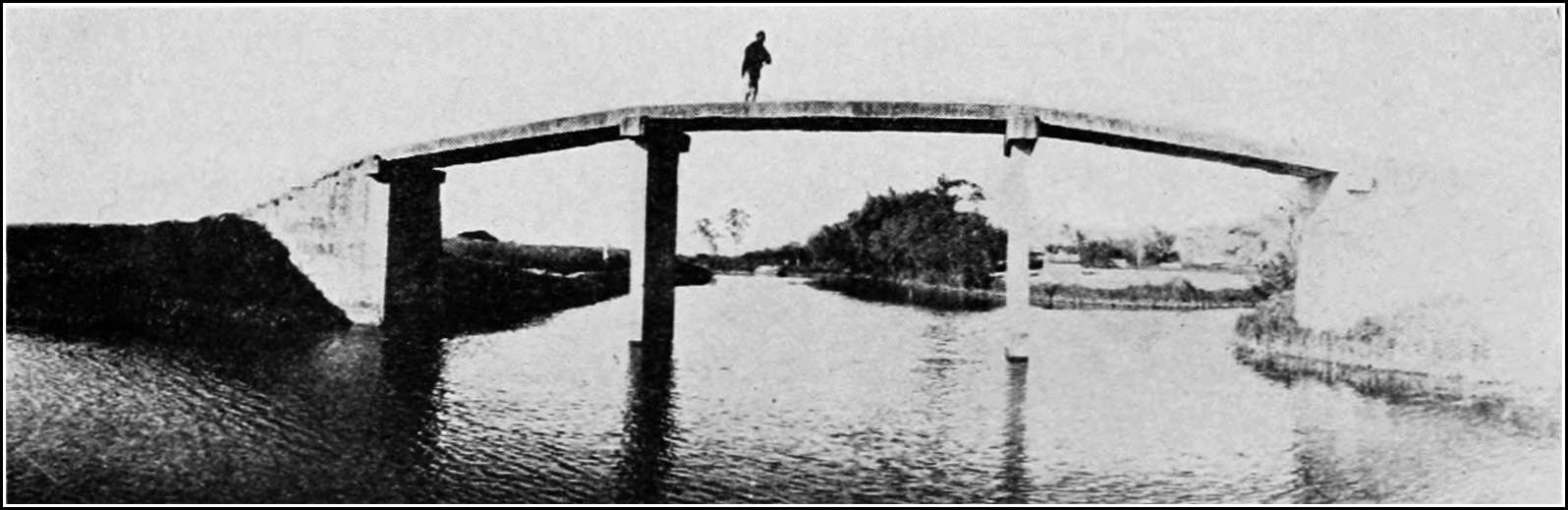
Chinesische Brücke aus massiven Granitplatten, 1908

Zweistegige Plattenbalkenbrücke

Das äußere Kennzeichen der Balkenbrücke ist üblicherweise die sichtbare Trennung des Überbaus (Brückenträger) vom Unterbau (Stützen, Widerlager) durch Lager. Die Lager übertragen die Lasten aus dem Überbau auf die Unterbauten und geben dem Brückenträger die notwendige Lagesicherheit und Bewegungsmöglichkeit. Die Querschnittsform in Längsrichtung entspricht äußerlich einem Balken, meist ist die Trägerhöhe konstant. Überbauten mit veränderlicher Überbauhöhe sind möglich. Dabei weist im Regelfall der Untergurt entsprechend der Momentenbeanspruchung eine Krümmung auf, er ist gevoutet. Der Balken nutzt die Festigkeit des Werkstoffes optimal aus und wird bei üblichen Brücken mit kleinen bis mittleren Stützweiten (ca. 80 m) als statisches System verwendet. Wirtschaftliche Stützweiten für Balkenbrücken sind bis 100 m, ca. 100–200 m für Extradosed-Brücken und ab 200 m für Schrägseilbrücken. Die Balkenbrücke ist vor allem wegen der vergleichsweise einfachen Fertigung häufig anzutreffen. Viele Brücken über Autobahnen sind in dieser Bauart ausgeführt. Balkenbrücken können in Querrichtung mit verschiedenen Querschnittsgeometrien ausgeführt werden.

##### Plattenbrücke

Spannbeton-Hohlkasten-Brücke

Die Vollplatte ist vom statischen System her ein breiter Balken. Die Platte wird häufig bei Überführungen, mit beschränkter Bauhöhe und bis maximal 30 m Stützweite verwendet.

##### Plattenbalken
Der Plattenbalken verbindet Eigenschaften einer Platte mit denen des Balkens. Um größere Stützweiten zu erreichen oder um Material zu sparen, werden unter einer vergleichsweise dünnen Platte ein oder mehrere Träger in Längsrichtung der Brücke angeordnet.

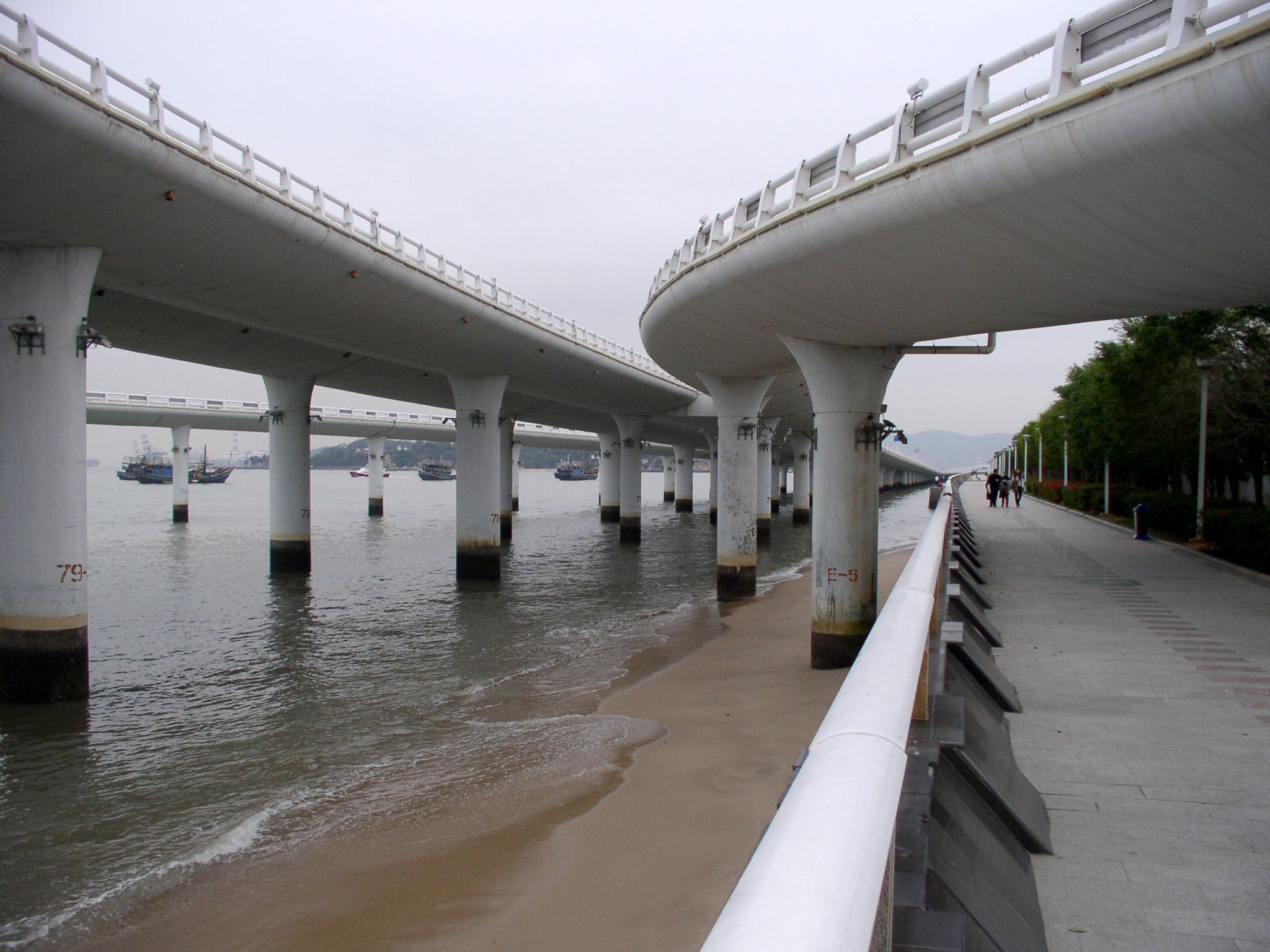
Hohlkastenbrücke auf Stelzen in Xiamen, China

##### Hohlkasten
Durch Ergänzung des Plattenbalkens mit einer unteren Platte ergibt sich ein geschlossener Querschnitt, der Hohlkasten genannt wird. Insbesondere bei Balkenbrücken mit mittleren und größeren Stützweiten oder bei gekrümmter Linienführung werden Hohlkastenquerschnitte, auch Kastenquerschnitte genannt, eingesetzt. Diese zeichnen sich durch eine große Biege- und Torsionssteifigkeit aus, wodurch große Schlankheiten und rationelle Bauverfahren, wie das Taktschiebeverfahren, möglich sind. Weit auskragende Fahrbahnplatten werden oft über schräge Druckstreben auf den Hohlkasten abgestützt.
Bei den ersten von Robert Stephenson entworfenen Brücken wurde der Verkehr durch das Innere des Hohlkastens geführt. Diese Bauweise wird im Englischen als Tubular bridge (Röhrenbrücke) bezeichnet. Die englische Conwy Railway Bridge ist die einzige verbleibende Brücke dieser Bauart. Bei modernen Hohlkastenbrücken befindet sich die Tragstruktur unter der Fahrbahn.

#### Rahmenbrücke (Integralbrücke)
Rahmenbrücken entsprechen Balkenbrücken, jedoch mit dem Unterschied, dass der Überbau mit den Unterbauten (Widerlagerwände oder Stützen) biegesteif verbunden ist. Dadurch werden die Biegemomente im Feld des Brückenträgers vermindert, und somit lässt sich dessen Bauhöhe reduzieren, oder bei gegebener Bauhöhe eine größere Stützweite erreichen. Häufig wird das bei Autobahnüberführungen genutzt, um auf Mittelpfeiler verzichten zu können. Der Entfall der Lager vermindert die Kosten für den Unterhalt und vereinfacht die Wartung der Brücke. Allerdings ist ein Austausch des Überbaus, etwa nach einem Anfahrschaden, aufwändiger.
Brücken, deren Überbauten keine Fugen und Lager besitzen, also in die Widerlagerwände und etwaige Stützen eingespannt sind, werden als integrale Brücken bezeichnet. Eine Variante dieser Bauart stellen semi-integrale Brücken dar, bei denen der Überbau nicht komplett mit dem Unterbau monolithisch verbunden ist oder bei denen der Überbau Fugen aufweist.

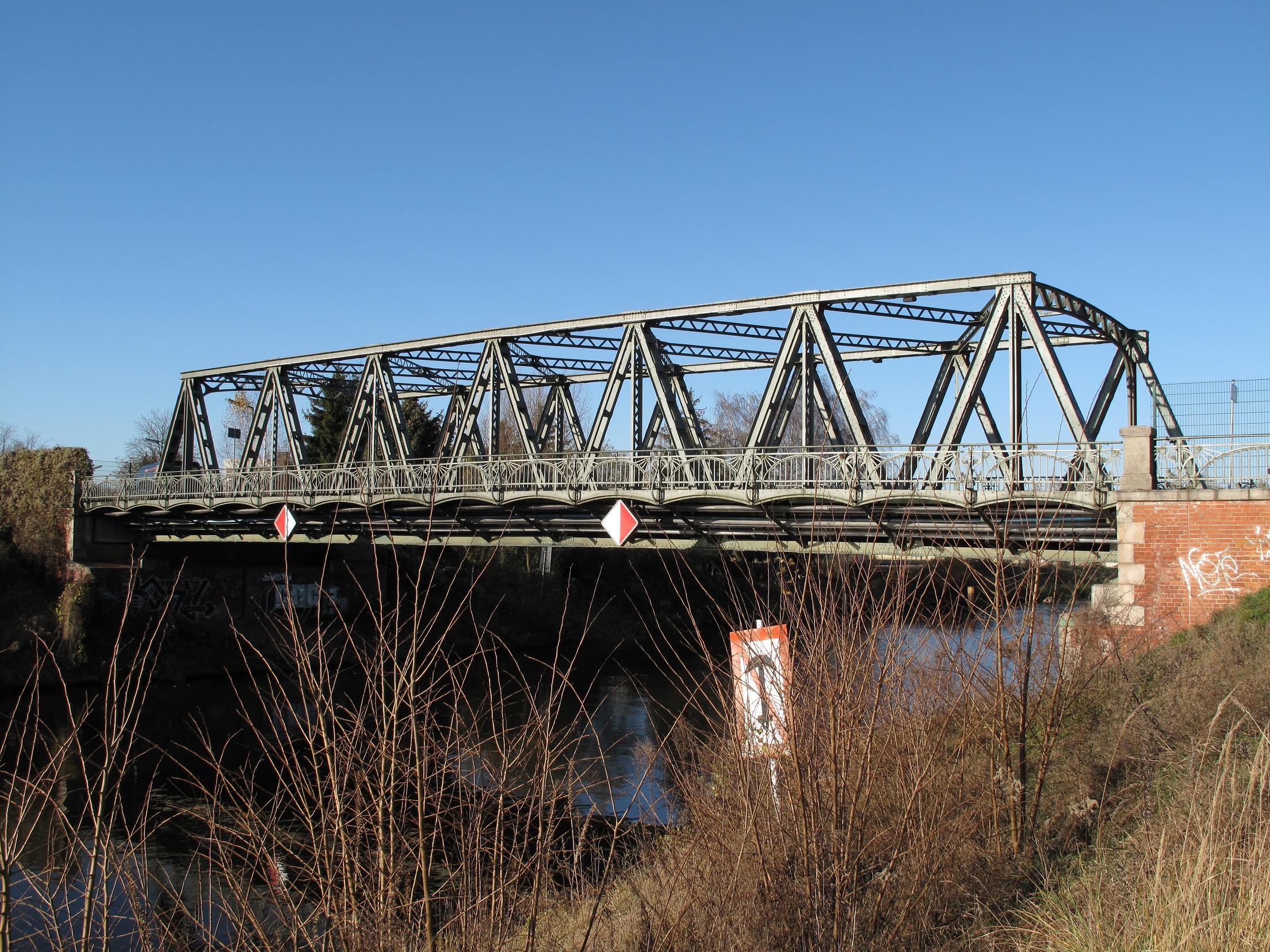
Späthstraßenbrücke über den Teltowkanal in Berlin

#### Fachwerkbrücke
Fachwerke sind aufgelöste Tragwerksstrukturen. Sie haben den Vorteil eines geringeren Materialverbrauchs als vergleichbare vollwandige Tragwerke wie Balken (→ geringeres Eigengewicht). Dabei werden die Stäbe des Fachwerks vorwiegend auf Zug und Druck belastet. Ein Nachteil ist meist die größere Bauhöhe der Konstruktion. Fachwerkbrücken werden vor allem mit Stahl (manchmal auch als Holzbau) ausgeführt. Aufgrund der hohen Verkehrslasten werden sie oft bei Eisenbahnüberführungen gebaut, finden aber auch ihre Anwendung bei Straßenbrücken mit größeren Stützweiten, insbesondere in den USA. Fachwerke verbergen sich auch unter der Verkleidung von gedeckten Holzbrücken.

Konstruktionsformen von Fachwerkbrücken
Parallelgurtiges Fachwerk
Nicht parallelgurtiges Fachwerk
Pfostenloses Fachwerk mit untenliegender Fahrbahn (parallelgurtig)
Fachwerk mit obenliegender Fahrbahn

#### Gitterträgerbrücke

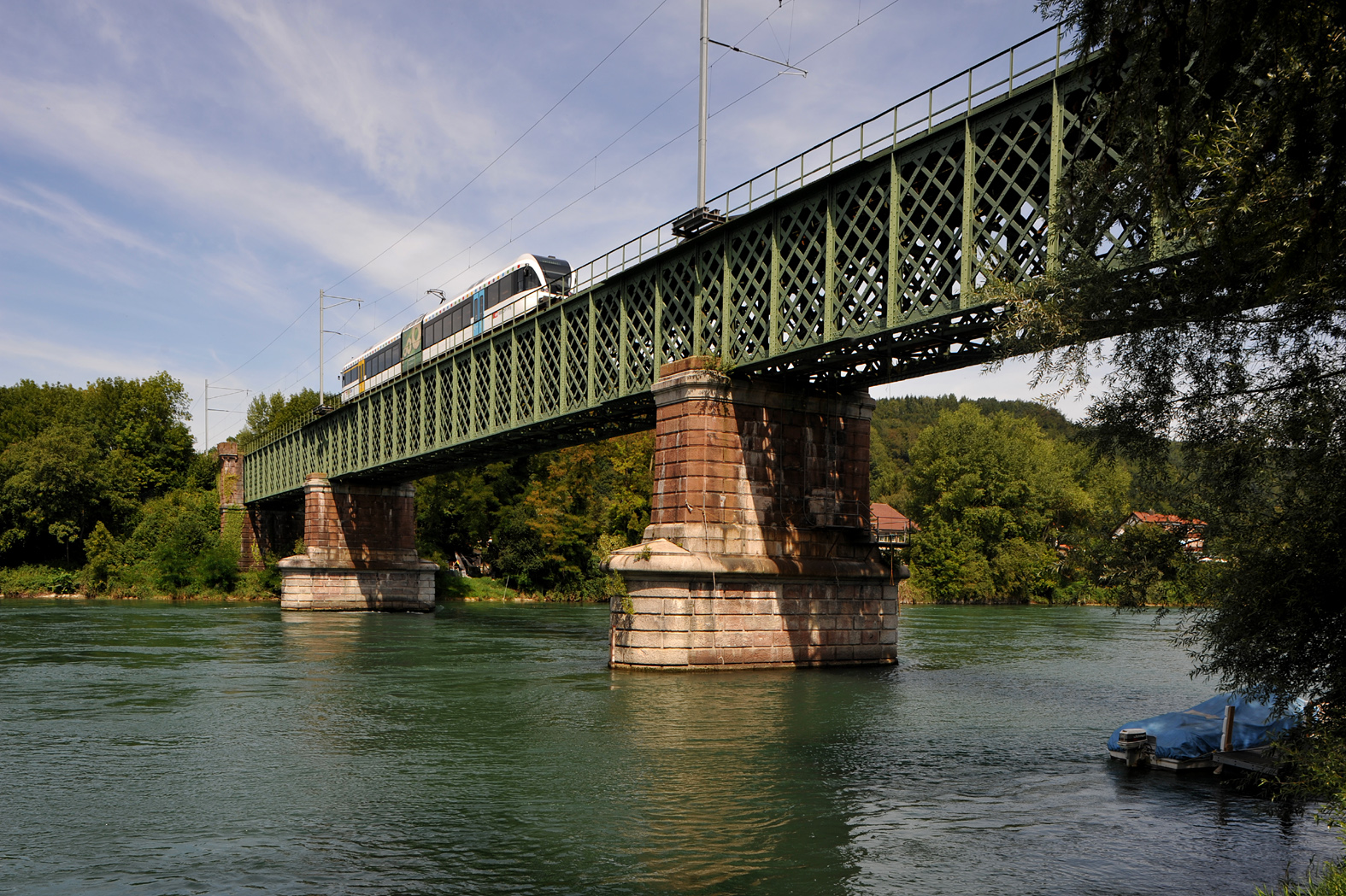
Rheinbrücke Waldshut–Koblenz

Gitterträgerbrücken sind Brücken mit Trägern aus einer Vielzahl sich diagonal kreuzender Stäbe, die an den Kreuzungspunkten miteinander verbunden sind. Die Technik wurde 1820 in den USA für den Bau gedeckter Holzbrücken entwickelt. Nach der von Großbritannien ausgehenden Einführung des im Puddelverfahren hergestellten Schmiedeeisens wurde das Prinzip auf schmiedeeiserne Gitterträgerbrücken übertragen, die sich billiger herstellen ließen als die ersten Hohlkastenbrücken mit rundum vollverschlossenen Flächen. Diese Bauweise wurde ab 1847, überwiegend in den 1860er Jahren und vereinzelt bis ca. 1900 eingesetzt.
Gitterträger werden heute für temporäre Brücken wie Not- und Behelfsbrücken eingesetzt, da sie sehr leicht sind und sich einfach montieren lassen.

#### Pendelpfeilerbrücke
Bei Pendelpfeilerbrücken sind die Pfeiler gelenkig mit dem Überbau und dem Fundament verbunden. Die Pfeiler werden dadurch nur von Druckkräften beansprucht, während die Längskräfte, beispielsweise aus Bremsen oder Anfahren von Fahrzeugen, von dem Überbau vollständig in die Widerlager geleitet werden.
| Pendelpfeilerbrücke                                   | Pendelpfeilerbrücke   |
| ----------------------------------------------------- | --------------------- |
|                                                       |                       |
| \| Pendelpfeiler Fahrbahn \| Fundamente Widerlager \| |                       |
| Pendelpfeiler Fahrbahn                                | Fundamente Widerlager |

#### Bogenbrücke

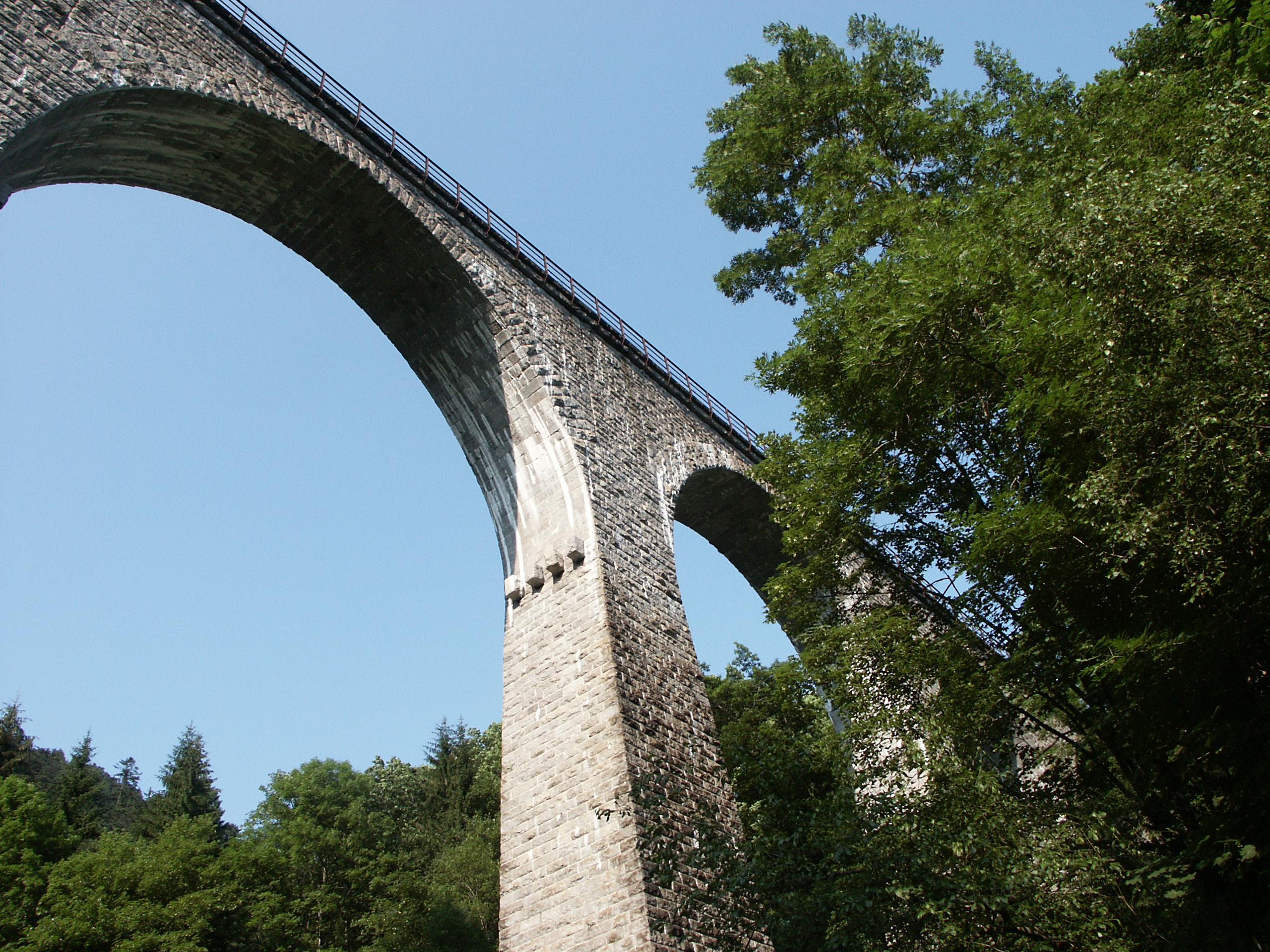
Ravennaviadukt – Eisenbahnbrücke im Höllental im Schwarzwald

Der Bogen ist für Massivbaustoffe, wie Stein oder Beton, mit ihrer hohen Druckfestigkeit die geeignetste Tragwerksart, da der Bogen hier bei optimaler Geometrie fast nur Druckbelastungen ausgesetzt ist. Deshalb ist diese Art der Konstruktion bei vielen alten Brücken zu finden. Allerdings muss der Baugrund ausreichend fest sein, weil er neben den lotrechten Kräften insbesondere horizontale Kräfte aufnehmen muss. Die Widerlager am Ende des Bogens werden Kämpfer genannt.
Bogenbrücken werden aus Stahl oder Stahlbeton mit aufgeständerter, obenliegender Fahrbahn zum Überwinden tiefer Täler oder Geländeeinschnitte gebaut. Mit einem Stahlbogen sind Stützweiten von bis zu 500 Metern möglich, mit einem Stahlbetonbogen sind 300 Meter möglich. Stahlbogenbrücken mit angehängter, untenliegender Fahrbahn kommen aufgrund der niedrigen Bauhöhe der Fahrbahntafel vor allem im Flachland bei der Überwindung von Gewässern vor. Bogenbrücken mit mittenliegender Fahrbahn, wie die Karmsundbrua, sind eine weitere mögliche Variante, um Hindernisse zu überwinden. Eine moderne Bauart sind die seit 1990 in China häufig gebauten CFST-Brücken (concrete filled steel tube bridges), bei denen der tragende Bogen zunächst aus leeren Stahlrohren hergestellt wird, die anschließend mit Beton verfüllt werden.
Eine Bogenbrücke besteht aus einem oder mehreren Bögen und der Brückentafel oder Fahrbahn. Die Stahlbogenbrücke besitzt zusätzlich noch Hänger oder Steher, an denen die Brückentafel befestigt ist.
Konstruktionsformen von Bogenbrücken:
| Bogen Kämpfer Steher | Fahrbahn Fundamente Widerlager |

| Bogen Pfeiler Fundamente | Beschüttung Fahrbahn |

| Bogen Kämpfer | Fahrbahn Hänger |

| Bogen Auflager | Zugband (Fahrbahn) Hänger |

#### Hängebrücke

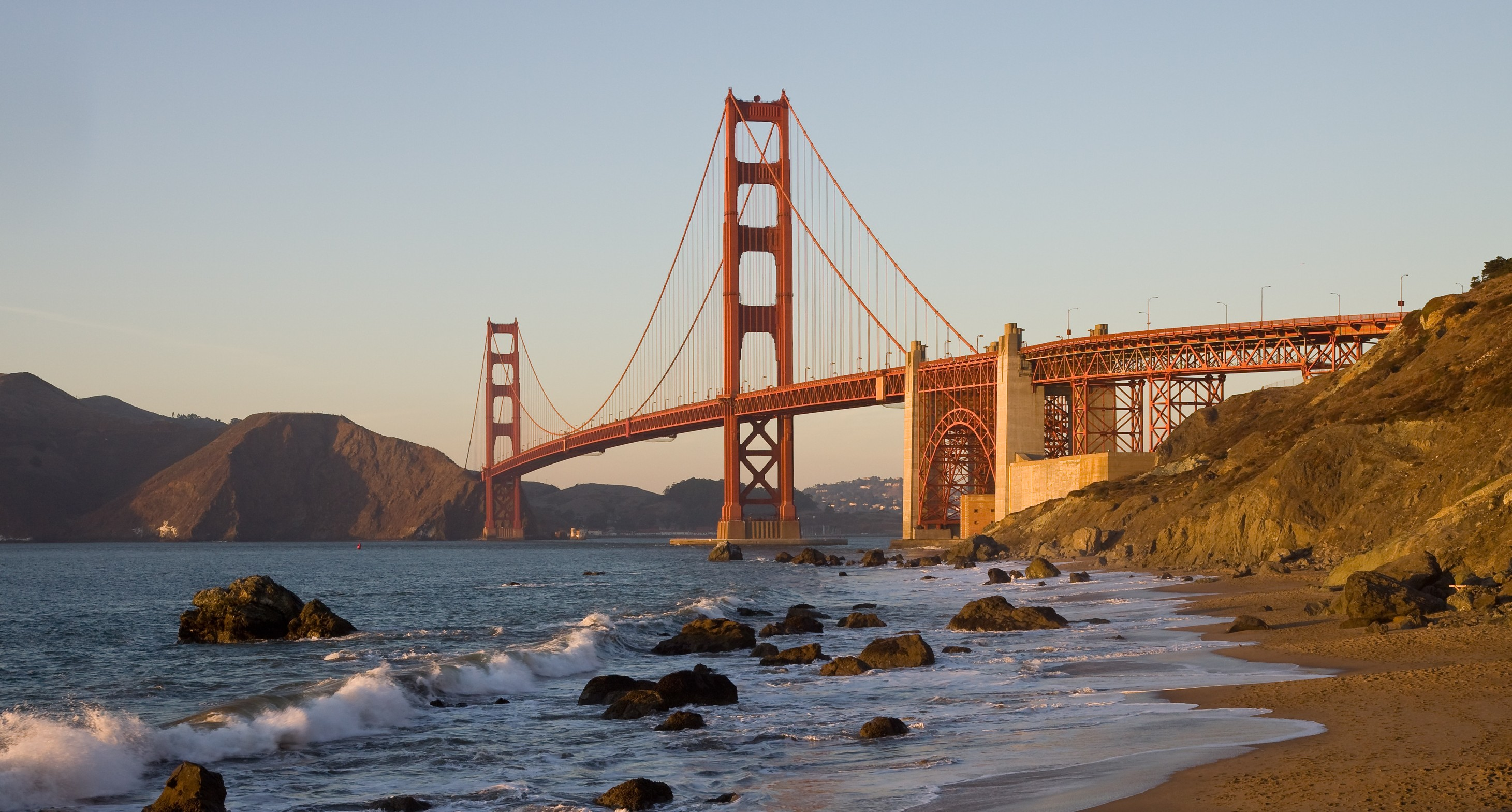
Golden Gate Bridge (San Francisco)

Die Hängebrücke ist eine Weiterentwicklung der Seilbrücke. Einfache Hängebrücken mit noch durchhängender Fahrbahn finden sich schon in steinzeitlichen Kulturen. Die Hängebrücke wird überwiegend zur Überquerung breiterer schiffbarer Gewässer mit Stützweiten oberhalb von 800 m gebaut. Wegen der Tendenz zu größeren Verformungen wird sie nur selten (Beispiele sind die Tsing-Ma-Brücke und der Ponte 25 de Abril) als Eisenbahnbrücke verwendet. Sie ist statisch ähnlich der Bogenbrücke mit untenliegender Fahrbahn. Bei der Hängebrücke wird zwischen Pylonen ein Tragseil aufgehängt. An diesem Tragseil werden Hänger befestigt, senkrechte Seile, die die Fahrbahn tragen. Sie sind jedoch bei großen Stützweiten sehr gegen Windschwingungen anfällig, wie es der Einsturz der Tacoma-Narrows-Brücke in den USA am 7. November 1940 gezeigt hat.
Ein berühmtes Beispiel einer Hängebrücke ist die Golden Gate Bridge in San Francisco.
Die Çanakkale-1915-Brücke in der Türkei hat seit 2022 mit 2023 Metern die größte Stützweite.

#### Schrägseilbrücke

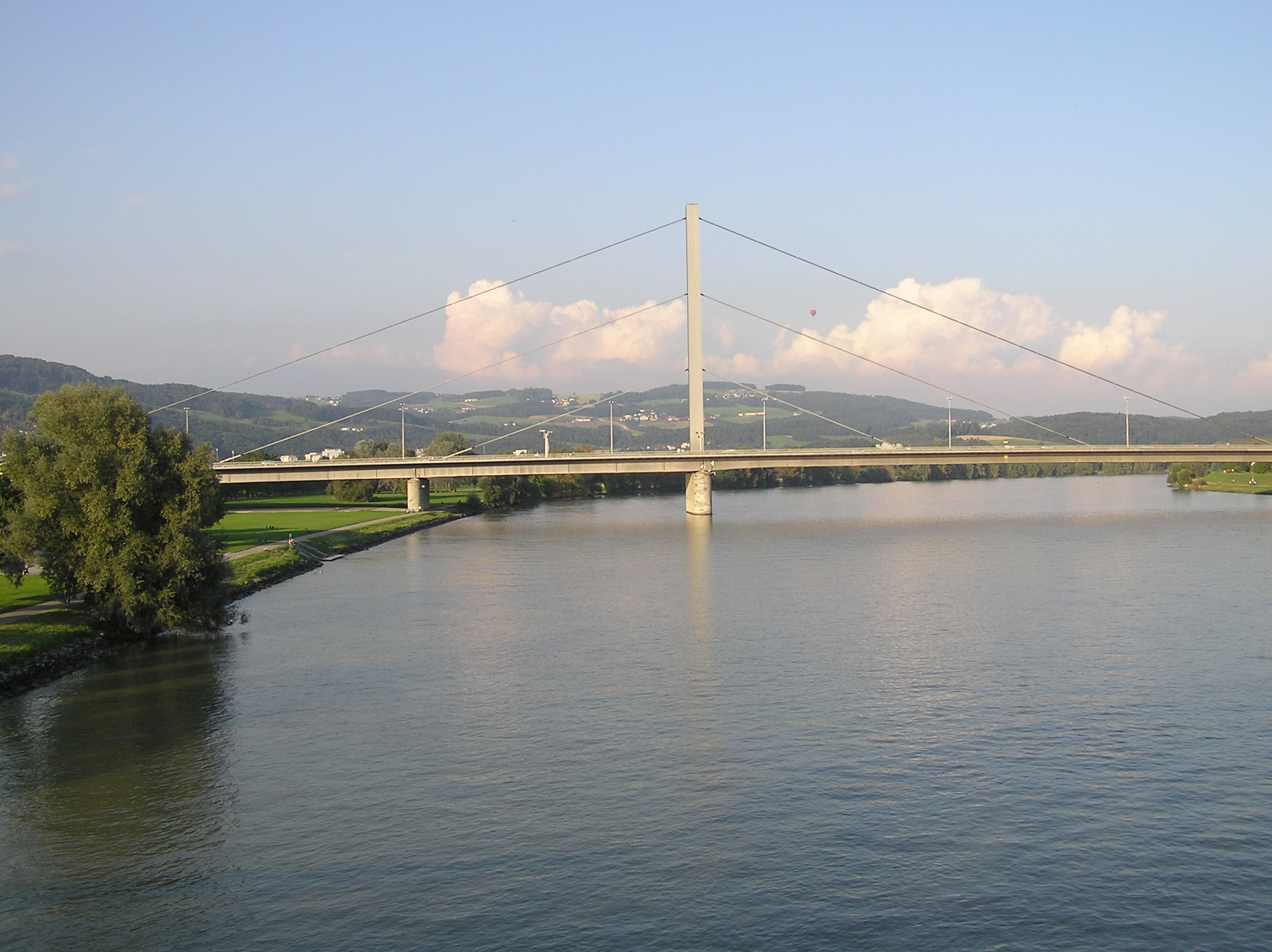
VÖEST-Brücke in Linz

Die Schrägseilbrücke oder Schrägkabelbrücke hat sich zur Überbrückung breiterer Gewässer oder Flächen mit Stützweiten zwischen 200 m und 1000 m als technisch besonders geeignet und als wirtschaftlich erwiesen. Die Brücke wird meist im Freivorbau errichtet. Der Bauzustand mit der weit auskragenden Brücke ist aufgrund der seitlichen Windbeanspruchung maßgebend für die technisch möglichen Stützweiten. Aufgrund ihrer hohen Steifigkeit kann sie auch für den Eisenbahnverkehr verwendet werden. Eine Schrägseilbrücke besteht aus den Pylonen, der Fahrbahn und den Seilen. Alle lotrechten Kräfte der Brücke werden über die Seile in den Pylon eingebracht, der diese dann senkrecht als reine Druckkräfte in den Untergrund einbringt. Die Schrägseilbrücke entspricht einer Auslegerbrücke, die Fahrbahntafel bildet den druckbeanspruchten Untergurt, die Seile sind Auslegerzuggurte, welche die vertikalen Lasten an die Pylone abtragen und in der Fahrbahntafel rückverankert sind.
Ein bekanntes Beispiel dieser Brückenform ist die Hamburger Köhlbrandbrücke. Die Rio-Andirrio-Brücke, die über den Golf von Korinth (Griechenland) führt, ist ein weiterer bekannter Vertreter dieser Brückenform und eine der längsten ihrer Art. Das Viaduc de Millau ist seit 2004 mit 2460 m die längste Schrägseilbrücke der Welt.
|                                                                      |       |               |            |            |
| \| Fahrbahn \| Pylon \| Seile / Kabel \| Widerlager \| Fundamente \| |       |               |            |            |
| Fahrbahn                                                             | Pylon | Seile / Kabel | Widerlager | Fundamente |

#### Extradosed-Brücke
Eine Extradosed-Brücke ist eine neuartige Brückenkonstruktion (eine Brücke mit außen liegender Vorspannung) mit Schrägseilen, die eine Mischung aus Schrägseilbrücke und vorgespannter Balkenbrücke ist. Wirtschaftliche Stützweiten für Balkenbrücken sind bis ca. 100 m, 100–200 m für Extradosed-Brücke, und ab ca. 200 m für eine Schrägseilbrücke.

Smuuli Brücke in Estland
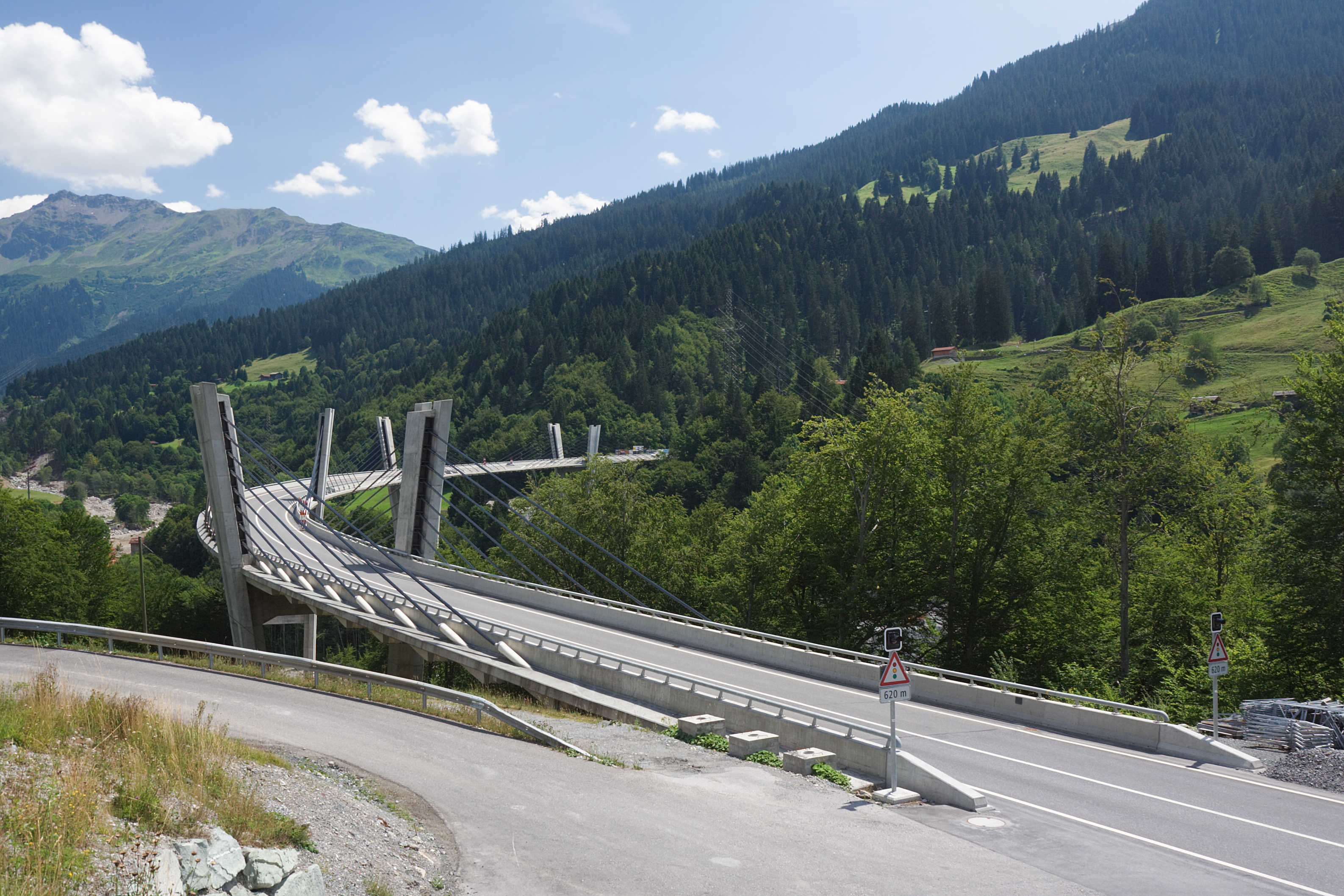
Sunnibergbrücke in der Umfahrung Klosters, Schweiz

#### Spannbandbrücke
Tragendes Element einer Spannbandbrücke sind ein oder mehrere durch die Last gespannte Bänder, die mit den Endlagern zugfest verbunden sind. Charakteristisch ist der konkave Durchhang des Spannbandes in den Feldern. Je geringer der Durchhang, umso größer sind die Zugkräfte im Spannband. Wegen des Durchhangs wird diese Bauform überwiegend als Fußgängerbrücke errichtet. Das Spannband kann über Zwischenpfeiler geführt werden. Ein bekannter Vertreter dieser Brückengattung ist die Holzbrücke bei Essing über den Main-Donau-Kanal, die neben der ungewöhnlichen Verwendung von Brettschichtholz als Spannband mit 193 m zugleich bis 2006 die längste Holzbrücke Europas war. Dieser Status ging an die 225 m lange Drachenschwanz-Brücke auf dem Gelände der Neuen Landschaft Ronneburg über. Bei Straßenbrücken wird die Fahrbahn üblicherweise über dem Spannband aufgeständert, so dass trotz des Durchhangs des Spannbandes eine Fahrbahn entsteht, die der Trassierung der Straße entspricht.

Diagramm einer mehrspannigen Spannbandbrücke
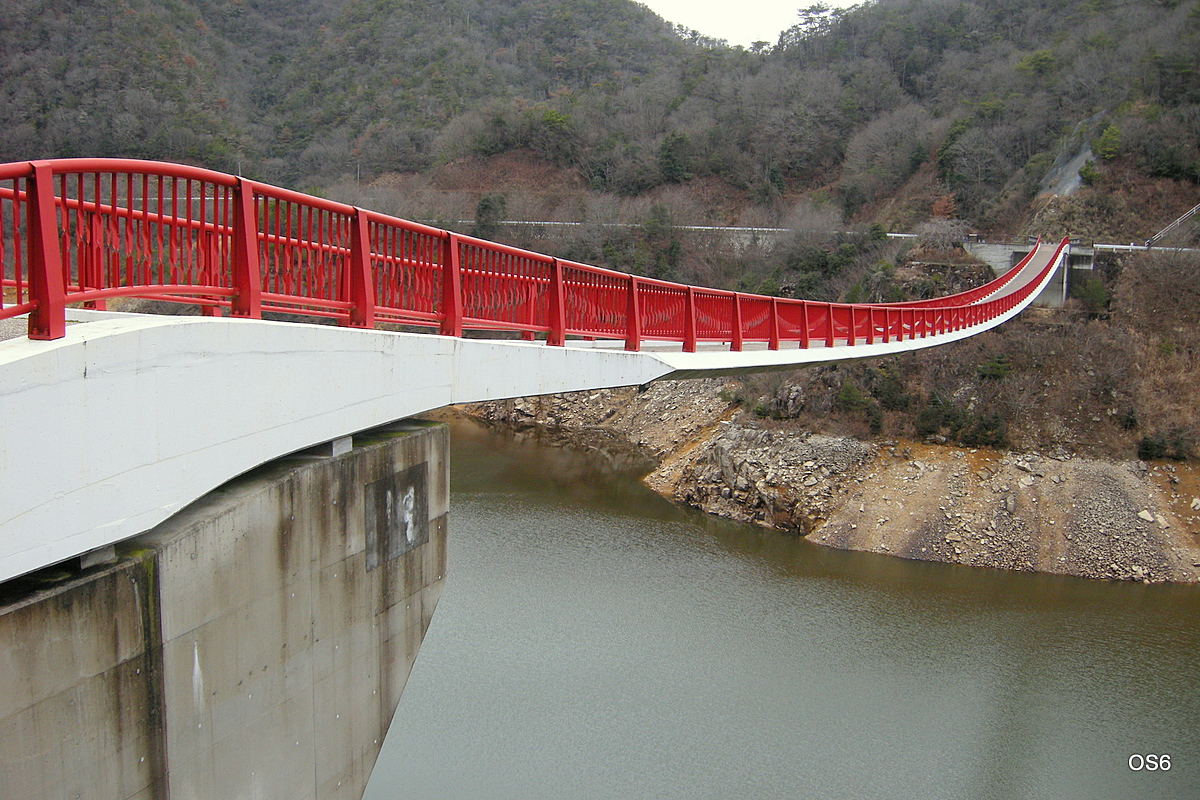
Die Yumetsuri-Brücke galt zur Fertigstellung 1996 als die größte Spannbandbrücke der Welt
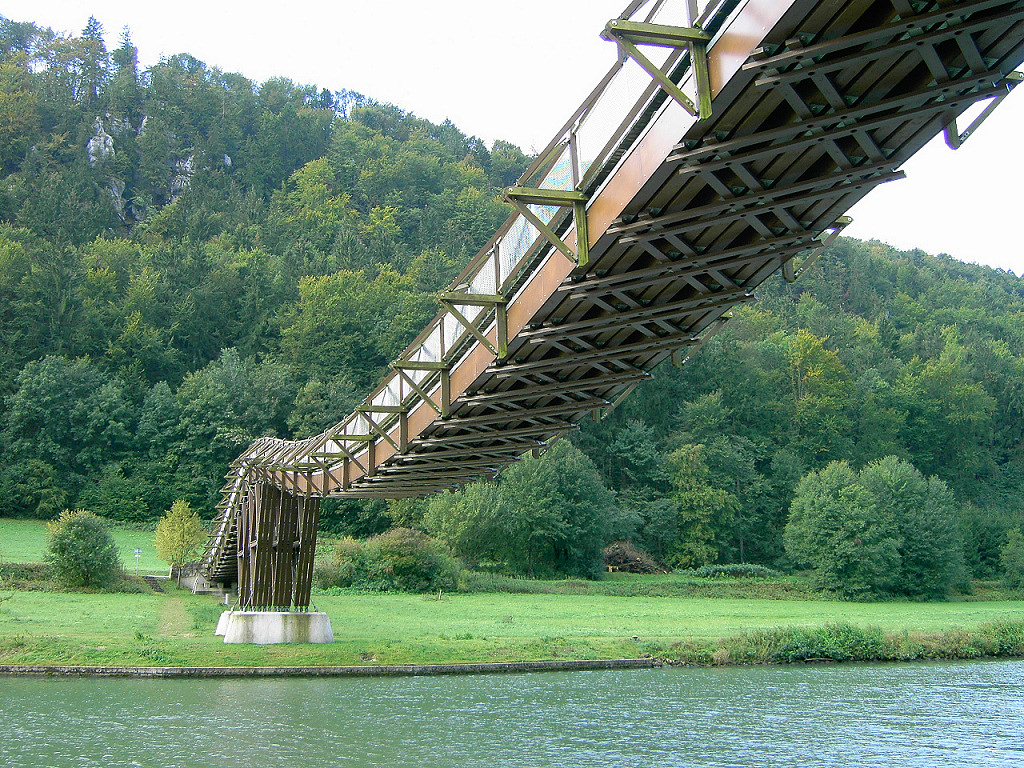
Spannbandbrücke bei Essing zwischen Riedenburg und Kelheim
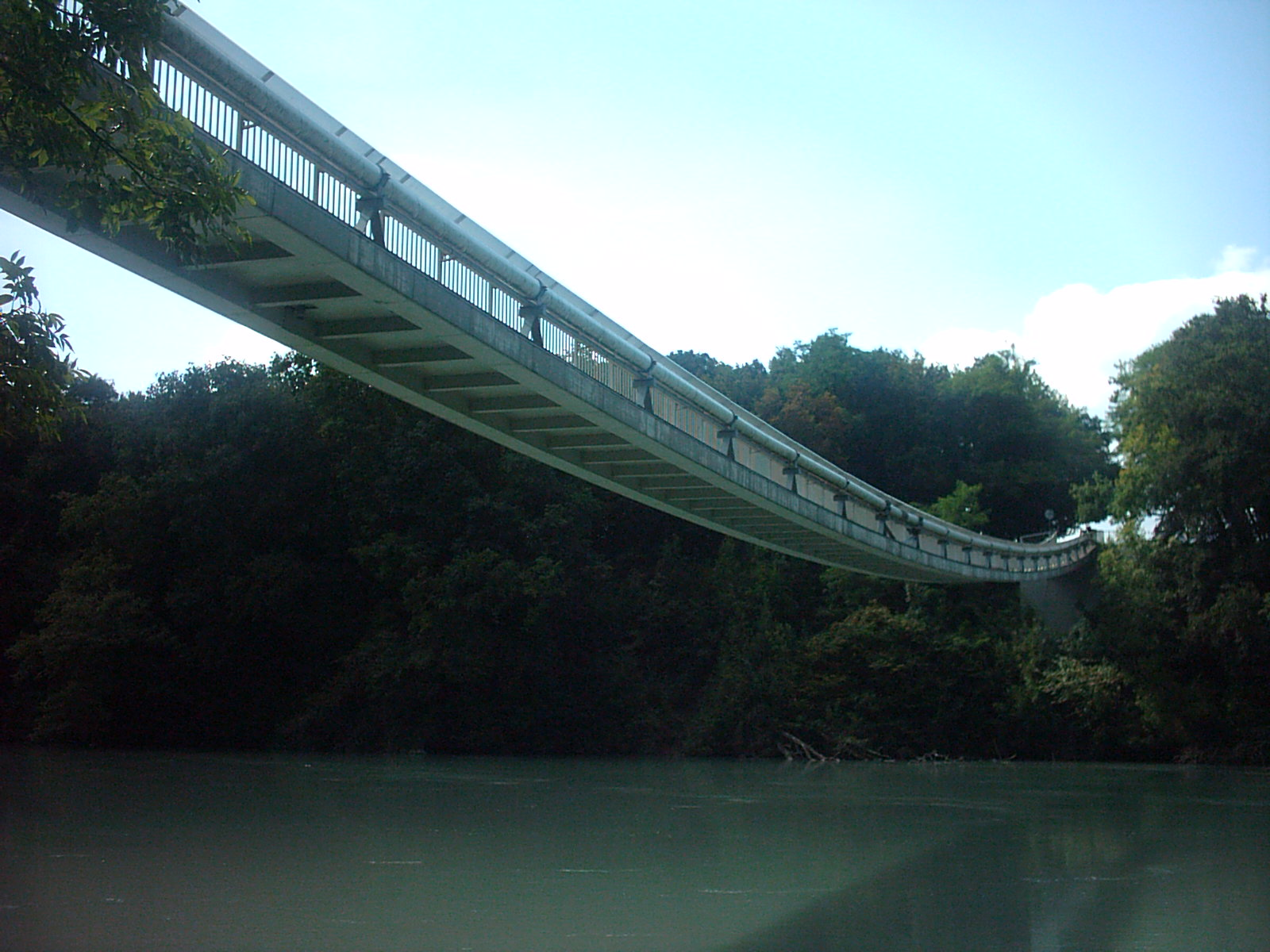
Passerelle Lignon, ein Fußgängersteg und eine Ölpipeline über die Rhone im Kanton Genf, Schweiz

#### Bewegliche Brücke

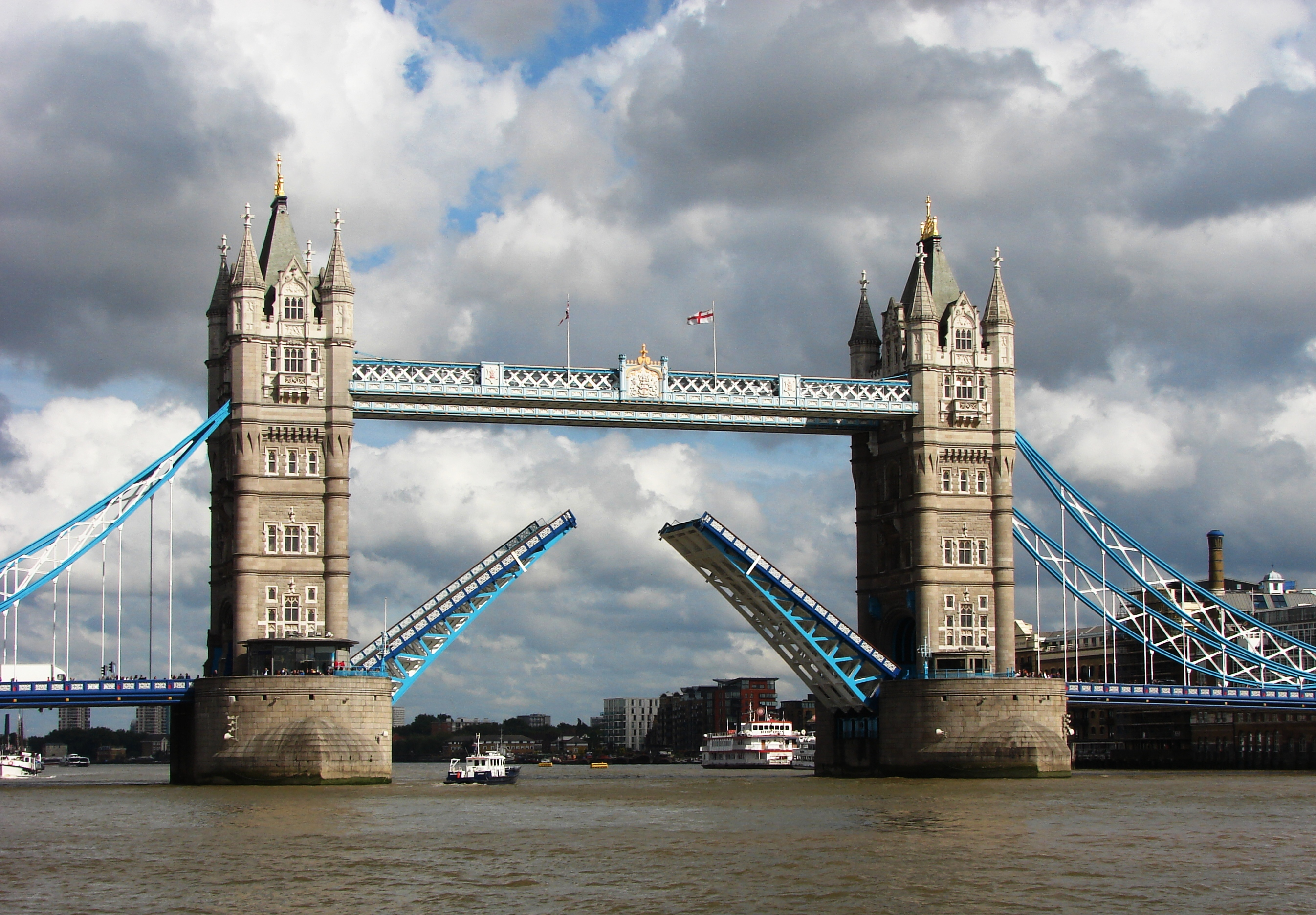
Die 1894 eröffnete Tower Bridge über die Themse in London

Bewegliche Brücken werden gebaut, wenn sich aus den örtlichen Gegebenheiten ergibt, dass eine feste Brücke nicht wirtschaftlich oder konstruktiv möglich ist. Dies kann sein, wenn zum Beispiel im Flachland eine Anrampung zu teuer wäre und ohne Anrampung eine zu geringe Durchfahrtshöhe für die untenliegende Verkehrslinie bliebe. Dieser Brückentyp hat den Nachteil, dass die Kreuzung des Verkehrs nicht voneinander unabhängig stattfinden kann, sondern immer einer der Verkehrswege gesperrt oder zumindest eingeschränkt ist.
Diese Brücken werden durch die Art der Konstruktion genauer beschrieben. So gibt es die Zugbrücke oder Ziehbrücke, bei der die Fahrbahn hochgeklappt wird, die Klappbrücke, deren Mechanismus keine Zugseile hat (das berühmteste Beispiel ist die Tower Bridge in London), eine Einziehbrücke wie nahe Gouda in den Niederlanden und als besondere Variante eine Dreifeldzugklappbrücke, wie die Hörnbrücke in Kiel, eine Faltbrücke.
Weitere bewegliche Brückentypen, die Schifffahrtsstraßen kreuzen und größere Durchfahrtsbreiten ermöglichen, sind die Drehbrücke, die komplett um ihre vertikale Achse gedreht werden kann (die Drehbrücke Malchow), die Hubbrücke, die komplett hochgehoben wird (die Kattwykbrücke über die Hamburger Süderelbe) oder im niederländischen Haarlem, sowie die Kippbrücke, die Senkbrücke und die Rolling Bridge (Rollende Brücke).
Ausdrehen der Nordschleusenbrücke in Bremerhaven zur Freigabe des Wasserweges:

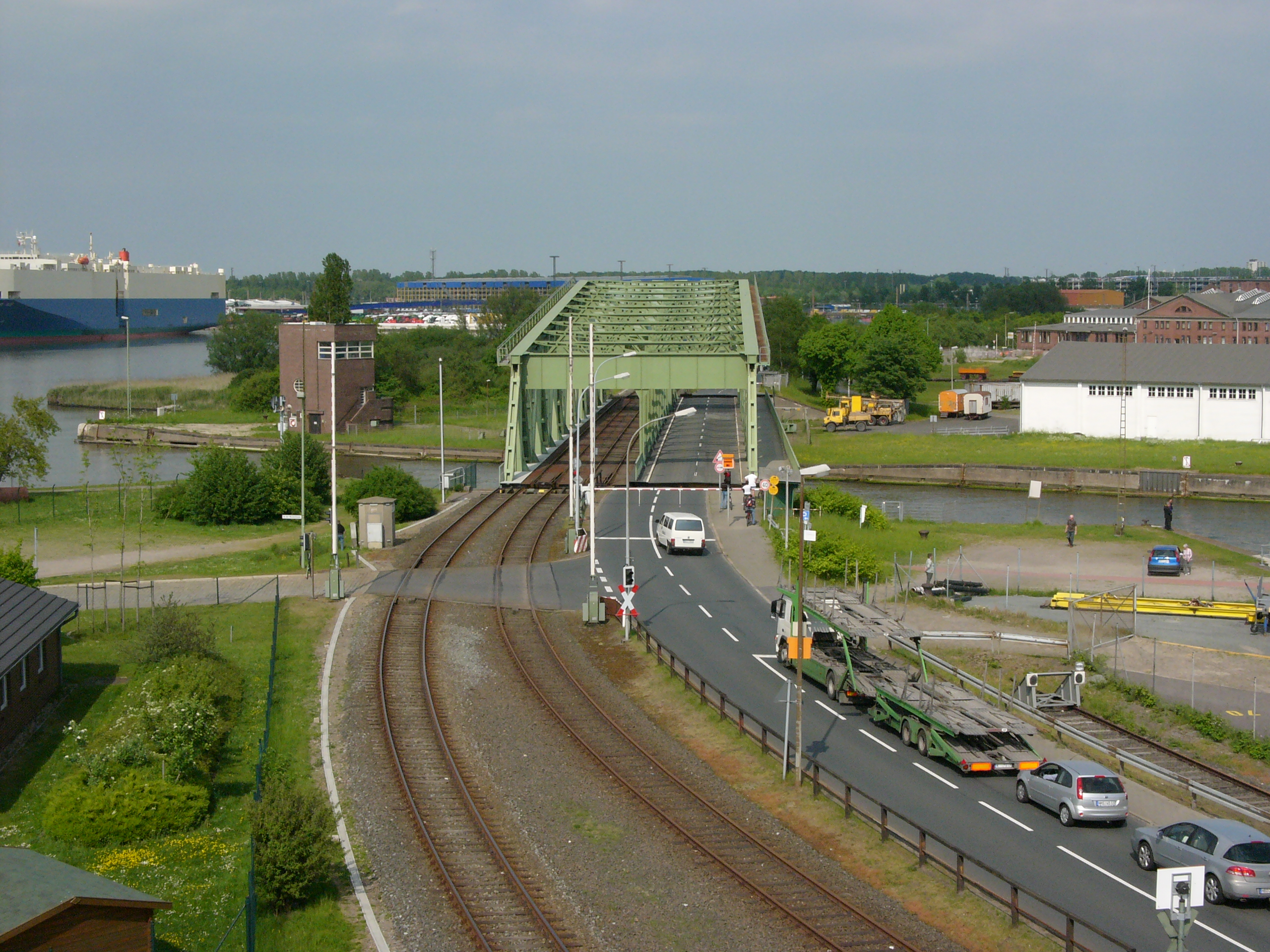
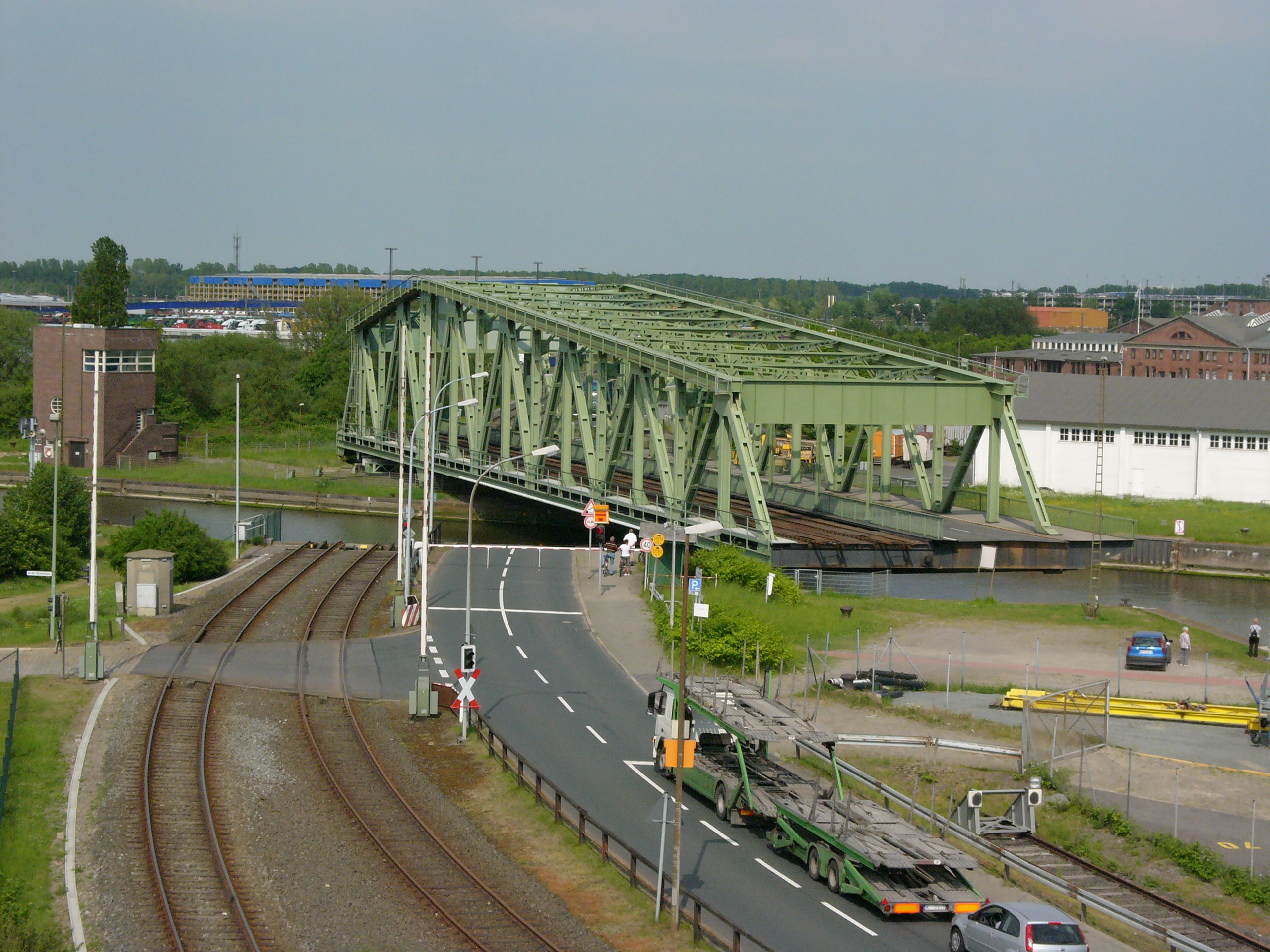
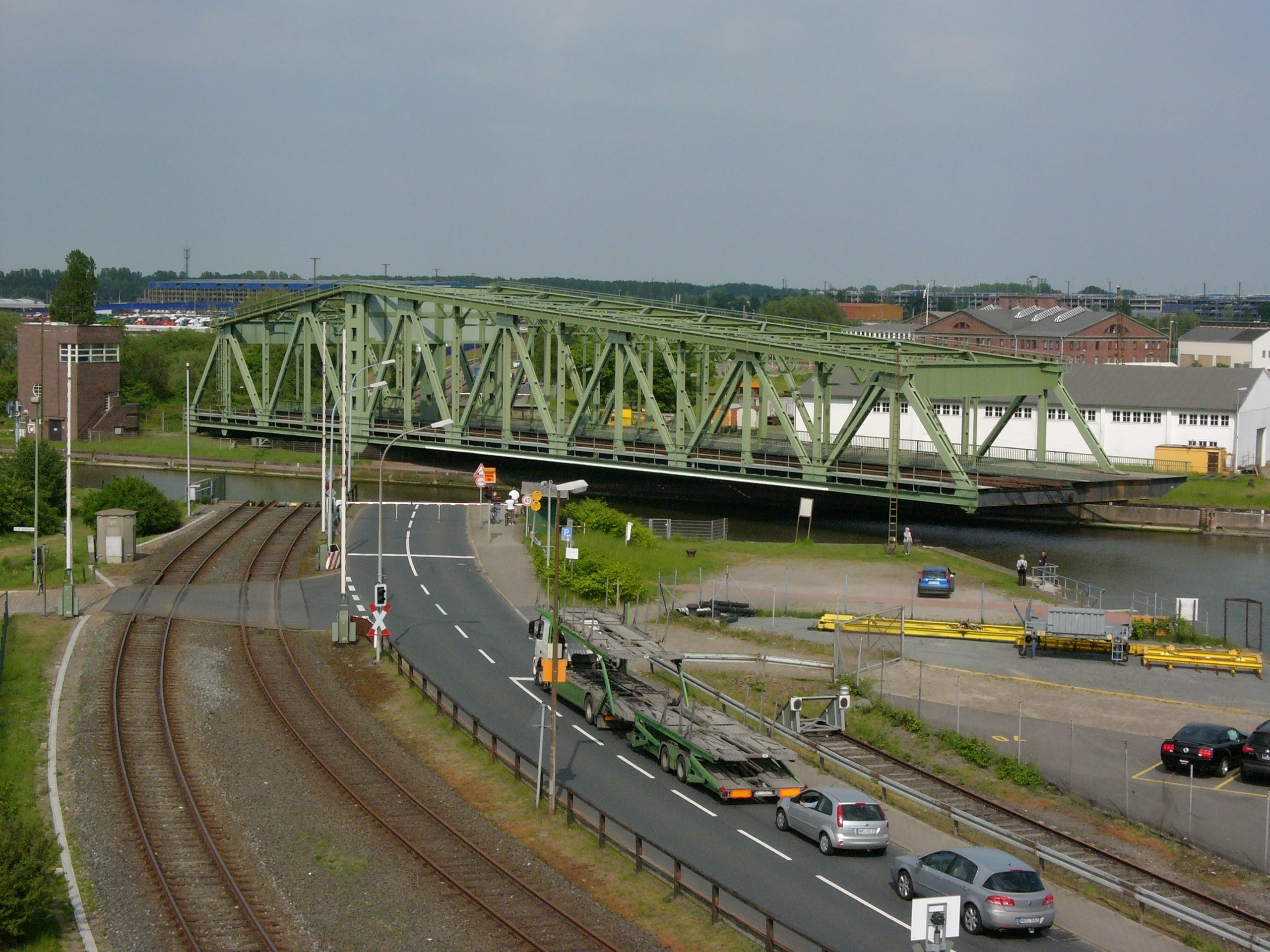
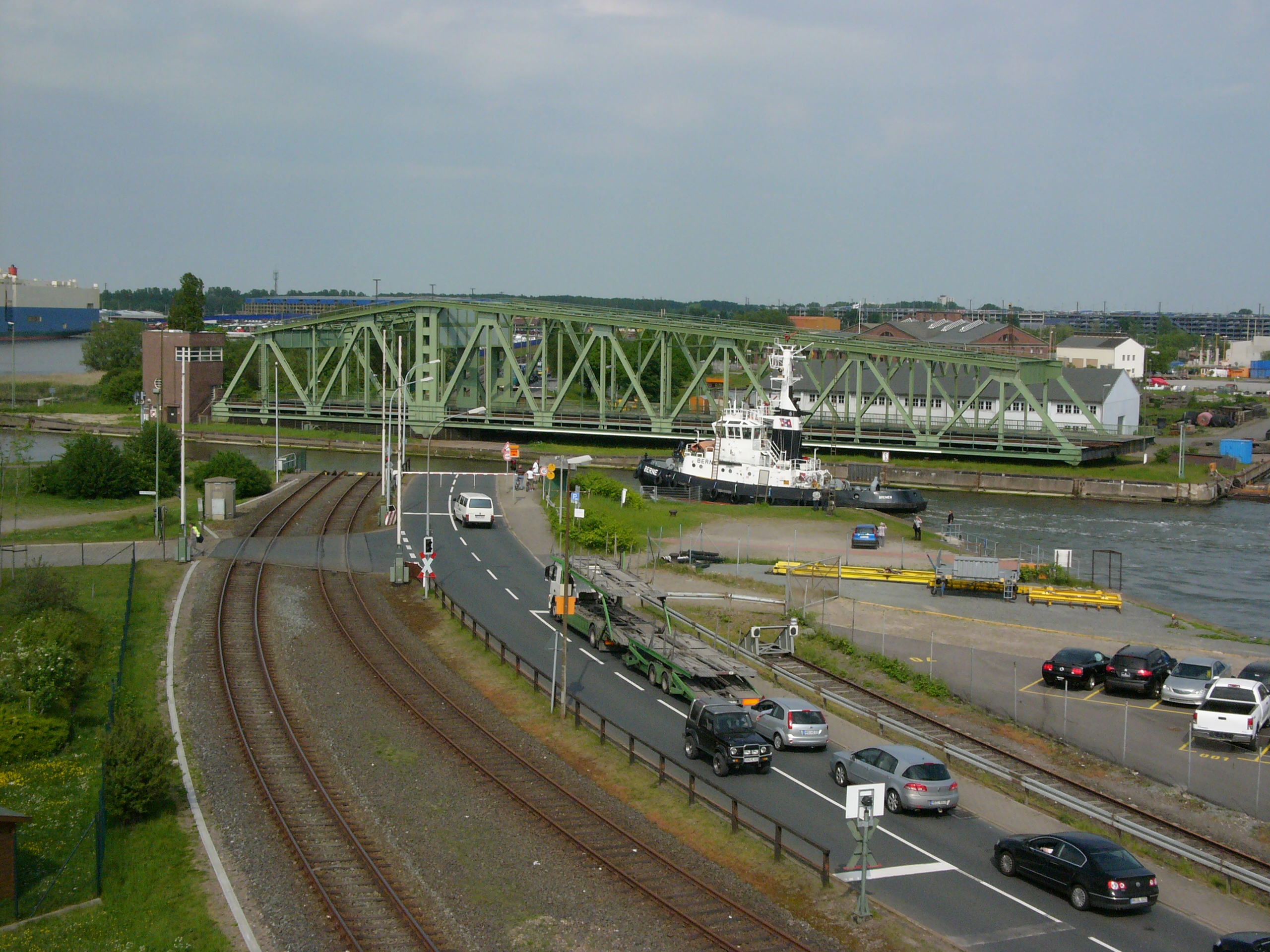

#### Schwimmbrücke (Pontonbrücke, Schiffbrücke)

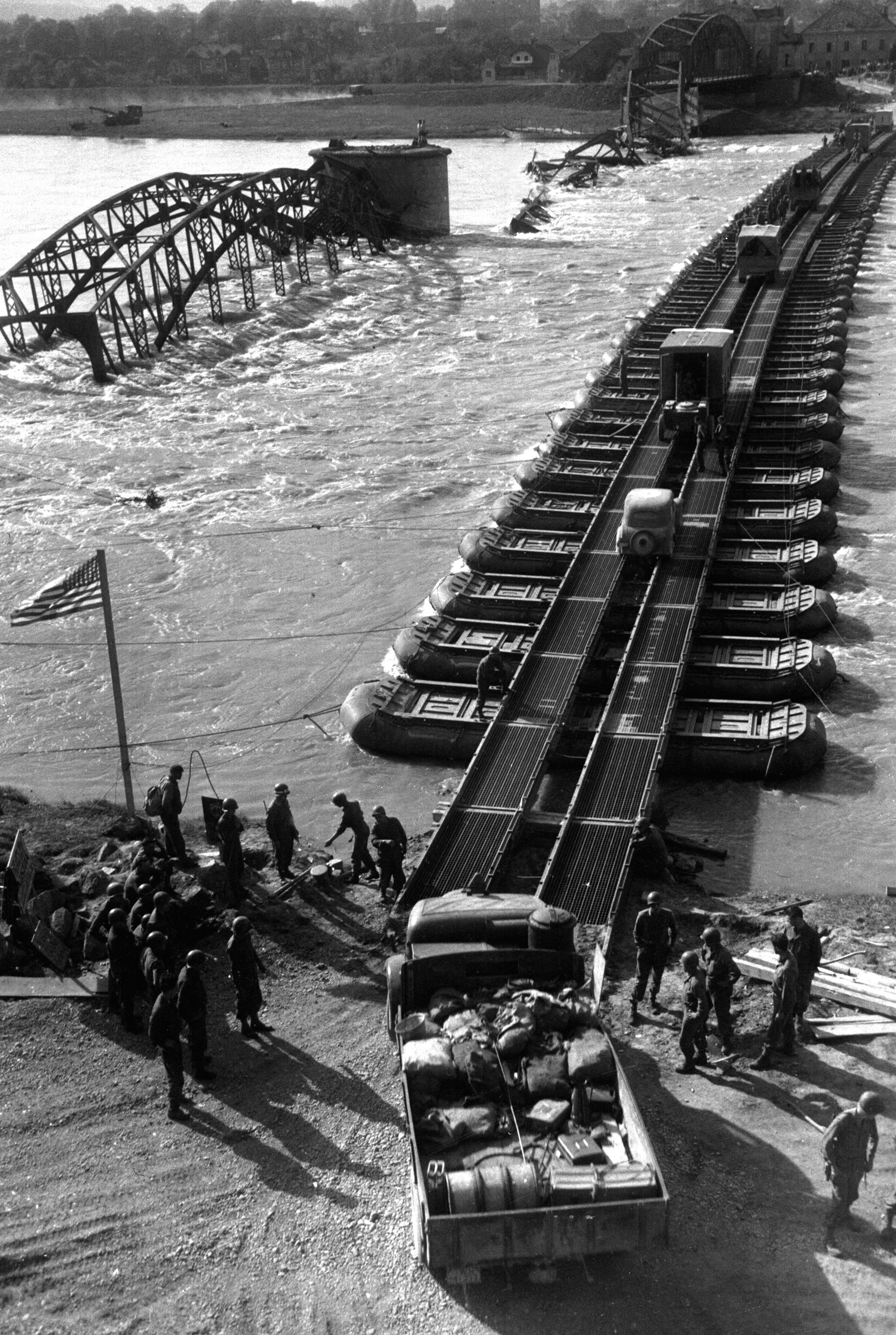
Pontonbrücke (1945)

Schwimmbrücken haben an Stelle von Pfeilern auf einem Gewässer liegende Schwimmkörper, die kurze Überbauten miteinander verbinden. Als Schwimmkörper kommen Pontons, Schiffe, Schlauchboote, Hohlplatten oder Amphibienfahrzeuge zum Einsatz. Die Nutzbarkeit von Schwimmbrücken wird insbesondere vom Wasserstand und der Wasserströmung stark beeinflusst. Je nach Wasserstand muss beim Befahren der Brücke zwischen dem Ufer und dem ersten Schwimmkörper eine erhebliche Steigung oder ein Gefälle überwunden werden, was vor allem bei Eisenbahnbrücken die Nutzung zeitweise erschwert oder unmöglich macht. Häufig wird die Brücke am Ufer abgespannt, da sie sonst nur eine geringe Quersteifigkeit besitzt.
Schwimmbrücken werden meist als Behelfsbrücken eingesetzt, um zerstörte Infrastruktur bis zur Wiederherstellung zu ersetzen. Eine typische Anwendung liegt im militärischen Bereich, wo es einerseits darum geht, zerstörte Infrastruktur temporär wiederherzustellen, andererseits aber auch darum, durch Flexibilität operative Vorteile zu erlangen. Früher kamen Schwimmbrücken als kostengünstige Alternative an Stelle fester Brücken zur Anwendung.
In Norwegen werden Schwimmbrücken noch als permanente Bauwerke errichtet. So ist beispielsweise die 845 m lange Bergsöysund-Brücke bei Kristiansund zu nennen, die einen bogenförmigen Grundriss ohne Verankerung hat. Von gleicher Konstruktionsart ist der 1246 m lange Pontonbrückenabschnitt der insgesamt 1614 m langen Nordhordlandsbrua bei Bergen. Im Grundriss gerade und in Querrichtung mit Ankern gehalten ist dagegen die 2019 m lange Lacey V. Murrow Memorial Bridge über den Lake Washington bei Seattle.

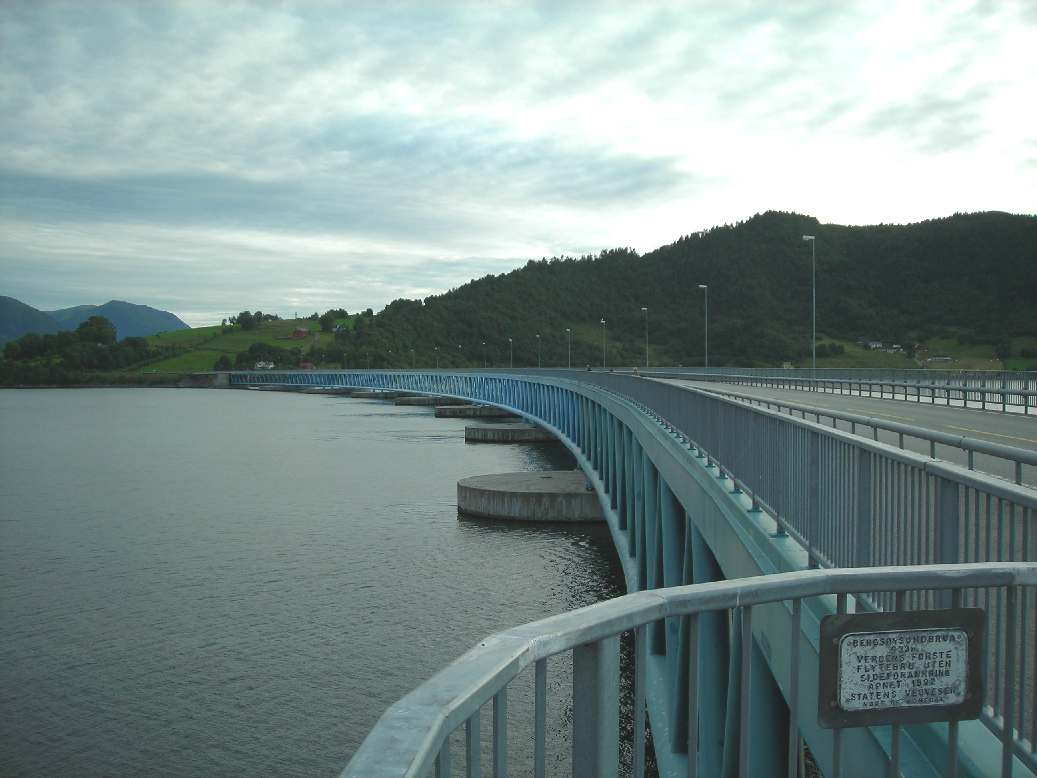
Bergsöysundbrücke (Pontonbrücke)
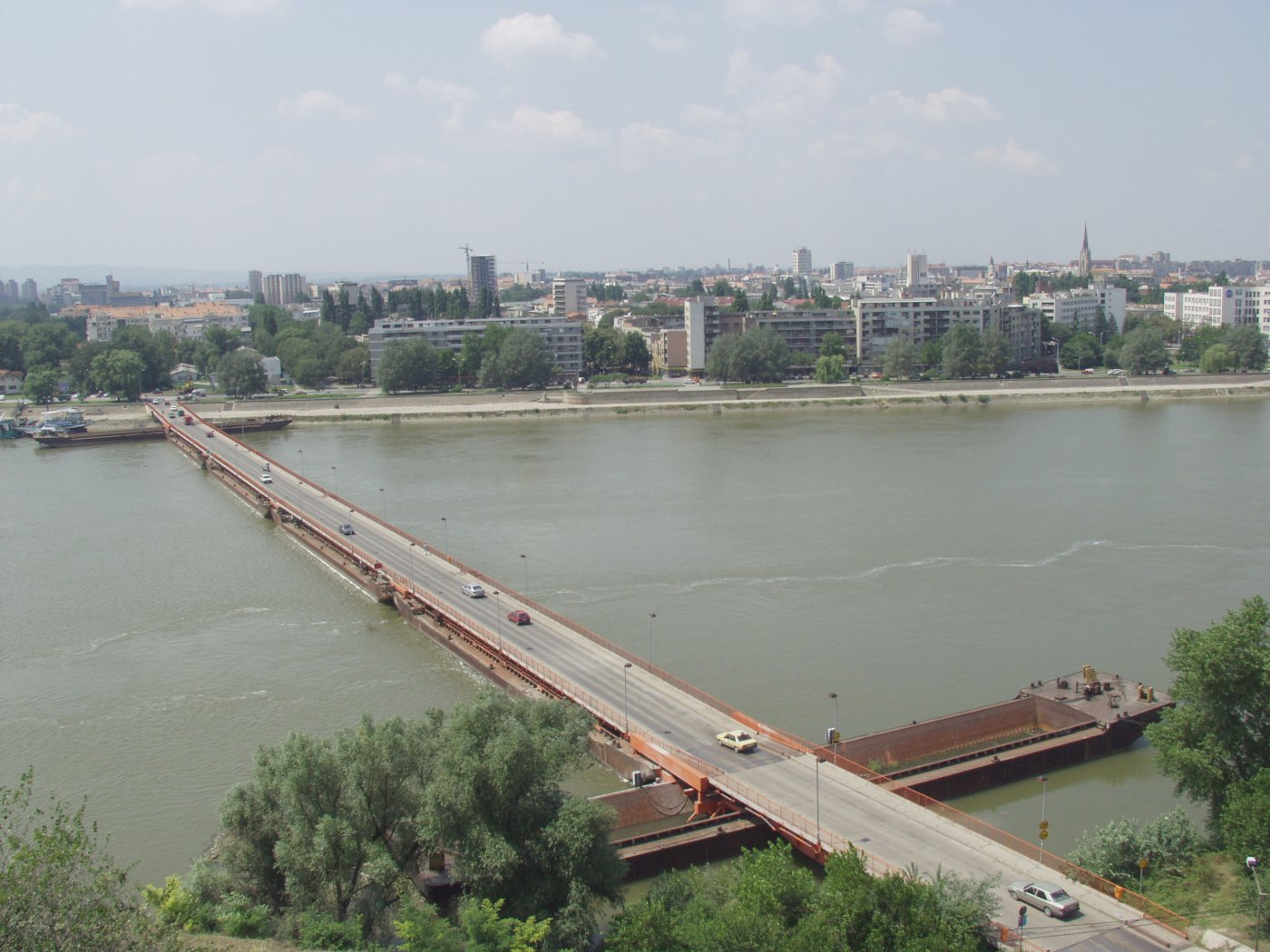
Pontonbrücke über die Donau in Novi Sad, Serbien

#### Furt-Brücke

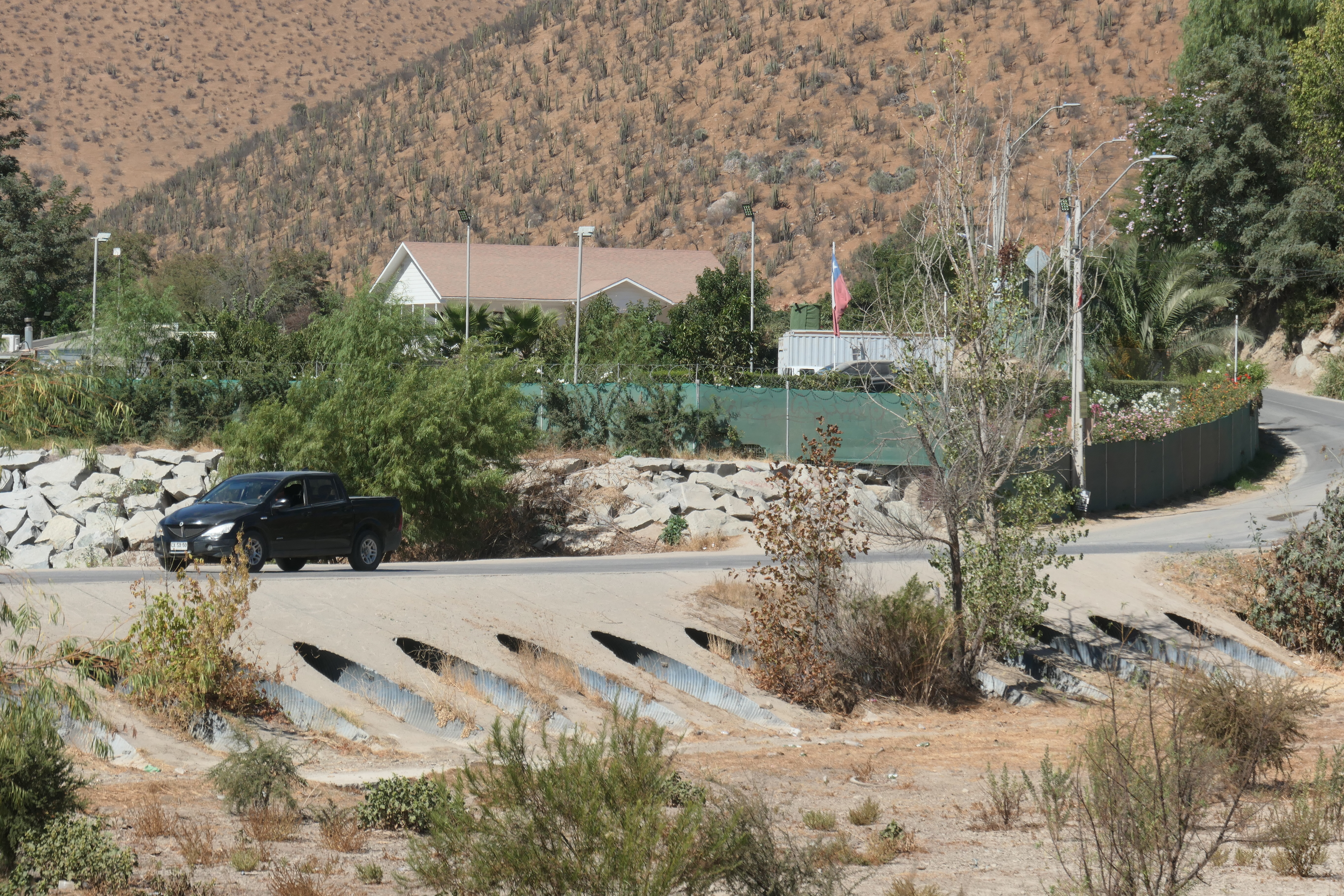
Furt-Brücke

Eine Furt-Brücke (spanisch puente badén) ermöglicht den Verkehr bis zu einem gewissen Durchfluss. Wenn dieser größer wird, setzt die Bauweise wenig Widerstand durch stromförmige Linien und keine Schranken.

## Material

### Holz

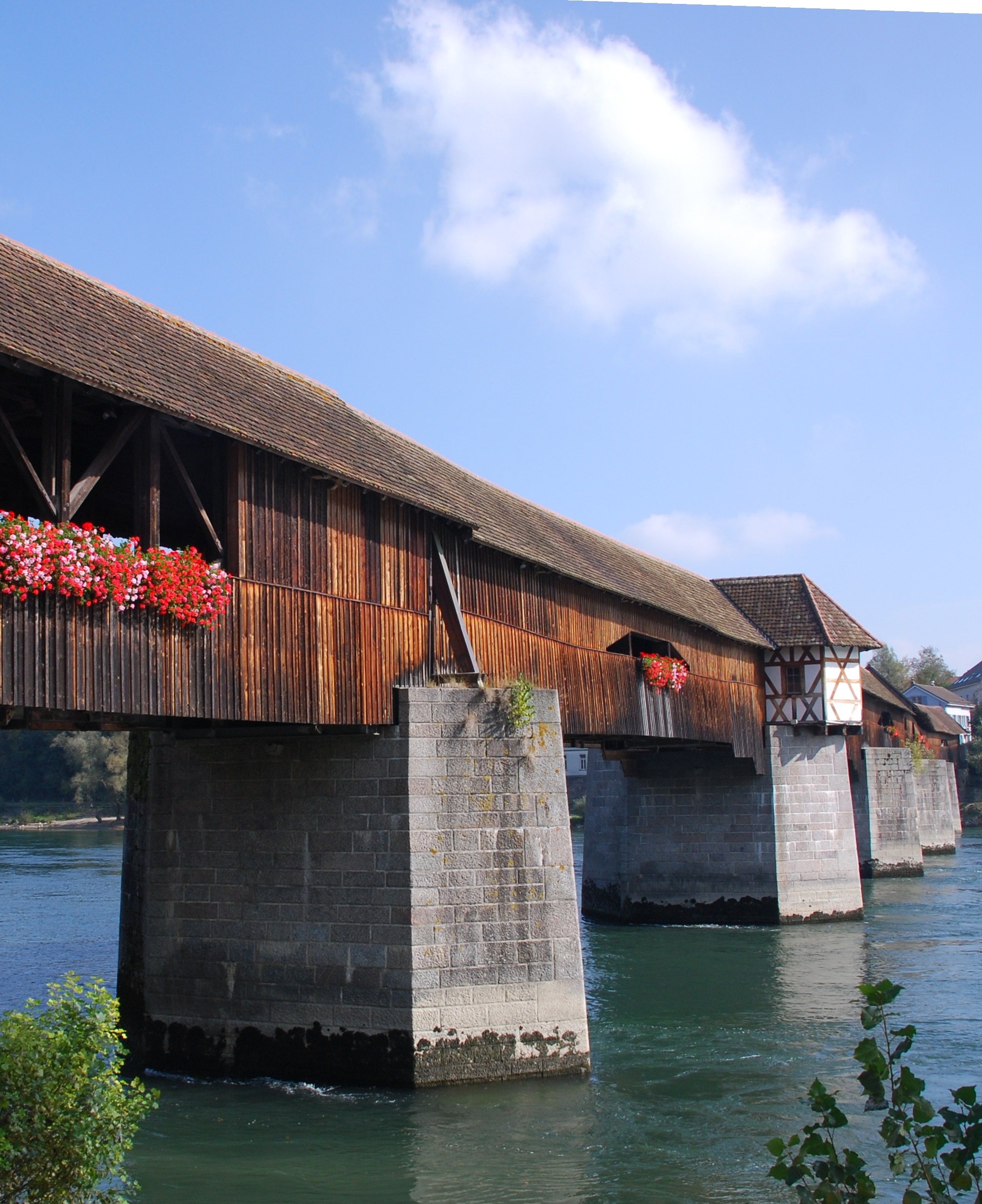
Holzbrücke in Bad Säckingen, die längste gedeckte in Europa

Holz ist in Form eines Baumstammes über eine Schlucht oder ein Gewässer das älteste Brückenbaumaterial. Es wird bei Jochbrücken und bei Fachwerkbrücken verwendet. Im 18. Jahrhundert erreichte der Holzbrückenbau mit der Rheinbrücke Schaffhausens von Hans Ulrich Grubenmann einen ersten Höhepunkt. Diese war 120 m lang und hatte nur einen Zwischenpfeiler. Die Weiterentwicklung erfolgte in der ersten Hälfte des 19. Jahrhunderts in Nordamerika beim Bau der Eisenbahnstrecken durch den Kontinent, unter anderem mit den hölzernen Trestle-Brücken, bestehend aus einfachen Balkenbrücken mit einer feinmaschigen Anordnung von Rundhölzern.
Holz wird insbesondere bei Fußgängerbrücken verwendet, Stegen oder anderen untergeordneten Brücken wie Güterwegbrücken oder Hauszufahrten. Von Vorteil ist dabei insbesondere das niedrige Eigengewicht des Holzes. Eher selten wird Holz für größere Brücken verwendet, wie in der Nähe des finnischen Mäntyharju. Dort wurde 1999 die mit 168 m längste (maximale Stützweite 42 m) für den Straßenverkehr zugelassene Holzbrücke der Welt eröffnet. Die längste gedeckte Holzbrücke Europas ist die Holzbrücke Bad Säckingen in Süddeutschland. Zu den bekanntesten zählt die Kapellbrücke in Luzern. Die längste gedeckte Holzbrücke der Welt ist mit 390 Meter die Hartland Bridge in New Brunswick, Kanada.

### Stein
Steinbrücken sind Brücken, bei denen nicht nur die Brückenpfeiler, wie dies bei Eisen- oder Holzbrücken der Fall ist, sondern auch der Überbau aus Stein hergestellt ist. Schon früh wurde Stein als Brückenbaumaterial eingesetzt, zunächst mit unbearbeiteten (Clapper bridge) und später mit bearbeiteten Steinen. 

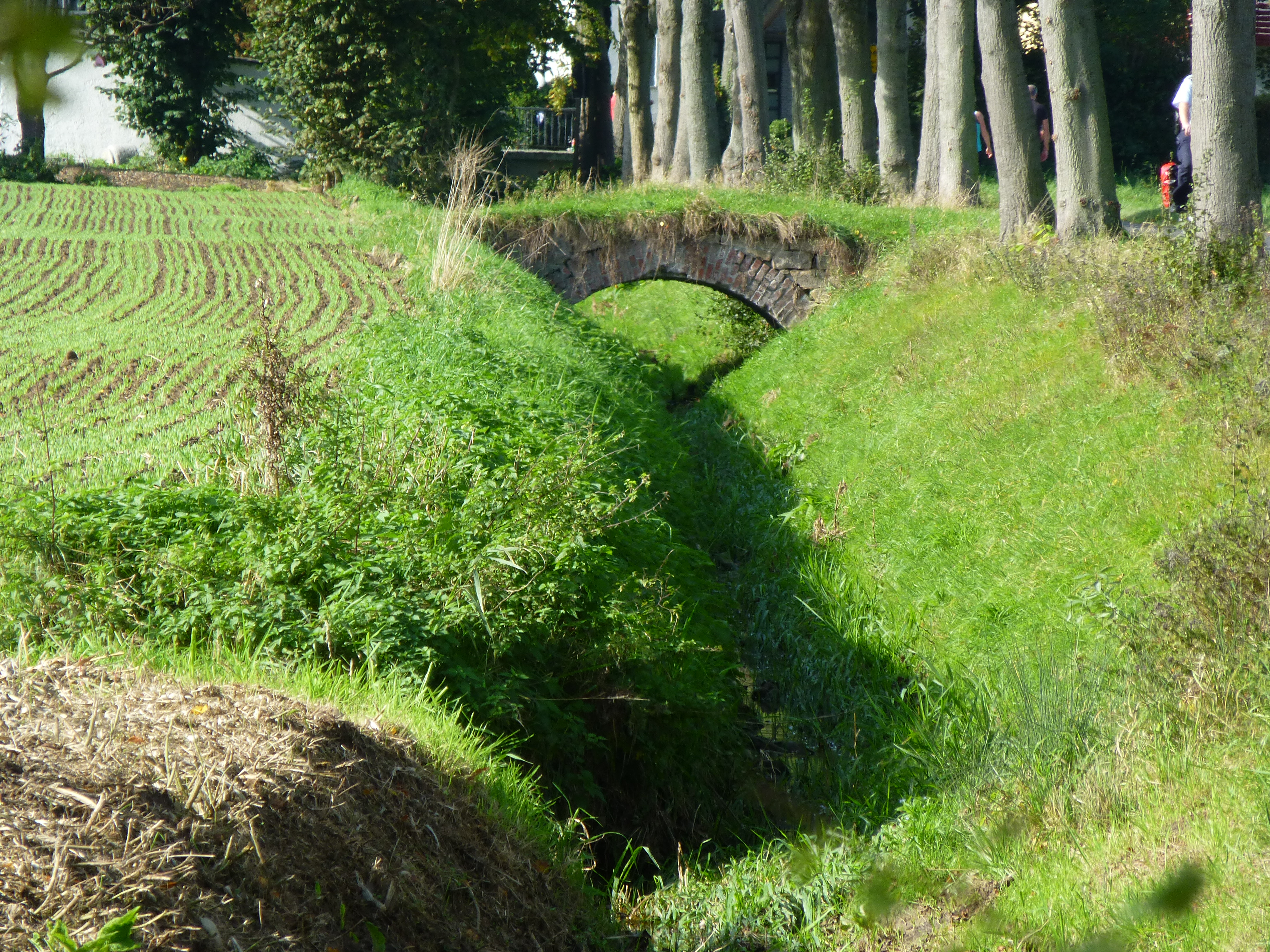
Kleine steinerne Bogenbrücke bei Lünern

 Zuerst wurden die Steinbrücken mit Kragbogen und dann mit fortschreitender Technik als echte Bogenbrücken ausgeführt. Bei geringer zu überbrückender Strecke können Steinbrücken mit einem einzigen, von Ufer zu Ufer gespannten Bogen, bei größeren Strecken mit mehreren zwischen Steinpfeilern eingewölbten Bögen, auf denen die Brückentafel liegt, ausgeführt werden. Unterschiede entstehen hierbei durch die Form des Bogens, der ein Halbkreis, ein flacher Kreisbogen (Stichbogen/Segmentbogen), ein gedrückter oder ein überhöhter Bogen sein kann. Die Halbkreisbogenbrücken der Römer hatten Stützweiten bis ungefähr 28 Meter (Brücke von Alcántara). Maximal sind etwa 45 Meter lichte Weite bei dieser Geometrieform mit Steinbrücken möglich, was bei der Brücke Pont du Diable in Frankreich erreicht wurde. Mit dem ab dem Mittelalter eingesetzten Segmentbogen, der statisch günstiger aber aufgrund des höheren Seitenschubs schwieriger beherrschbar ist, konnten dann mit Steinbrücken Stützweiten bis zu 72 Meter erreicht werden. Die Trezzo-Brücke war mit einem Segmentbogen von 72 Meter lichter Weite 39 Jahre bis zu ihrer Zerstörung die größte Steinbogenbrücke der Welt. Stein hat beim Brückenbau nur noch eine untergeordnete Bedeutung, meist in Form von Verkleidungen.

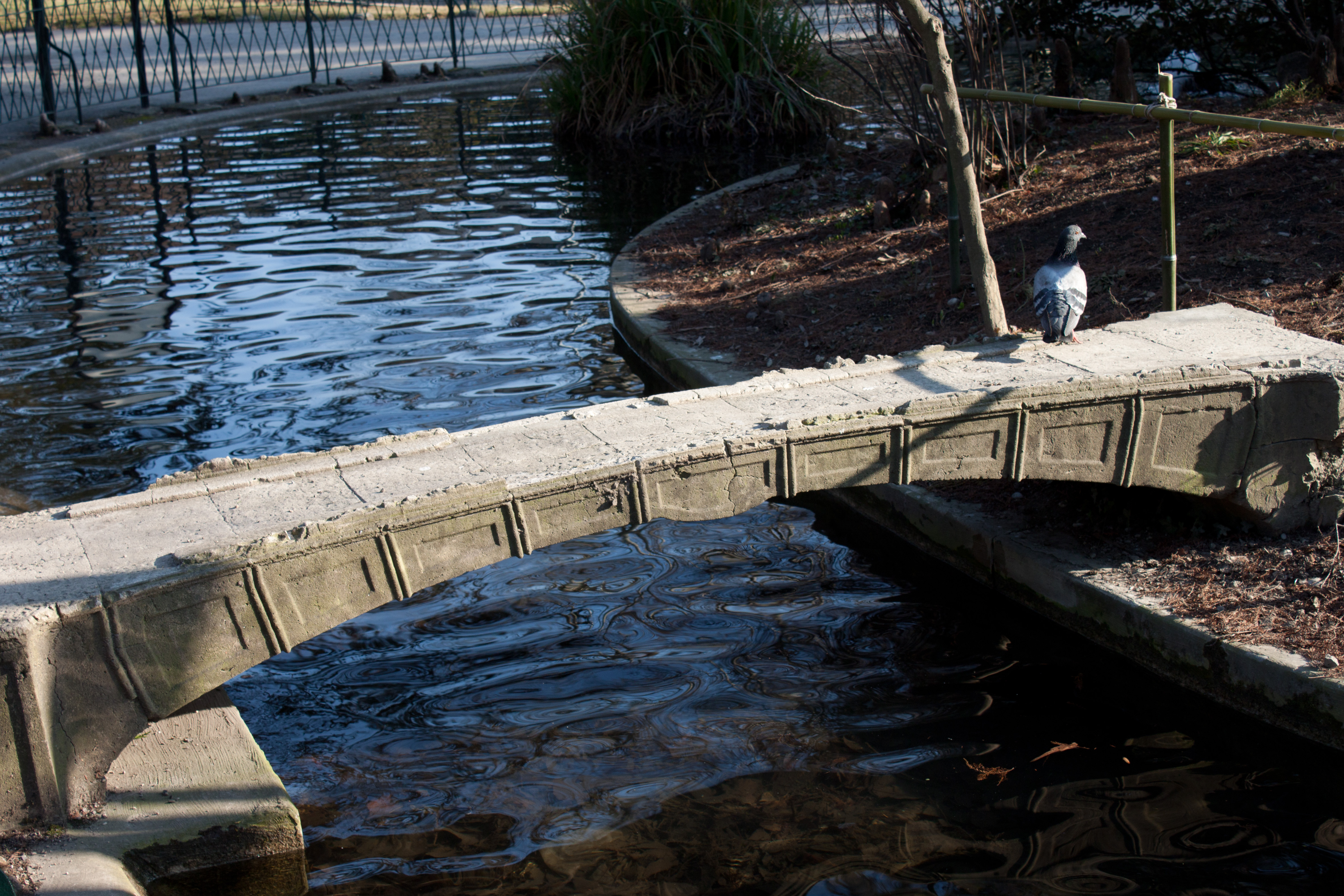
Eine der ersten Betonbrücken der Welt in Grenoble, errichtet 1855

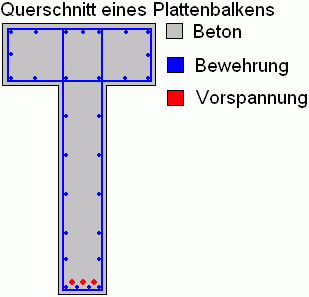
Interne Vorspannung

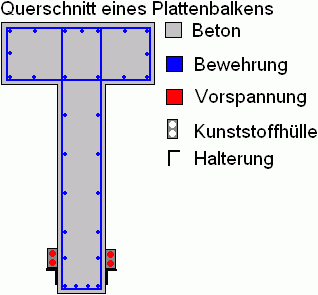
Externe Vorspannung

### Beton
Beton eignet sich hervorragend, um Brücken zu bauen, weil es sich flüssig in jede Form gießen lässt und nach Aushärtung einen gut auf Druck beanspruchbaren künstlichen Stein ergibt. Beton kann (ebenso wie Stein) nur geringe Zugkräfte, aber große Druckkräfte aufnehmen, weshalb er oft bei Bogenbrücken verwendet wird.

### Stahlbeton
Die Kombination von Beton und Stahl macht Balkenbrücken möglich:
Stahlbeton vereint die Vorteile von Beton und Stahl. Dabei umschließt der Beton den Stahl und schützt diesen so vor Korrosion. Bei Wärmeausdehnungen entstehen keine innere Spannungen, weil beide Stoffe einen fast gleich großen Wärmeausdehnungskoeffizient haben.
Es gibt mehrere Arten von Stahlbeton:
- Stahlbeton: In eine Schalung wird der Bewehrungsstahl eingelegt (durch besondere Hilfsmaßnahmen entfernt vom Rand des zu erzeugenden Bauteils gehalten) und diese dann mit Beton ausgegossen. Dies wird als schlaff-bewehrt bezeichnet.
- Spannbeton: Hierbei wird ein Teil der Bewehrung, der Spannstahl, nach dem Guss gespannt. Dadurch ergibt sich eine Druckspannung im Beton, die die bei Biegebeanspruchung entstehende Zugspannung kompensiert und so die Verwendung dünnerer Balken möglich macht: niedrigere Bauhöhen der Brückenträger. Bezüglich der Lage des Spannstahles im Balkenquerschnitt unterscheidet man zwischen interner Vorspannung und externer Vorspannung. Bei der internen Vorspannung sind die Spannkabel vollständig vom Beton umhüllt. Bei der externen Vorspannung liegen die Spannglieder außerhalb oder in Hohlräumen des Balkenquerschnittes und sind auswechselbar. Die Spannkräfte werden nur an Umlenksätteln oder Konsolen in den Betonquerschnitt eingeleitet. Die externe Vorspannung wird meist bei Hohlkastenquerschnitten in Kombination mit der internen verwendet. Die Ausführung als Spannbetonbrücke ist bei Stützweiten zwischen 10 m und 25 m der Regelfall.

### Metall

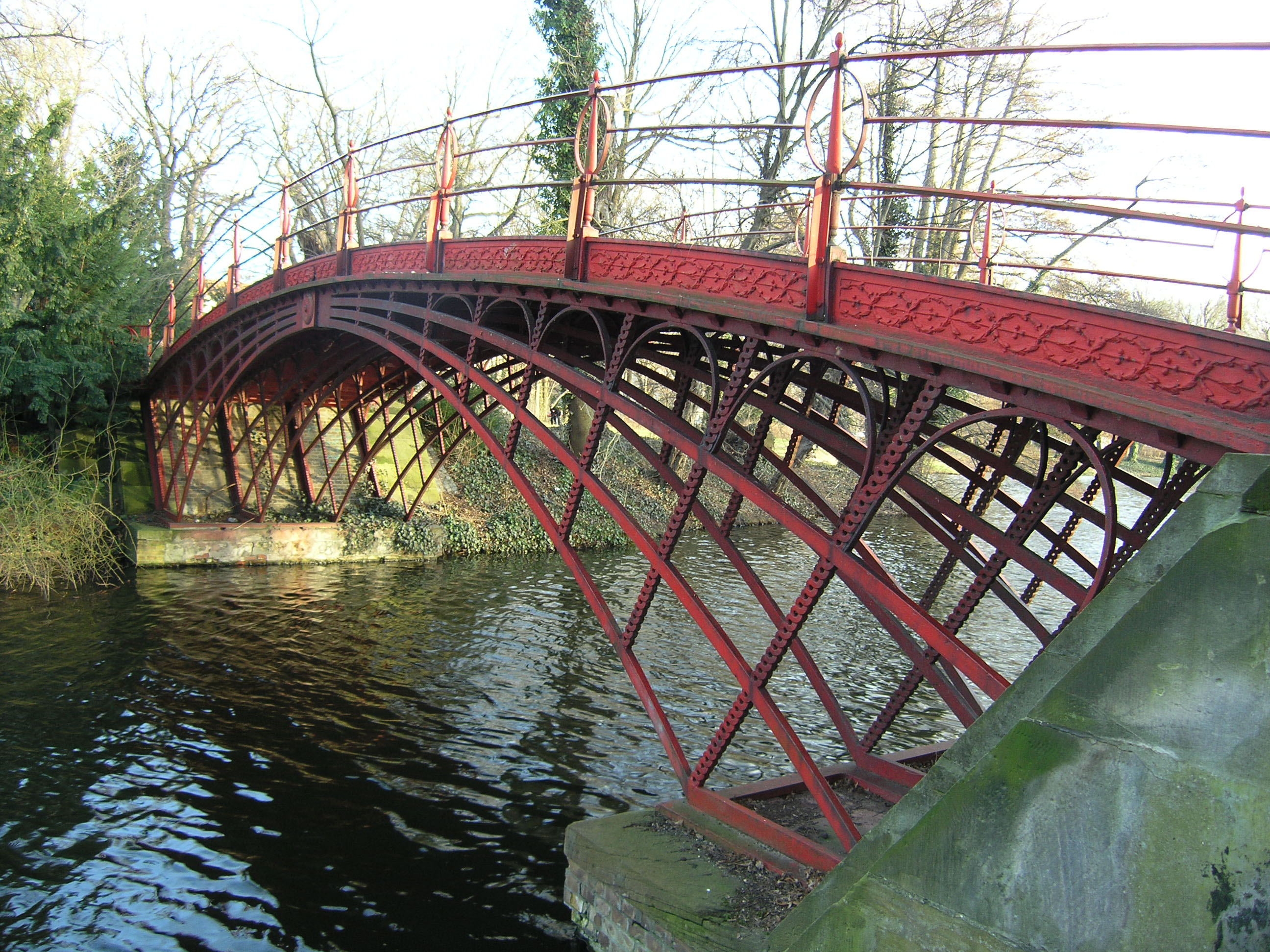
Hohe Brücke, Charlottenburger Schlosspark, Berlin

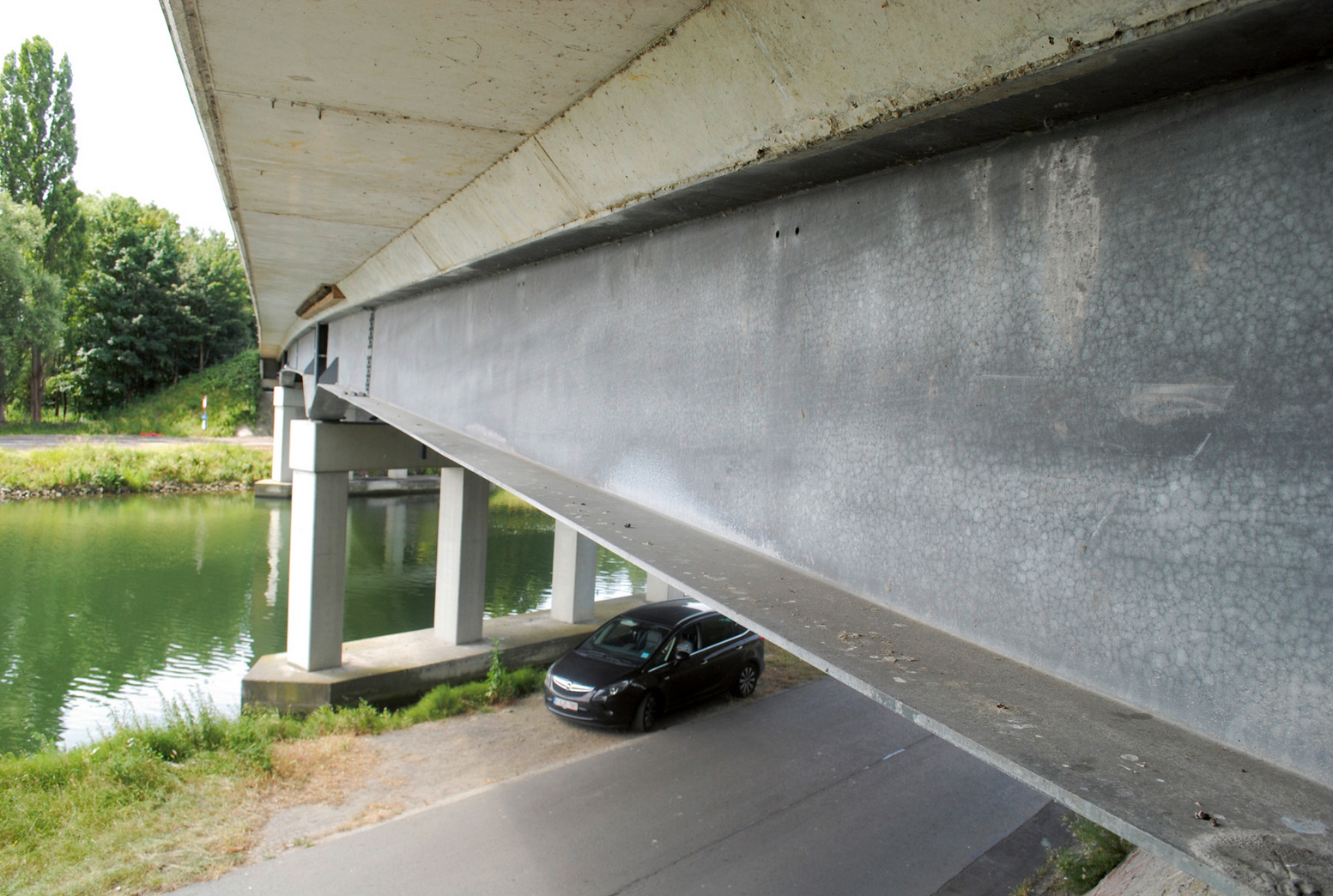
Feuerverzinkte Stahl-Verbund-Brücke über die Lier, Belgien

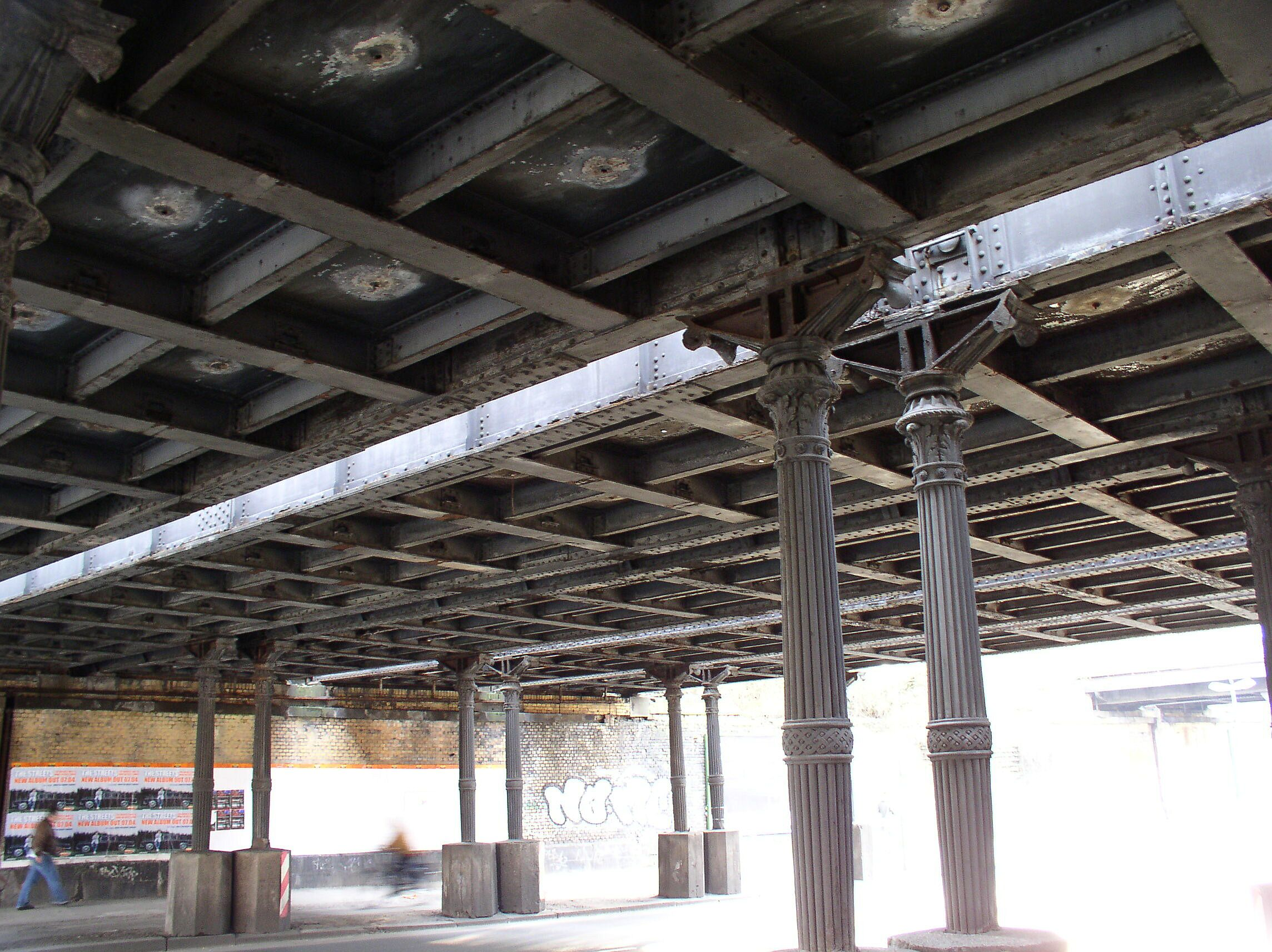
Gusseiserne Hartungsche Säulen an den stählernen Berliner Yorckbrücken

#### Gusseisen, Schmiedeeisen
Gusseisen ist eine Eisen-Legierung mit niedrigerem Schmelzpunkt als Stahl und daher leichter herzustellen. Auf Grund der geringen Elastizität hat das spröde Gusseisen bei Konstruktionsbauten keine Bedeutung mehr und wurde zunächst durch Schmiedeeisen, dann durch Stahl abgelöst. Viele Brücken wurden früher aus Gusseisen gebaut, zum Beispiel The Iron Bridge über den Severn. Die meisten der Gusseisenbrücken waren der steigenden Belastung nicht gewachsen und wurden daher durch Stahlbrücken ersetzt. Lediglich bei den Pendelstützen konnte sich Gusseisen noch bis zum Beginn des Ersten Weltkrieges halten. Ein Beispiel hierfür ist die Hartungsche Säule, die beim Ausbau des Eisenbahnsystems im Raum Berlin von 1880 bis 1910 in großer Stückzahl verwendet wurde.

Hohlkastenquerschnitt einer Stahlbrücke

Plattenbalkenquerschnitt einer Verbundbrücke

Hohlkastenquerschnitt einer Verbundbrücke

#### Stahl
Stahl weist eine sehr hohe Festigkeit gegenüber Druck- sowie Zugkräften auf. Stahl wird im Brückenbau vor allem in Form von Seilen, Profilen oder Blechen verwendet. Es werden in vermehrtem Umfang Teile aus Stahlguss eingesetzt. Ein Nachteil kann das Rosten (Korrosion) sein. Im Gegensatz zu feuerverzinkten Brücken, die eine Korrosionsschutzdauer von 100 Jahren erreichen, muss die Beschichtung von beschichteten Brücken zumeist nach etwa 30 Jahren erneuert werden. Stahl wird beim Überbau vor allem von Stabbogenbrücken, Deckbrücken, Fachwerkbrücken und Hängebrücken eingesetzt.

#### Stahlseile

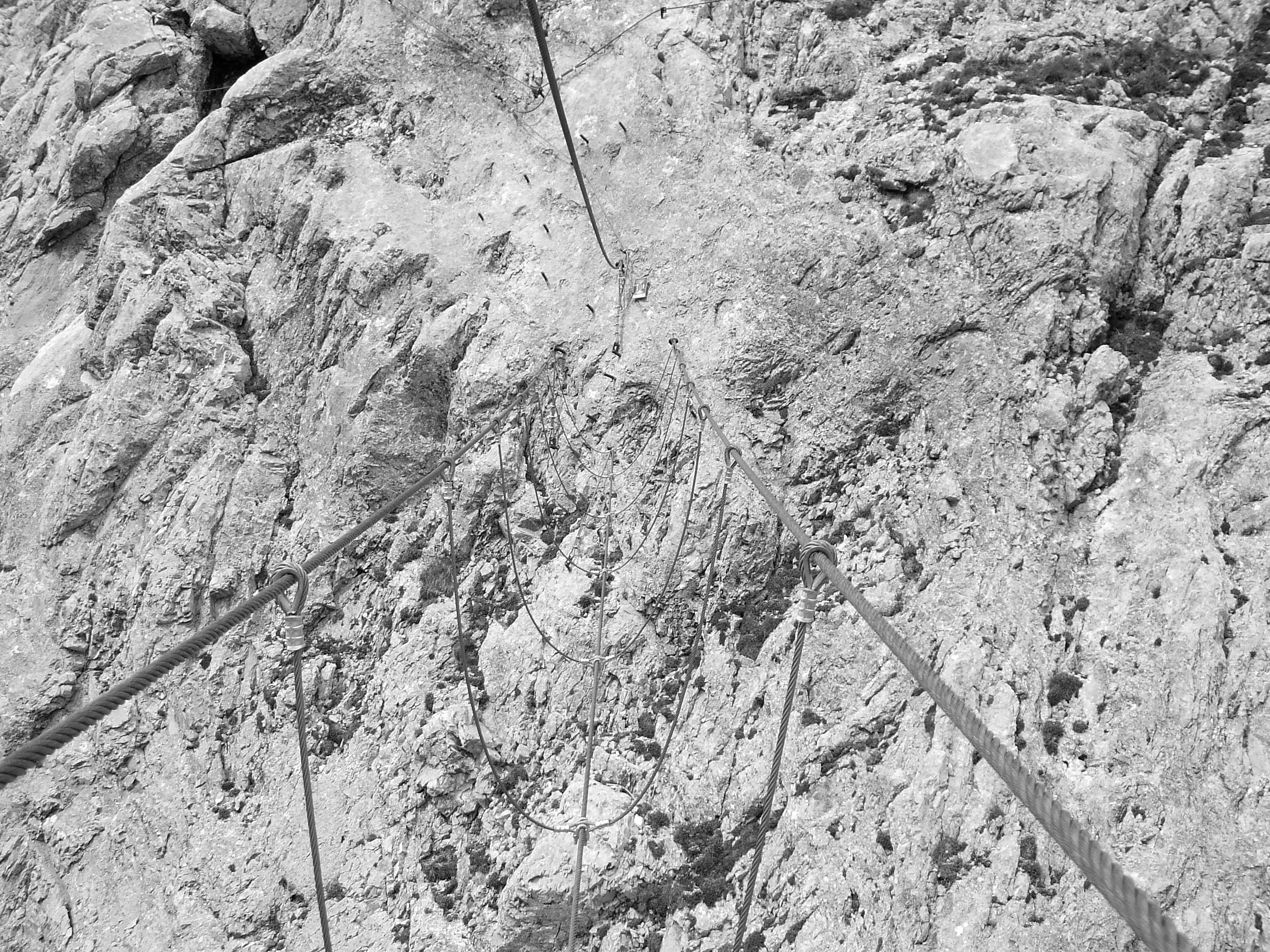
Nepal-Brücke (Seilbrücke) am Kaiserschild Klettersteig, Steiermark, Österreich

Die Seilbrücke gehört zu den ältesten Brückenarten, wobei es mehrere Varianten gibt:
- Die 1-Seilbrücke ist die einfachste Variante und besteht aus einem schrägen gespannten Seil, das an einer Rolle hängend benutzt wird.
- Die 2-Seilbrücke besteht aus einem Tragseil (unten) und einem Halteseil (oben). Dies ist eine sehr wackelige Angelegenheit, weil sich Trag- und Halteseil horizontal zueinander verschieben können.
- Eine Verbesserung der 2-Seil-Brücke durch ein weiteres Halteseil und Verbindungen zwischen Halteseilen und Tragseil ist die 3-Seil-Brücke. Dadurch wird eine höhere Stabilität erreicht und das Benutzen der Brücke wird sicherer.
- Die 4-Seil-Brücke ist gegenüber der 3-Seil-Brücke durch ein weiteres Tragseil ergänzt. Dabei wird zwischen den beiden Tragseilen ein Belag (meistens aus Holz) befestigt. Dies erhöht den Komfort bei Benutzung.

Reine Seilbrücken finden sich noch in Afrika, Asien, Südamerika und Mikronesien. Das Seil besteht oft aus Naturfasern, manchmal aus Stahl.

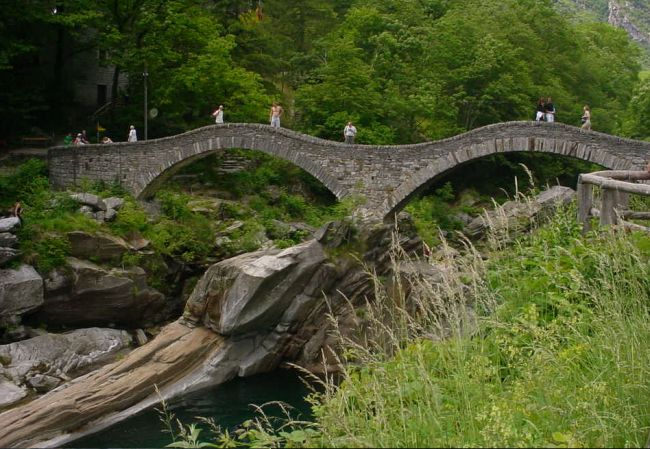
Ponte dei Salti, Lavertezzo, Tessin

#### Stahlverbund
Tragwerke des Verbundbaus haben räumlich getrennte Querschnitte, die aus zwei oder mehreren Baustoffen bestehen. Anders als beispielsweise beim Stahlbeton wird der Verbund untereinander durch besondere Verbindungsmittel hergestellt.
Zum Beispiel liegt bei einer Stahlverbundbrücke auf dem stählernen Brückenträger die Fahrbahnplatte, die aus Stahlbeton besteht. Der Verbund zwischen beiden Baustoffen wird über Kopfbolzendübel sichergestellt. Dadurch kommt es zu einer kraftschlüssigen Verbindung und beide Querschnitte wirken zusammen als ein Querschnitt. Bei Kopplung von Spannbeton- und Stahlverbundkonstruktionsteilen werden sie hybride Brücken genannt.

#### CFST
Eine besondere Bauart der Stahlverbundbrücke sind die seit 1990 in China häufig gebauten CFST-Brücken (concrete filled steel tube bridges), bei denen der tragende Bogen zunächst aus leeren Stahlrohren hergestellt wird, die anschließend mit Beton verfüllt werden.

#### Aluminium
Der erste Einsatz von Aluminium im Brückenbau erfolgte 1933 mit der Erneuerung der Fahrbahnkonstruktion der Smithfield Street Bridge in Pittsburgh. 1946 konnte die aus neu entwickelten Aluminiumlegierungen bestehende einspurige Eisenbahnbrücke Grasse River Bridge in der Nähe von Massena (New York) mit Aluminiumhauptträgern errichtet werden. In späteren Jahren wurde die Strangpresstechnik weiterentwickelt. Sie ermöglichte die Herstellung speziell auf die Anforderungen des Brückenbaus abgestimmter Profile. In der Zeit zwischen 1980 und 1990 fand eine starke Verbreitung der Aluminiumbrücke, die durch ein geringes Gewicht, Korrosionsbeständigkeit sowie geringe Unterhaltskosten gekennzeichnet ist, in den skandinavischen Ländern statt. In Lahr/Schwarzwald steht Deutschlands längste Aluminiumbrücke. Sie ist 48 Meter lang und 31 Tonnen schwer.

### Kunststoff
Seit den 1990er Jahren werden Brücken auch aus Faser-Kunststoff-Verbunden gebaut. Die Technik kommt meist bei kleineren Brücken für Fußgänger und Radfahrer zum Einsatz. Eine der ältesten Ausführungen ist die 1990 erbaute Fußgängerbrücke auf einem Golfplatz in Aberfeldy, Schottland. In Boothbay, Maine steht derzeit die längste Brücke aus Kunststoff, die 160 Meter lange Knickerbocker-Brücke. Kunststoffbrücken benötigen gemäß Untersuchungen aus den Niederlanden weniger Graue Energie als Brücken aus herkömmlichen Werkstoffen, und ihre Erstellung setzt weniger CO2 frei.

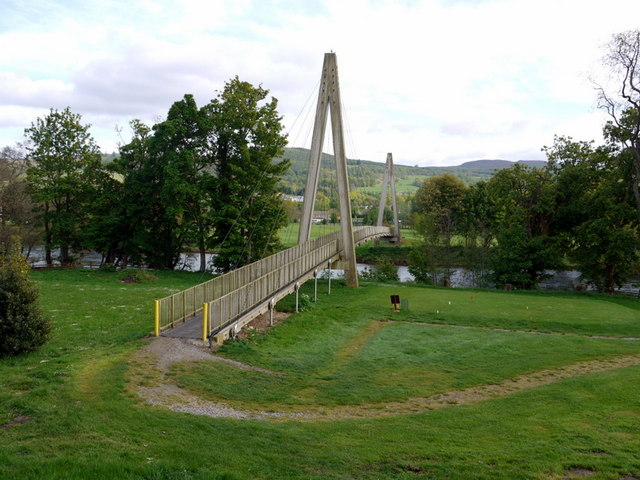
Eine der ältesten Kunststoffbrücken auf dem Golfplatz in Aberfeldy
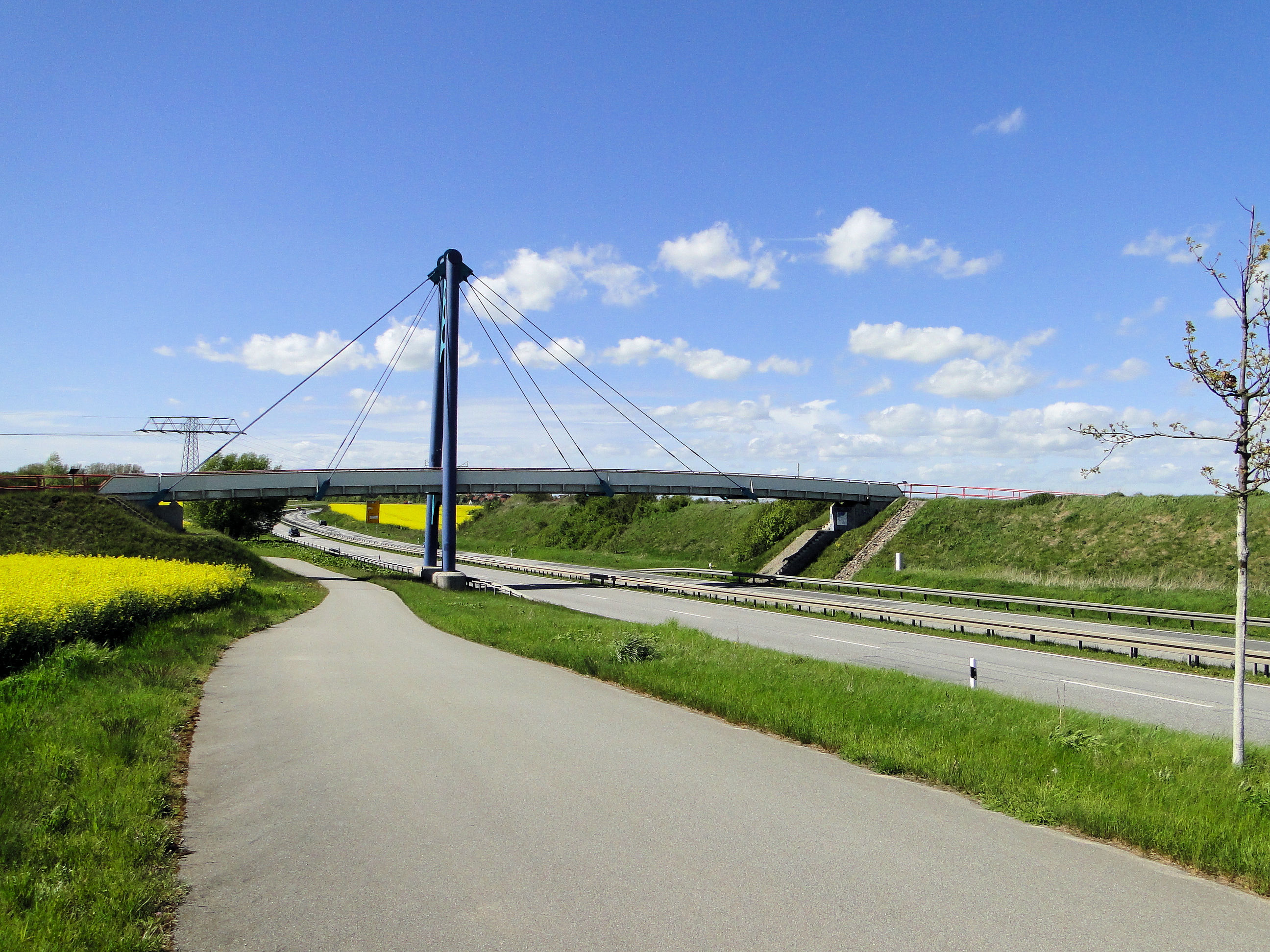
GFK-Brücke über die B106 bei Schwerin

## Geometrie

### In Grund- und Aufriss

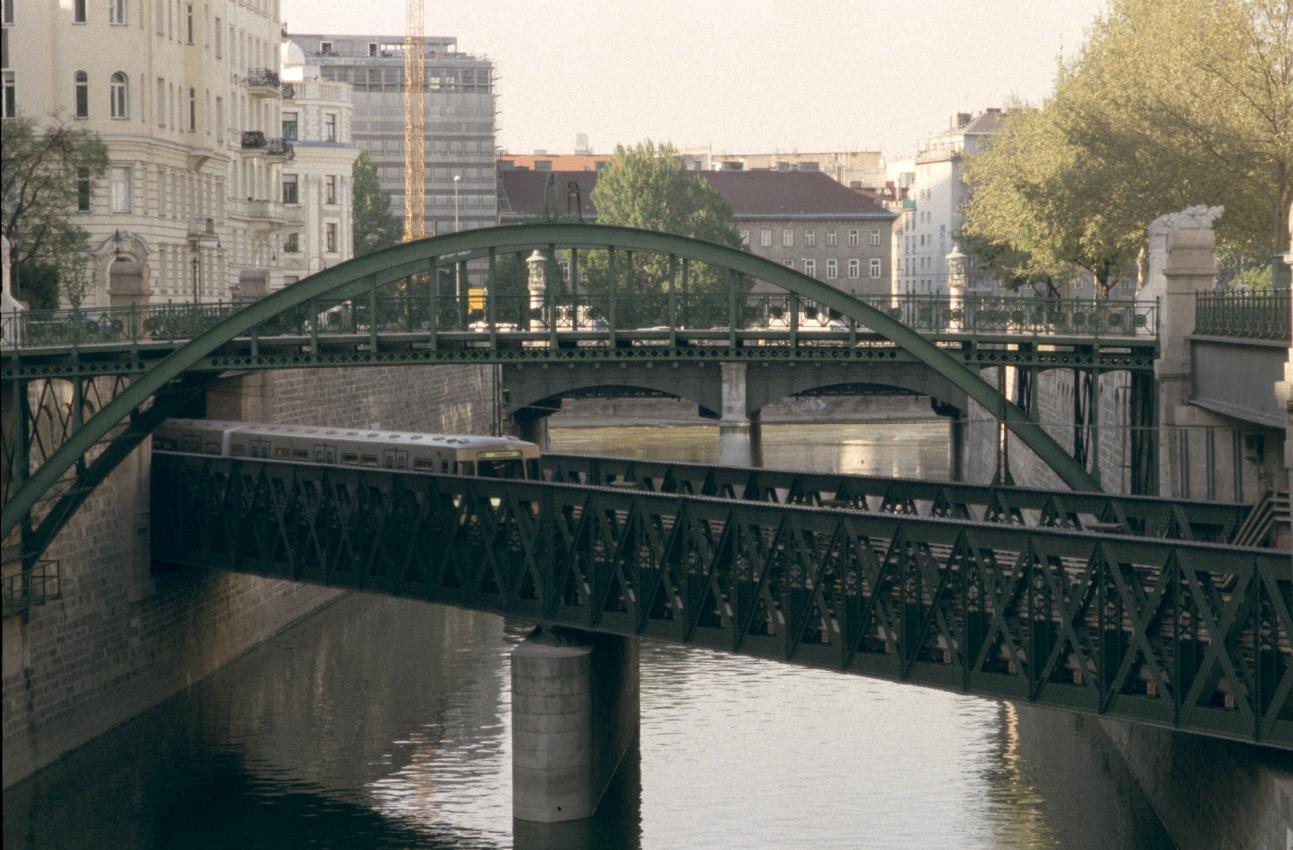
Sich überkreuzende Brücken über der Wien (Fluss)

Während Brücken früher rechtwinklig zum überspannten Tal oder Gewässer bzw. der darunterliegenden Trasse geführt wurden, um die Spannweite zu minimieren, folgen modernde Brücken häufig der bevorzugten Trassierung des obenliegenden Verkehrswegs, wodurch sich verschiedene Kreuzungswinkel ergeben. Eine nicht rechtwinklig geführte gerade Brücke ist eine schiefe Brücke. Neben im Grundriss gekrümmten Brücken, werden auch im Aufriss gekrümmte Brücken gebaut, die der Höhenlage einer Wanne oder einer Kuppe folgen. Brücken werden auch mit sich verwindender Fahrbahn und mit Krümmungsänderungen der Fahrbahn (Klothoide) geplant.

### Im Querschnitt
Zur Verkehrstrennung werden Brücken mit zwei Fahrbahnebenen errichtet. Die Öresundbrücke ist ein bekanntes Beispiel einer Doppelstockbrücke mit obenliegender Fahrbahn und untenliegender Eisenbahntrasse. Auch die Trennung der Richtungsfahrbahnen von mehrspurigen Straßenbrücken, wie bei der Bay Bridge, kann in zwei Stockwerken ausgeführt werden. Die Konstruktionshöhe mehrstöckiger Brücken kann in der Art eines Kastenträgers für effiziente Konstruktionen mit geringer Breite und leichten Querträgern genutzt werden.

### Viadukt und Durchlass

#### Viadukt
Mit Viadukt werden mehr oder minder hohe und lange Straßen- oder Eisenbahnbrücken bezeichnet, die steigungsarm ein Tal oder eine Senke mit Pfeilern und meist Bögen überspannen. Ähnliche Konstruktionen, die Aquädukte, wurden von den Römern zur Trinkwasserversorgung benutzt. Viadukte wurden später im Eisenbahnbau häufig errichtet.

#### Durchlass
Als Durchlass gilt ein kleines Bauwerk mit einer lichten Weite von weniger als zwei Metern im Erdkörper eines Verkehrswegs. Er wird dann gebaut, wenn ein Fußweg oder kleiner Bach durch einen Straßen- oder Eisenbahndamm zu führen ist. Durchlässe werden meist als Stahlbetonrahmenkonstruktion oder mit Wellstahlrohren ausgeführt.

## Brückeninstandhaltung

Baulicher Zustand der Brücken an deutschen Bundesfernstraßen, 2020. Quelle: Infrastrukturatlas 2020, Urheber: Appenzeller/Hecher/Sack, Lizenz: CC BY 4.0

Die Brückeninstandhaltung besteht zum einen aus der Bauwerksüberwachung und -prüfung. Diese sind in Deutschland in der DIN 1076 geregelt und umfassen eine laufende Überwachung alle drei bis sechs Monate, eine einfache Prüfung oder Kontrolle alle zwei bis drei Jahre sowie eine Hauptprüfung alle sechs bis zehn Jahre. Zum anderen besteht die Bauwerksinstandhaltung aus der Bauwerkserhaltung mit der Wartung und Pflege der Bauwerke sowie der Instandsetzung der Bauwerke. In Deutschland fallen höhere Instandhaltungs- als Neubaukosten an. Nach einer Studie des KIT kann die Lebensdauer von geschweißten Stahlbrücken durch eine Nachbehandlung der Schweißnahtübergänge deutlich verlängert werden. Eine Studie der Bundesanstalt für Straßenwesen (BASt) kommt zu dem Ergebnis, dass wartungsfreie feuerverzinkte Stahl- und Stahlverbund-Brücken deutlich nachhaltiger und kostengünstiger sind als beschichtete Brücken, die in der Regel jeweils nach 33 Jahren komplett instand gesetzt werden müssen.
Es gibt verschiedene Methoden, um den Zustand von Brücken zu überwachen. Zum Beispiel können für eine Langzeitüberwachung beim Bau einer Brücke Beschleunigungsaufnehmer in die Struktur integriert werden. Eine andere Möglichkeit ist die berührungslose Zustandskontrolle, die auf dem Doppler-Effekt basiert. Der Laserstrahl eines Laser Doppler Vibrometers wird auf die Oberfläche des Messobjekts gerichtet. Die Frequenz des von der Oberfläche zurückgestreuten Lichts wird durch die Bewegung der Brücke verändert (Doppler-Verschiebung). Durch eine interferometrische Auswertung kann somit aus dem von der Objektoberfläche zurückgestreuten Licht die Schwinggeschwindigkeit oder Verschiebung am Messpunkt genau ermittelt werden.
Im Brückenbau, besonders bei Autobahnbrücken, wird der kathodische Korrosionsschutz (KKS) mittels Fremdstromanode durchgeführt. Dazu wird ein Anodengitter aus beschichtetem Titan auf die zu schützende Oberfläche aufgebracht und mit Spritzbeton circa 2 cm bis 3 cm eingespritzt. Der Spritzbeton dient dabei als Elektrolyt. Der Strom wird über Gleichrichter in die Bewehrung eingeleitet und so der kathodische Schutz erreicht. Die Maßnahme wird mit einem automatischen Überwachungssystem laufend überprüft.

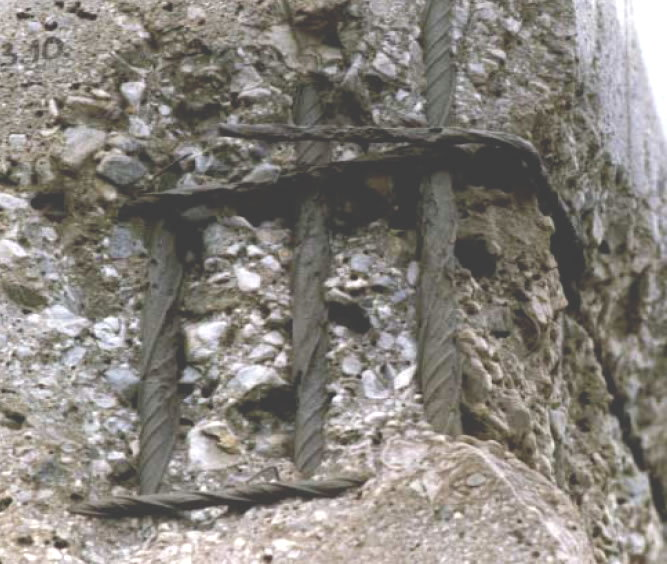
Korrosion bei Baustahl
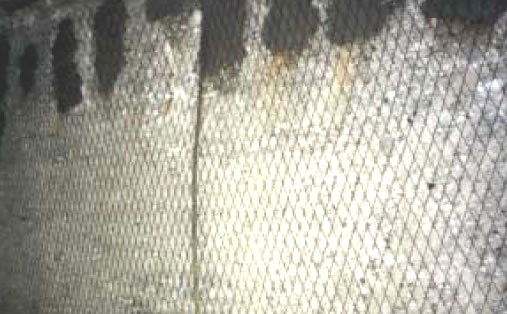
Anodengitter für den KKS
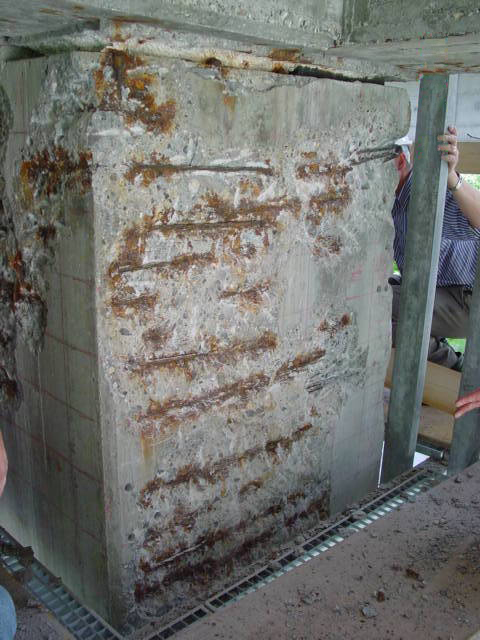
Korrosion bei Säule der Lieserschluchtbrücke
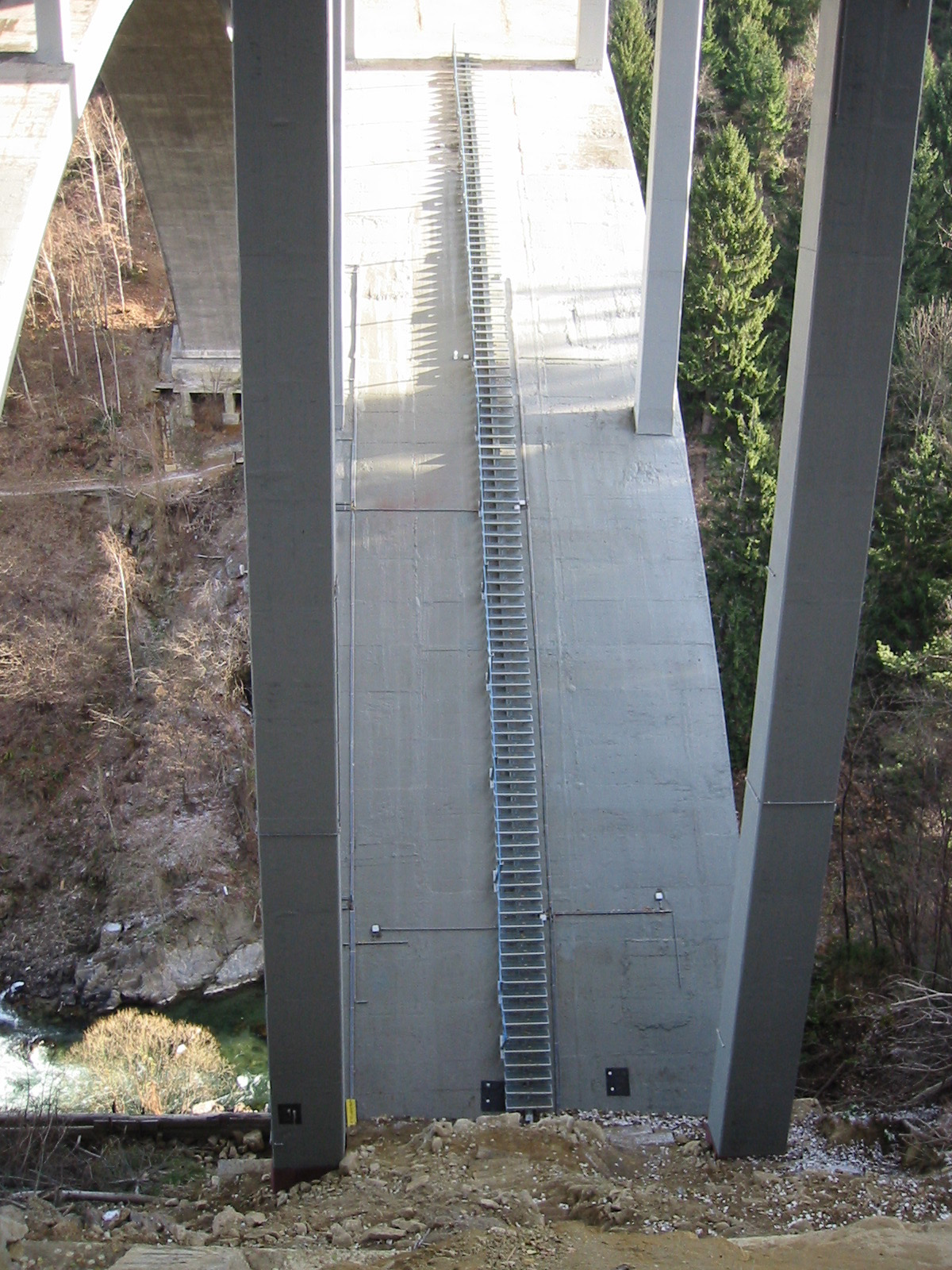
KKS-Felder bei Lieserschluchtbrücke

Nach Angaben der Deutschen Bahn seien von 25.000 Eisenbahnbrücken 9000 älter als 100 Jahre. 1400 Brücken müssten dringend saniert werden. (Stand: 2013)
Studien zufolge sind in Deutschland (Stand: 2023) von etwa 130.000 Brücken ungefähr 16.000 sanierungsbedürftig. Nach Zuständigkeit aufgeschlüsselt sind dies: 1600 der etwa 40.000 Brücken des Bundes, 13.500 Brücken der Kommunen sowie rund 1000 der 25.000 Brücken der Deutschen Bahn.

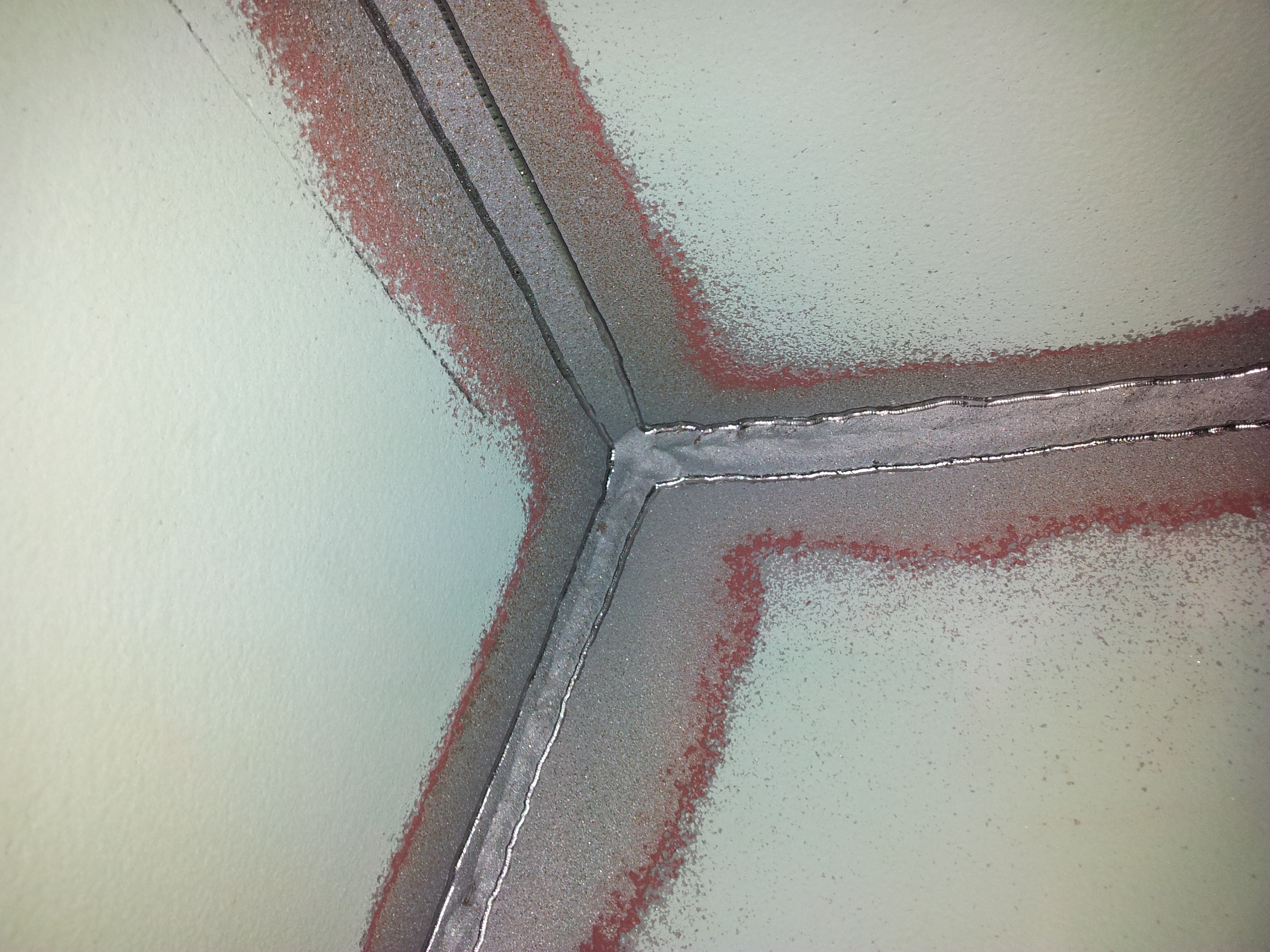
Autobahnbrücke aus Stahl-Hohlkastenprofilen, an der zur Lebensdauerverlängerung eine Schweißnahtnachbehandlung durchgeführt wurde

## Herstellung
Brücken können an Ort und Stelle gebaut, an einem anderen Ort hergestellt und beispielsweise mittels Schiff transportiert oder an der Baustelle hergestellt und in ihre endgültige Lage eingeschoben werden.
Beim Einschieben in Längs- oder Querrichtung werden hydraulische Pressen verwendet wie im Juni 2013 in Viersen, 2003 in Krefeld, in Tutzing (Bahnstrecke München–Garmisch-Partenkirchen) und Juni 2011 in Metzingen (4110 Tonnen schwere Stabbogenbrücke mit einer lichten Weite von 68 Metern).
Betonbrücken mit geringer Höhe über Gelände können kostengünstig mit einem Lehrgerüst hergestellt werden. Bei mehrfeldrigen Brücken wird der Überbau meist abschnittsweise betoniert, wozu ein Lehrgerüst oder bei hohen Brücken ein Vorschubgerüst verwendet werden kann.

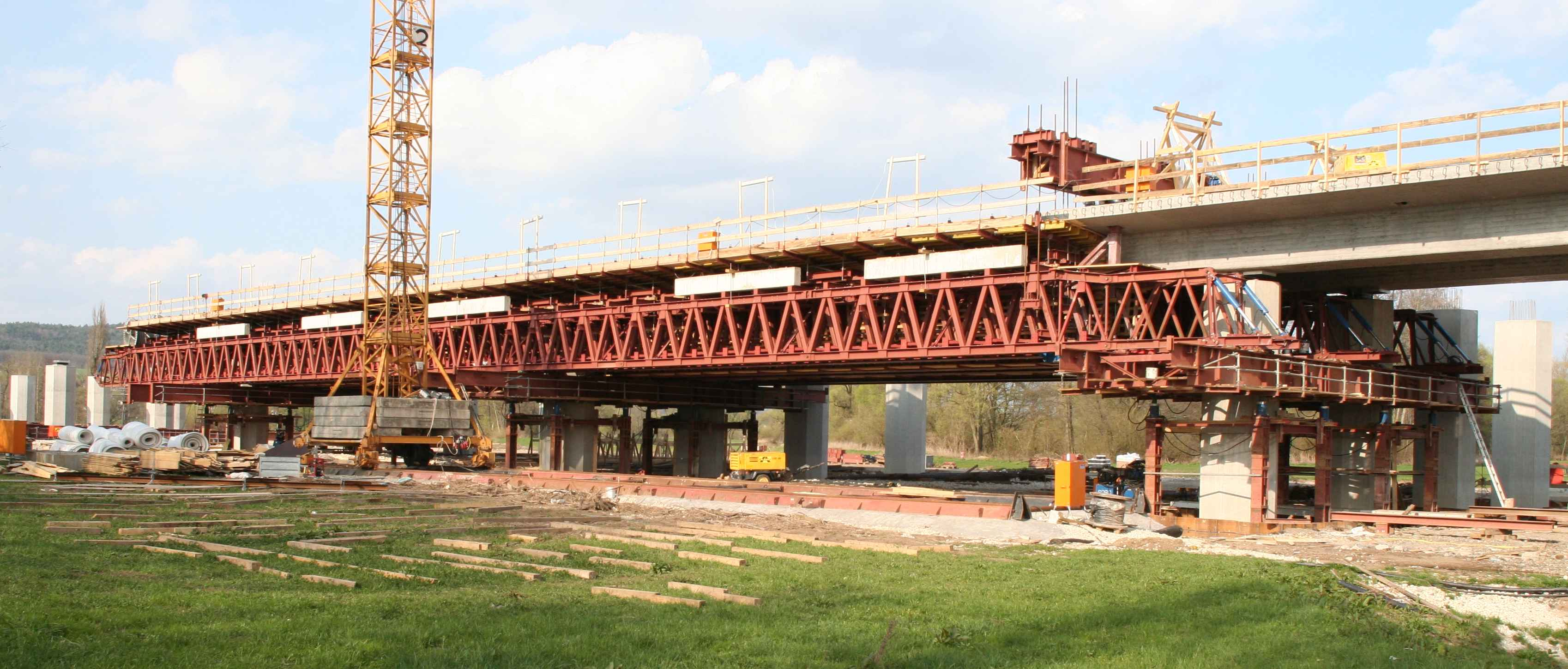
Vorschubrüstung für Plattenbalken

Vorschubgerüste sind Gerüste, die sich selbstständig von einem Brückenfeld zum nächsten verschieben. Anwendung finden diese Art von Gerüsten vor allem bei Brücken mit wechselnden Kurvenradien, unterschiedlichen Steigungen, wechselnden Stützweiten und bei Eisenbahnbrücken, die aus einer Kette von Einfeldträgern bestehen.

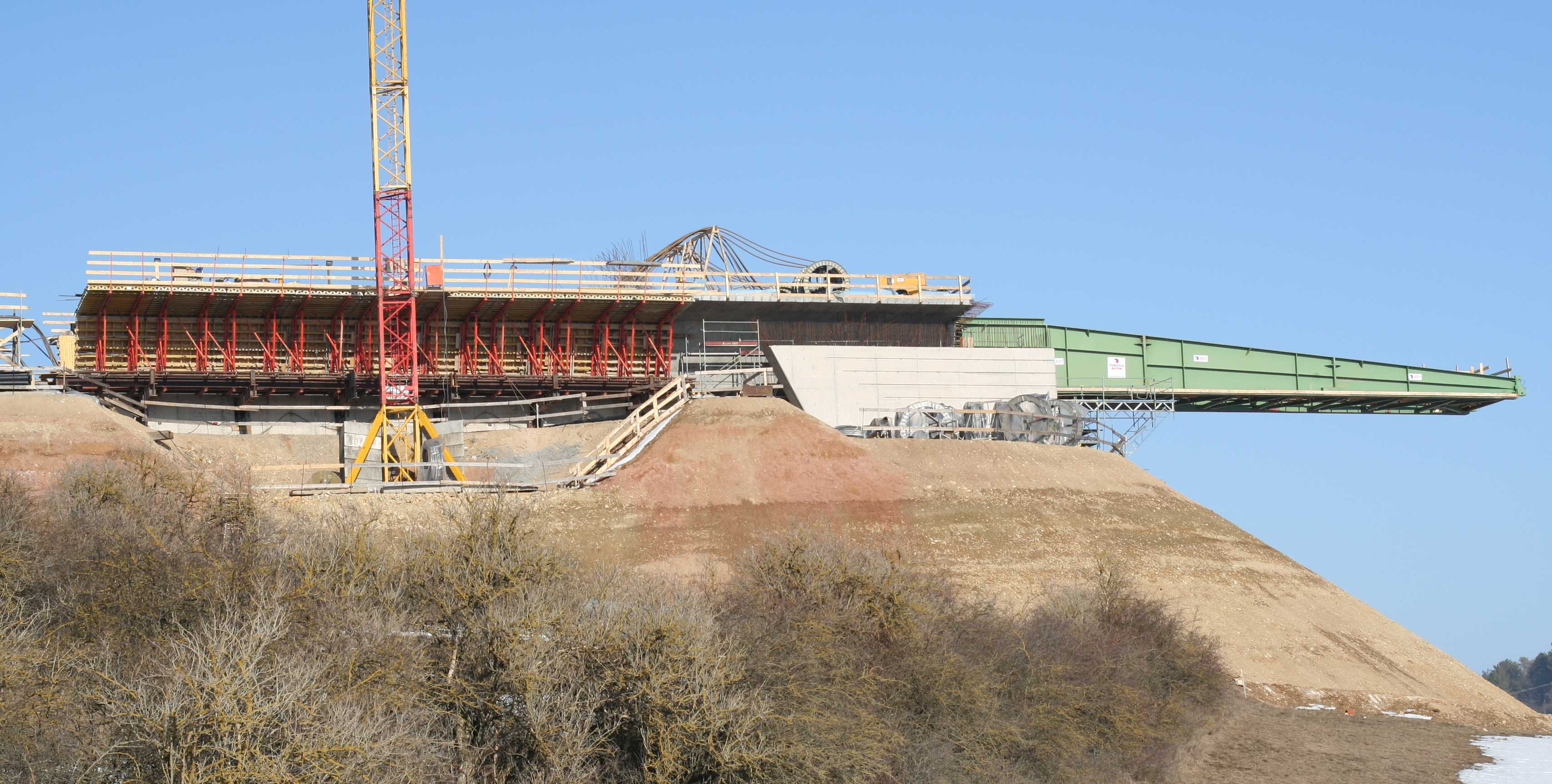
Taktschiebebrücke Talbrücke Weißa

Sonst werden längere Spannbetonbrücken, Durchlaufträger mit regelmäßigen Stützenabständen und Hohlkastenquerschnitt, oft mit dem weit verbreiteten wirtschaftlichen Taktschiebeverfahren hergestellt (Taktschiebebrücken).

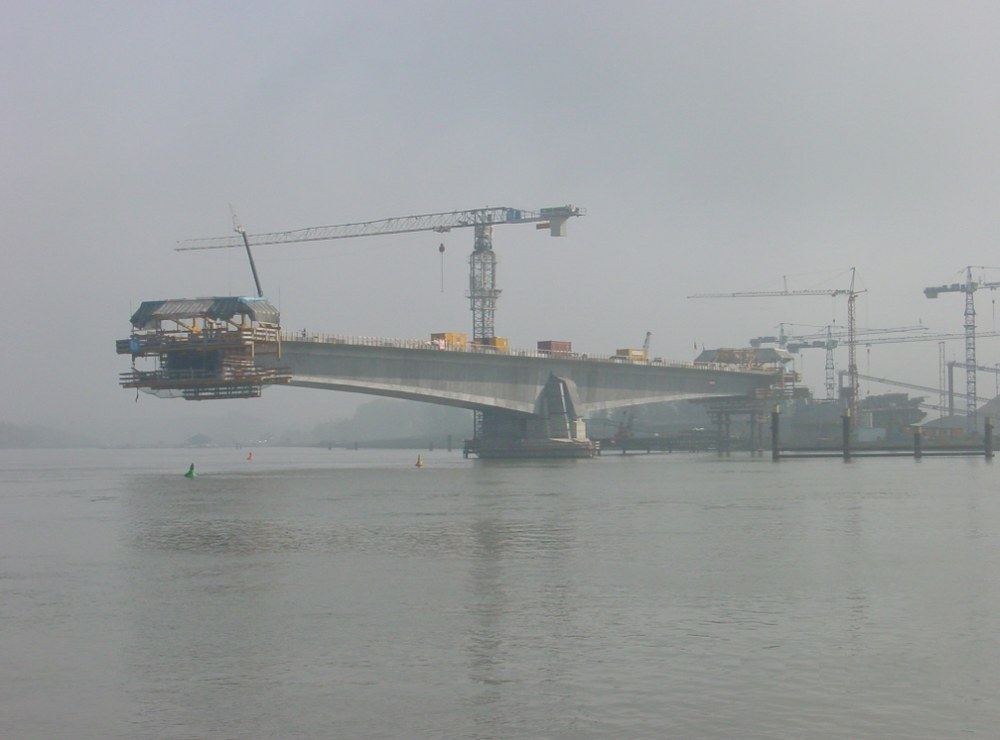
Freivorbauverfahren bei der Pierre-Pflimlin-Brücke

Bei großen Stützweiten finden sich Freivorbaubrücken, insbesondere zum Überbauen von breiten Gewässern. Dabei wird am frei auskragenden Ende der jeweils folgende Bauabschnitt angefügt. Insbesondere bei Stahlbrücken oder Verbundbrücken kann der Überbau aus Stahl oft mit Hebegeräten wie einem Autokran oder Winden montiert werden.

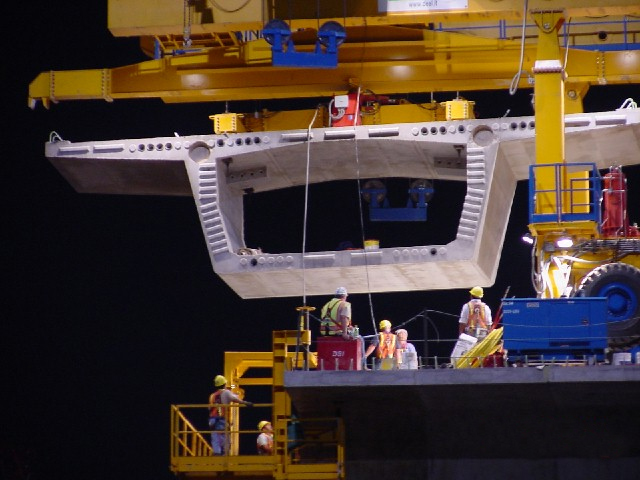
Fertigteilsegment

Daneben gibt es im Spannbetonbau noch die Möglichkeit, eine Brücke mit Fertigteilen zu bauen. Dies geschieht in Deutschland vor allem bei Autobahnüberführungen, bei denen die Brückenträger vorproduziert werden und die Fahrbahnplatte nur noch darauf betoniert werden muss. Dagegen ist außerhalb von Deutschland der Brückenbau mit Fertigteilquerschnittssegmenten sehr weit verbreitet. Dabei wird die Brücke durch das Aneinanderfügen und Verspannen von einzelnen vorproduzierten Querschnittselementen hergestellt. Ein Stahlbetonbogen kann beispielsweise im abgespannten Freivorbau oder mit einem freitragenden Holzlehrgerüst errichtet werden.
Das mittlere Alter der Brücken über Autobahnen und Bundesstraßen in Nordrhein-Westfalen beträgt nach dem Landesbetrieb Straßenbau 32 Jahre und 42 Jahre bei den Brücken über Landesstraßen. Sie haben damit bei einer Lebensdauer von 80 bis 100 Jahren die Hälfte der geplanten Nutzungsdauer erreicht. Allerdings waren sie ursprünglich für eine deutlich geringere Verkehrsbelastung ausgelegt, als sie heute zu tragen haben.

## Definition

### Deutschland
„Als Brücken gelten alle Überführungen eines Verkehrsweges über einen anderen Verkehrsweg, über ein Gewässer oder über tieferliegendes Gelände, wenn ihre lichte Weite zwischen den Widerlagern 2,00 Meter oder mehr beträgt. […]“

### Österreich
In den Richtlinien und Vorschriften für das Straßenwesen (RVS), Kapitel 4 Kunstbauten, ist die Brücke definiert, wobei sinngemäß das gleiche wie in Deutschland gilt.

## Brückenname
Brückennamen sind Eigennamen bestimmter Brücken als Kunstbauwerke. Im Gegensatz zu Straßen, werden nicht alle Brückenbauwerke mit einem offiziellen Namen benannt, sondern eher nur relativ wenige. Brücken tragen in diesem Fall ausschließlich eine oder mehrere inoffizielle Bezeichnungen oder sind wie generell z. B. bei Rohrleitungsbrücken üblich, namenlos. Ein Teil offizieller Brückennamen erscheinen in Namen von Straßen und Haltestellen, welche nach den Namen von Brückenbauwerken benannt sind.

## Brücke als Symbol

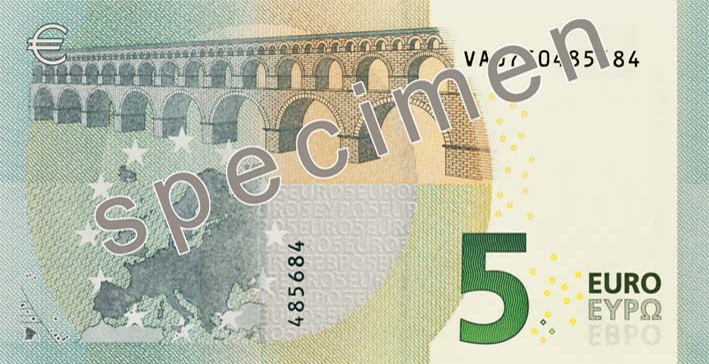
Brücken auf den Rückseiten aller Euro-Banknoten

Die Brücke ist ein weit verbreitetes Symbol für die Überwindung von Gräben und die Verbindung über trennende Grenzen hinweg. Daran knüpfen sowohl die Bezeichnung des römischen Papstes als „Pontifex Maximus“ (Oberster Brückenbauer) als auch die Wahl der Brücke als Symbol kirchlicher oder sozialer Einrichtungen mit Dialogauftrag (Evangelische Akademie Bad Boll) an. Den Aufbruch zu neuen Ufern sollte der Name der expressionistischen Künstlergruppe Die Brücke Anfang des 20. Jahrhunderts symbolisieren. Auf der Rückseite jeder Eurobanknote ist ebenfalls eine Brücke als ein Symbol der Verbindung der Völker Europas und Europa mit der Welt dargestellt.
Zugleich und infolge der zunehmenden Bau- und Verkehrssicherheit weniger im Vordergrund steht das Motiv der Brücke für das mit Angst besetzte Beschreiten gefährlicher Wege. Brücken können einstürzen, wirken manchmal wackelig oder wenig Vertrauen erweckend, führen über gefährliche Abgründe und stehen für das Betreten von Neuland. Das Begehen einer Brücke ist mit der Gefahr eines Absturzes verbunden; in früheren Zeiten war es daher oft der Baumeister, der zum Beweis der Stabilität die Brücke als erster überschreiten musste. Im Mittelalter entstanden auch Brückensagen, wenn es beim Bau der Brücke nicht mit rechten Dingen oder gar mit dem Teufel zugegangen sein soll. Brücken galten zudem als bevorzugter Ort für Überfälle durch Wegelagerer.
Die Tatsache, dass Wohnungslose gelegentlich den öffentlichen Raum unter Brückenauffahrten als Schutz- und Wohnquartier nutzen, hat dazu geführt, dass die Redensart unter Brücken hausen zum bildhaften Ausdruck für Obdachlosigkeit im urbanen Umfeld geworden ist.
In der Heraldik wird die Brücke als Bauwerk dargestellt, der Begriff wird aber auch als Bezeichnung des Turnierkragens verwendet. Siehe auch Brücke (Heraldik).

Brücken als Wappensymbol
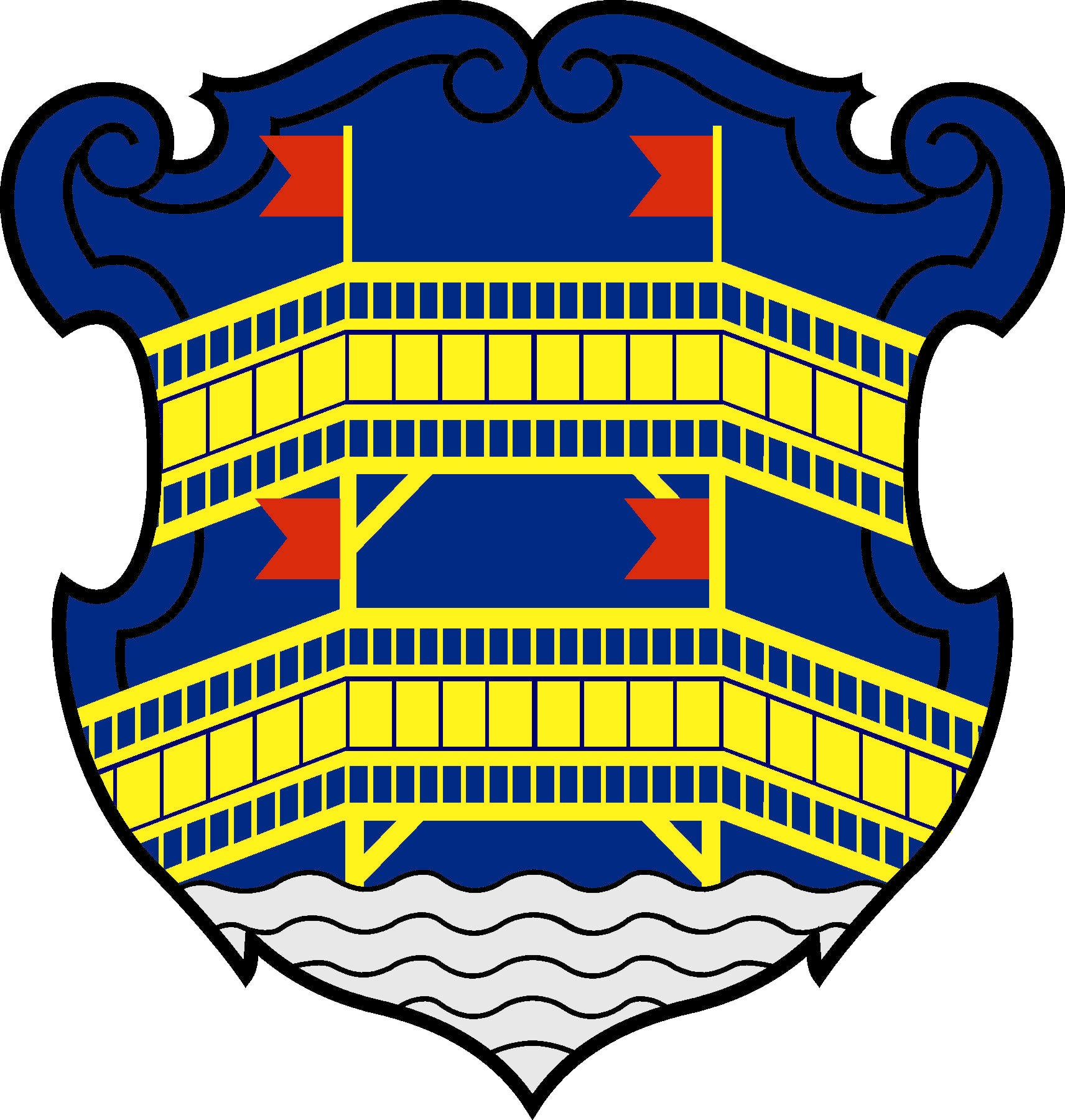
Aue, Stadtteil der Stadt Aue-Bad Schlema in Sachsen
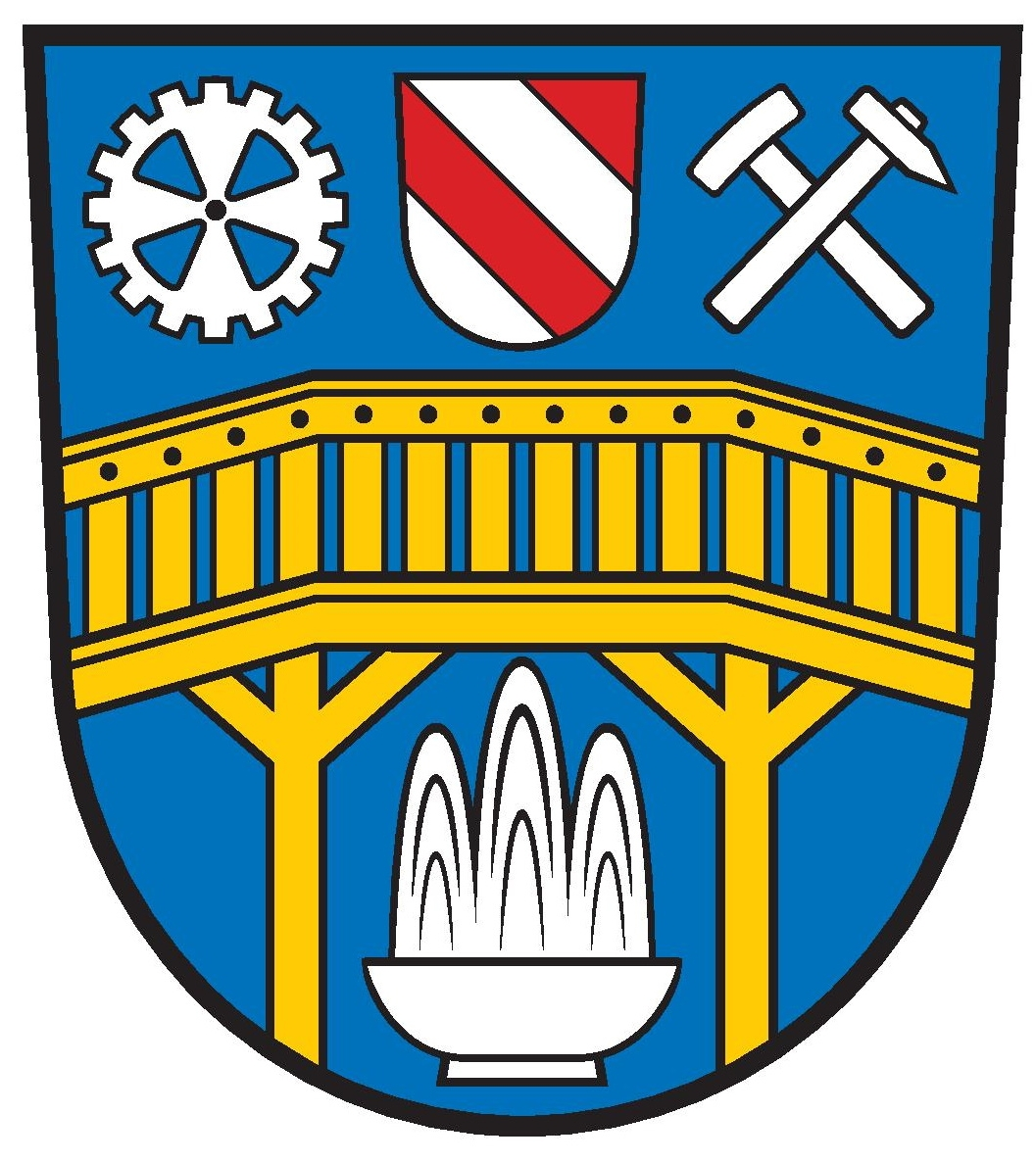
Aue-Bad Schlema in Sachsen
Bezirk Friedrichshain-Kreuzberg von Berlin
Fürstenfeldbruck in Bayern
Marktheidenfeld in Bayern
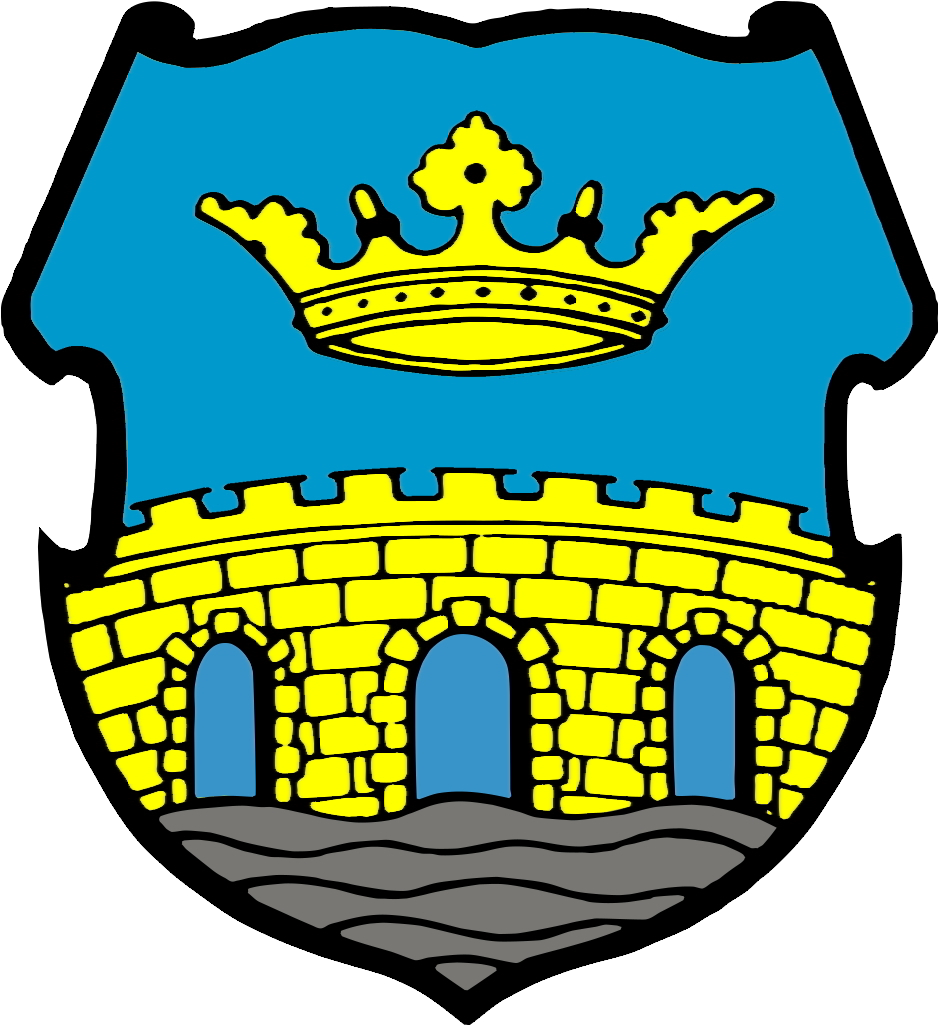
Königsbrück in Sachsen
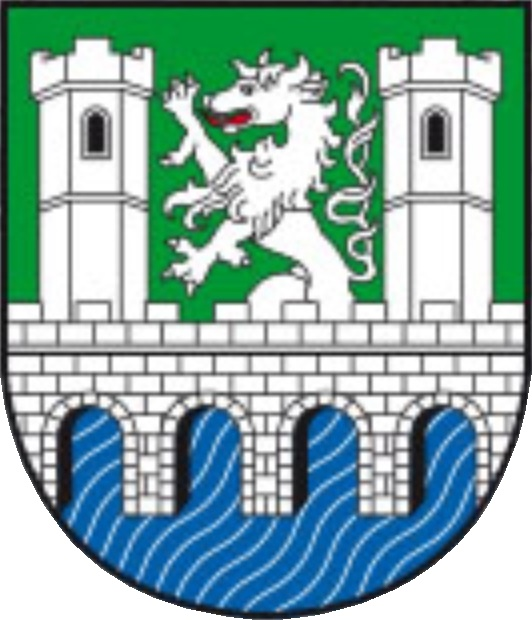
Bruck an der Mur in der Steiermark
Innsbruck in Tirol
Pont-à-Mousson in der Region Grand Est
Aarebrücke mit zwei bedachten Türmen, Wahrzeichen der Stadt Brugg im Kanton Aargau
Dreibogenbrücke von Muhen im Kanton Aargau
Othmarsingen im Kanton Aargau
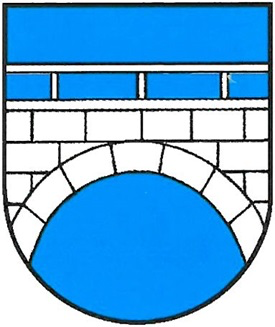
Steinbogenbrücke von Oberkirch im Kanton Luzern
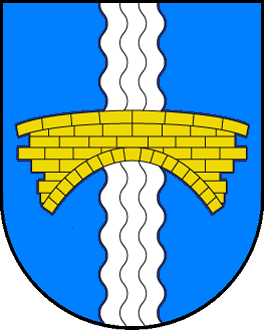
Heerbrugg im Kanton St. Gallen
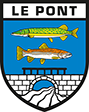
Le Pont im Kanton Waadt

## Brücken in der Kunst

### Bildende Kunst

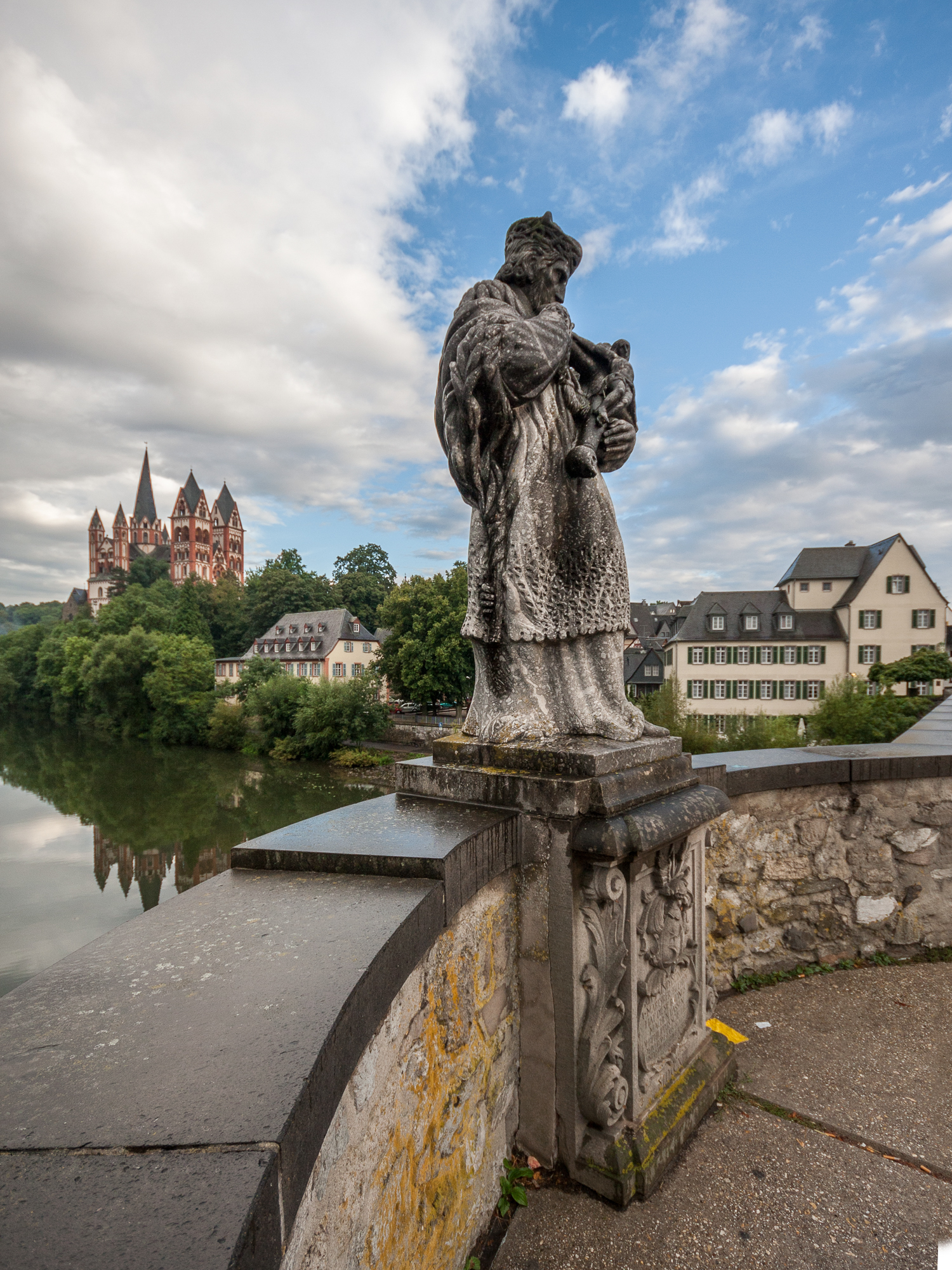
Nepomuk als Brückenheiliger in Limburg an der Lahn

In der christlichen Heiligenverehrung deutet die Brücke als Attribut auf die Hinrichtungsart eines Märtyrers hin, der von einer Brücke gestürzt wurde. Bekanntester Vertreter ist der heilige Nepomuk, der als Schutzpatron der Brücken gilt. Ein anderes bekanntes Beispiel ist der heilige Florian. Solche Märtyrer, aber auch andere Heilige, wurden in der Vergangenheit angerufen, um sich vor der mit dem Überschreiten einer Brücke häufig assoziierten Gefahr zu schützen. Oft wurden sie als Standbilder auf Brücken aufgestellt und folgend als Brückenheilige bezeichnet.
Davon leitet sich die redensartliche Bezeichnung einer Person als Brückenheiliger ab, die bei Wind, Wetter oder anderen Gefahren an exponierter Stelle allen Unbilden zum Trotz aushält und unbeweglich als unbeteiligter Beobachter dasteht, ohne einer erkennbaren Tätigkeit nachzugehen oder deutlich Stellung zu dem sie umgebenden Geschehen zu beziehen.

### Musik
In Liedgut und Musik steht das Motiv der Brücke meist symbolisch für die Überwindung von Schwierigkeiten oder die Lösung mehr oder weniger schwerwiegender Probleme. Dies gilt sowohl in der englischen Liedliteratur, wo Simon & Garfunkel von einer „Bridge over Troubled Water“ singen, als auch im deutschsprachigen Repertoire. Mehr oder weniger bekannte Beispiele sind die Titel Über sieben Brücken mußt du gehn von der Gruppe Karat, auch gesungen von Peter Maffay, oder Über jedes Bacherl geht a Brückerl von Stefanie Hertel, mit dem sie den Grand Prix der Volksmusik 1992 gewann. Pur fordern neue Brücken, um die Kluft zu überwinden, die durch Rassismus und Fremdenhass entsteht, während sich die Red Hot Chili Peppers „under the bridge“ befinden. Bei Joy Fleming heißt es „ein Lied kann eine Brücke sein“ und in ihrem Neckarbrückenblues geht es „iwwer die Brick“. Eine politisch verbindende Brücke hat Walter Mossmann ab 1975 in seinem Bruckelied besungen: die Brücke zwischen Wyhl und Marckolsheim, die bei den Protesten gegen das bei Wyhl geplante AKW eine wichtige Rolle gespielt hat.
Übergänge zwischen einzelnen Teilen eines Liedes oder Interpretationen (beispielsweise rein instrumental gespielte Parts zwischen vokalen Parts) werden Bridge genannt (übersetzt „Brücke“, aber als deutsches Wort nicht in Gebrauch), wobei Wechsel von Rhythmus oder Harmonien möglich sind, siehe dazu Bridge (Musik).

### In der Literatur

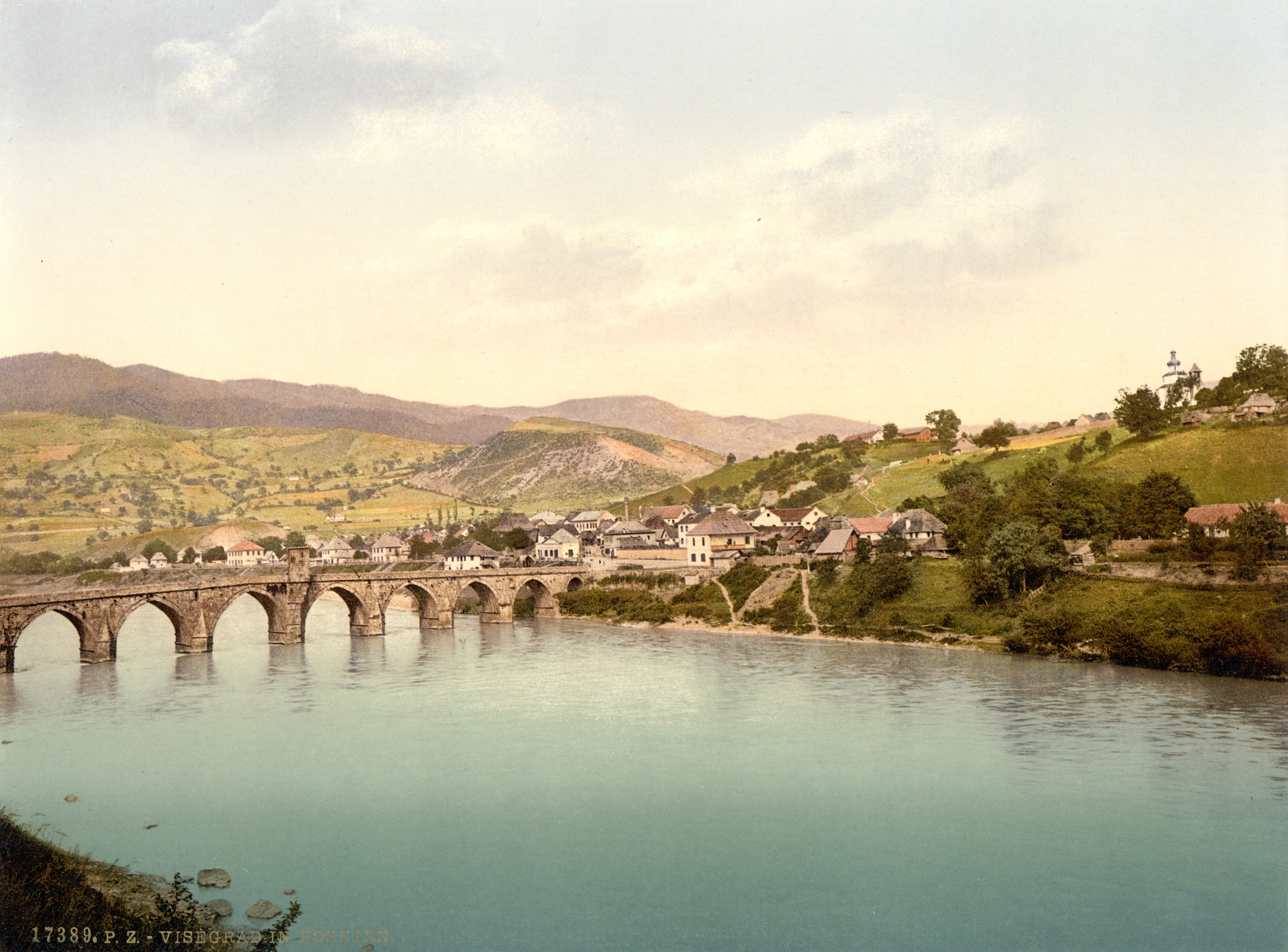
Drinabrücke (um 1900)

In der Literatur ist die Brücke ein beliebtes Motiv. Das reicht von Balladen (Theodor Fontanes Die Brück’ am Tay) zu Romanen (Ivo Andrić: Die Brücke über die Drina; Die Brücke von San Luis Rey von Thornton Wilder) bis hin zu bekannten Zitaten.

« La majestueuse égalité des lois interdit aux riches comme aux pauvres de coucher sous les ponts, de mendier dans la rue et de voler du pain. »

„Die erhabene Gleichheit vor dem Gesetz verbietet es Reichen wie Armen, unter Brücken zu schlafen, auf Straßen zu betteln und Brot zu stehlen.“

### Im Film
Zahlreiche Filme haben Brücken als zentrales Motiv. Aufgrund ihrer strategischen Bedeutung befassen sich besonders Kriegsfilme mit Brücken. Beispiele sind die im Zweiten Weltkrieg spielenden Werke Die Brücke von Remagen oder Die Brücke von Arnheim. In Deutschland wurde der Name „Die Brücke“ von einem DEFA-Spielfilm, Bernhard Wickis Antikriegsfilm und dessen Remake verwendet. Weitere Kriegsfilme zum Thema: Die Brücken von Toko-Ri und Die Brücke am Kwai (nach einem gleichnamigen Roman von Pierre Boulle).

## Standortwahl
Bei der Auswahl von Brückenstandorten werden neben ästhetischen und funktionellen Gesichtspunkten auch ökologische Kriterien berücksichtigt. Die Auswahl des Standorts einer Brücke sowie einer dazu passenden Bauform kann ein schwieriger politischer Prozess sein, wie das Beispiel des Dresdner Brückenstreits um die Waldschlößchenbrücke zeigt.

## Weitere Brückenbauwerke

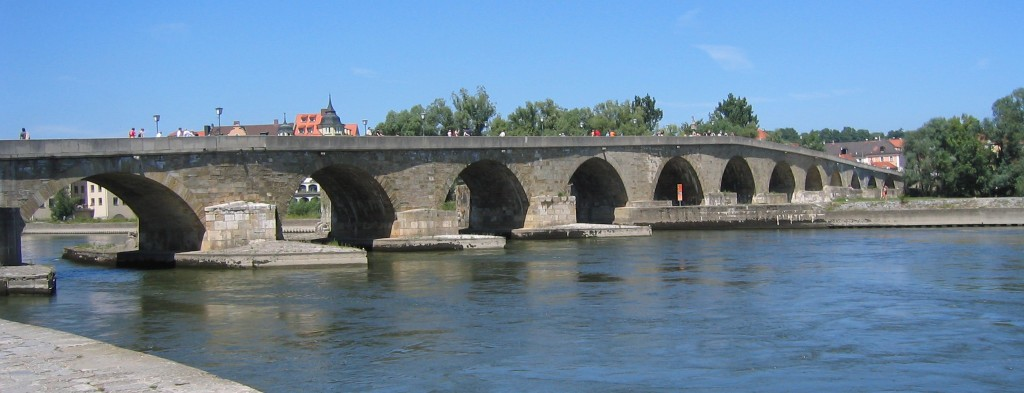
Steinerne Brücke Regensburg
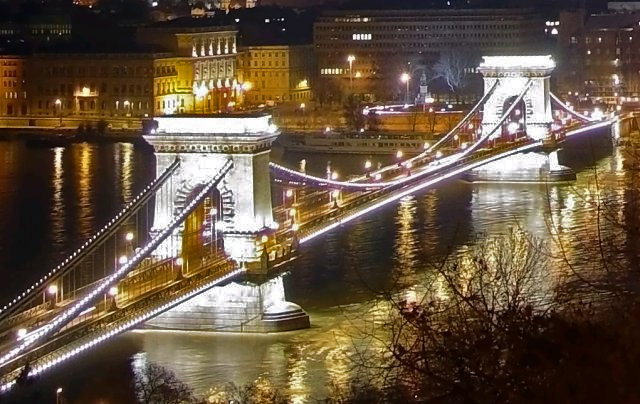
Kettenbrücke Budapest
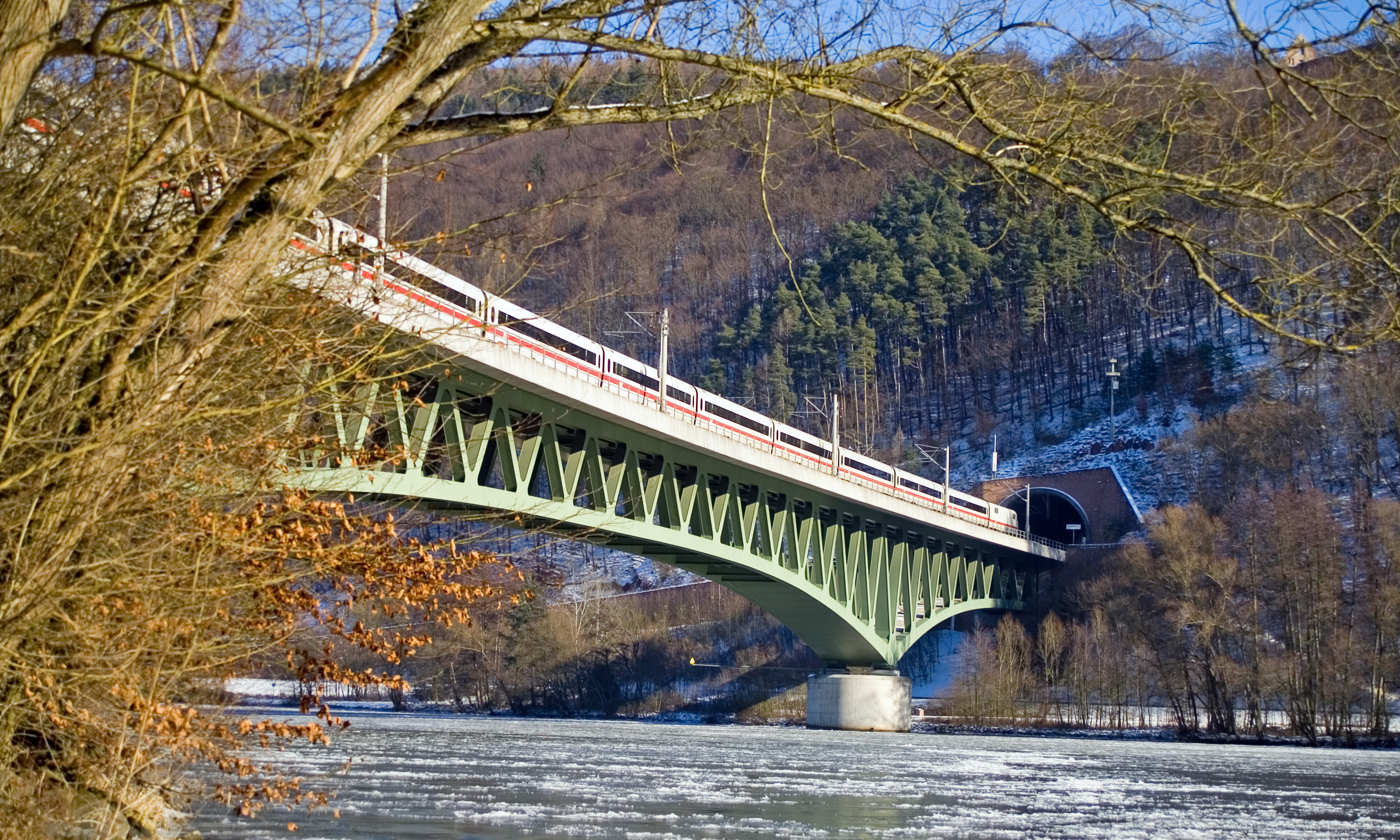
Maintalbrücke Nantenbach, Fachwerk mit Stahlverbundplatte
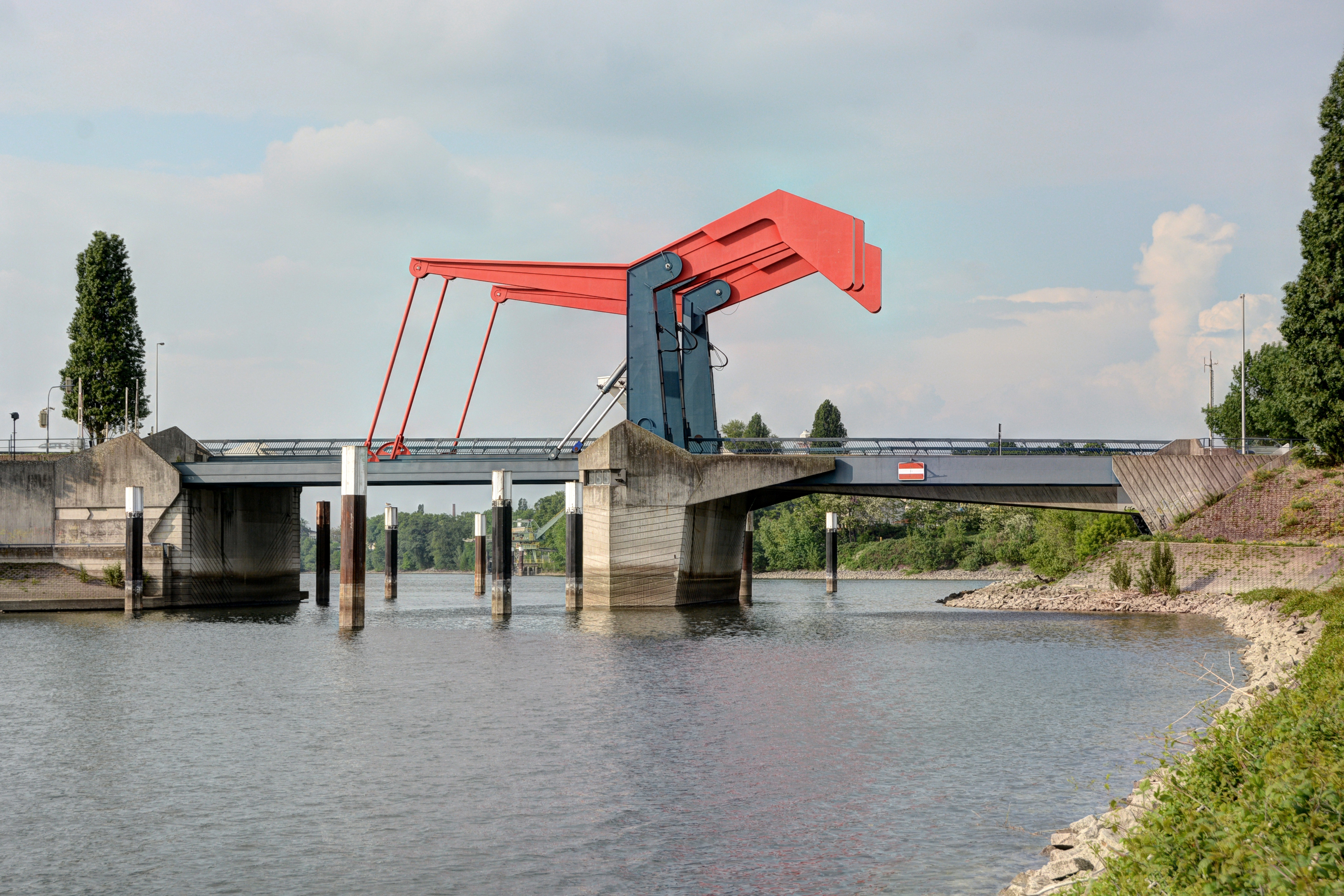
Diffenébrücke, Klappbrücke im Hafen Mannheim
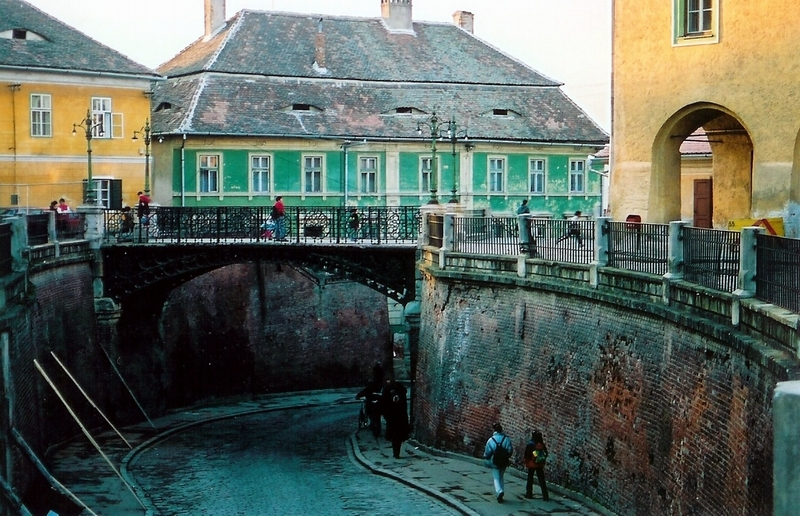
Lügenbrücke in Hermannstadt
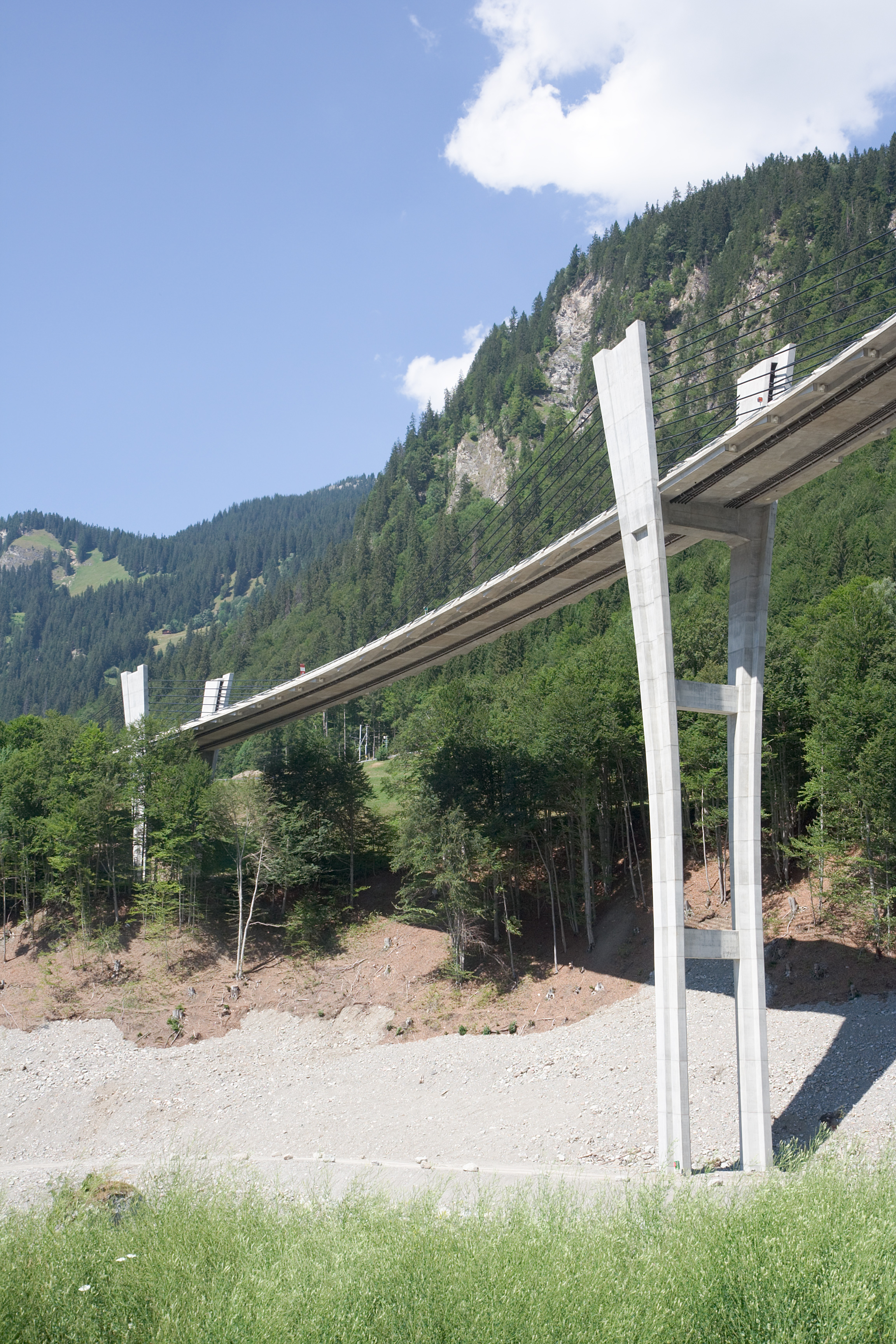
Sunnibergbrücke
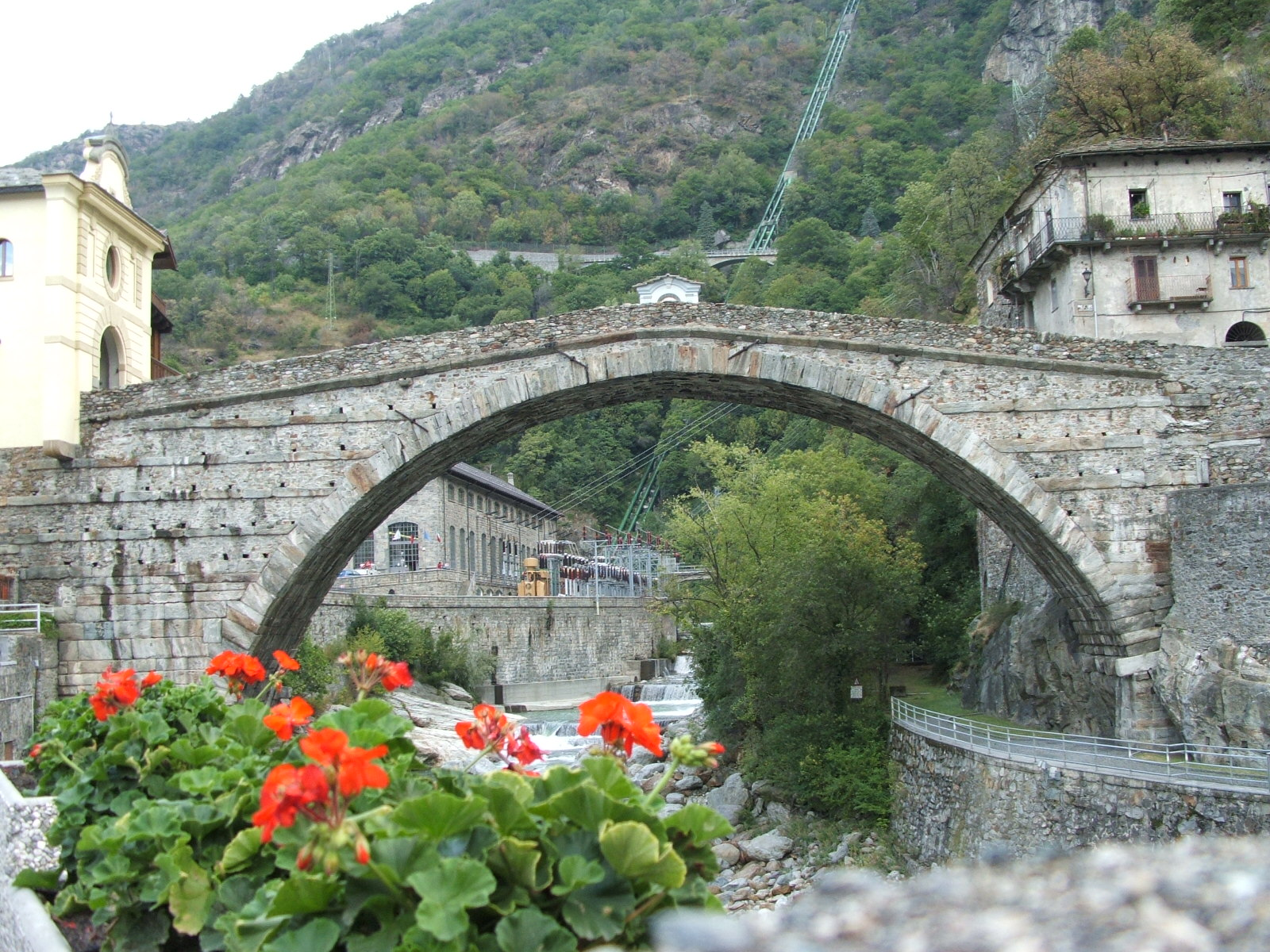
Die Bogenbrücke Pont Saint-Martin
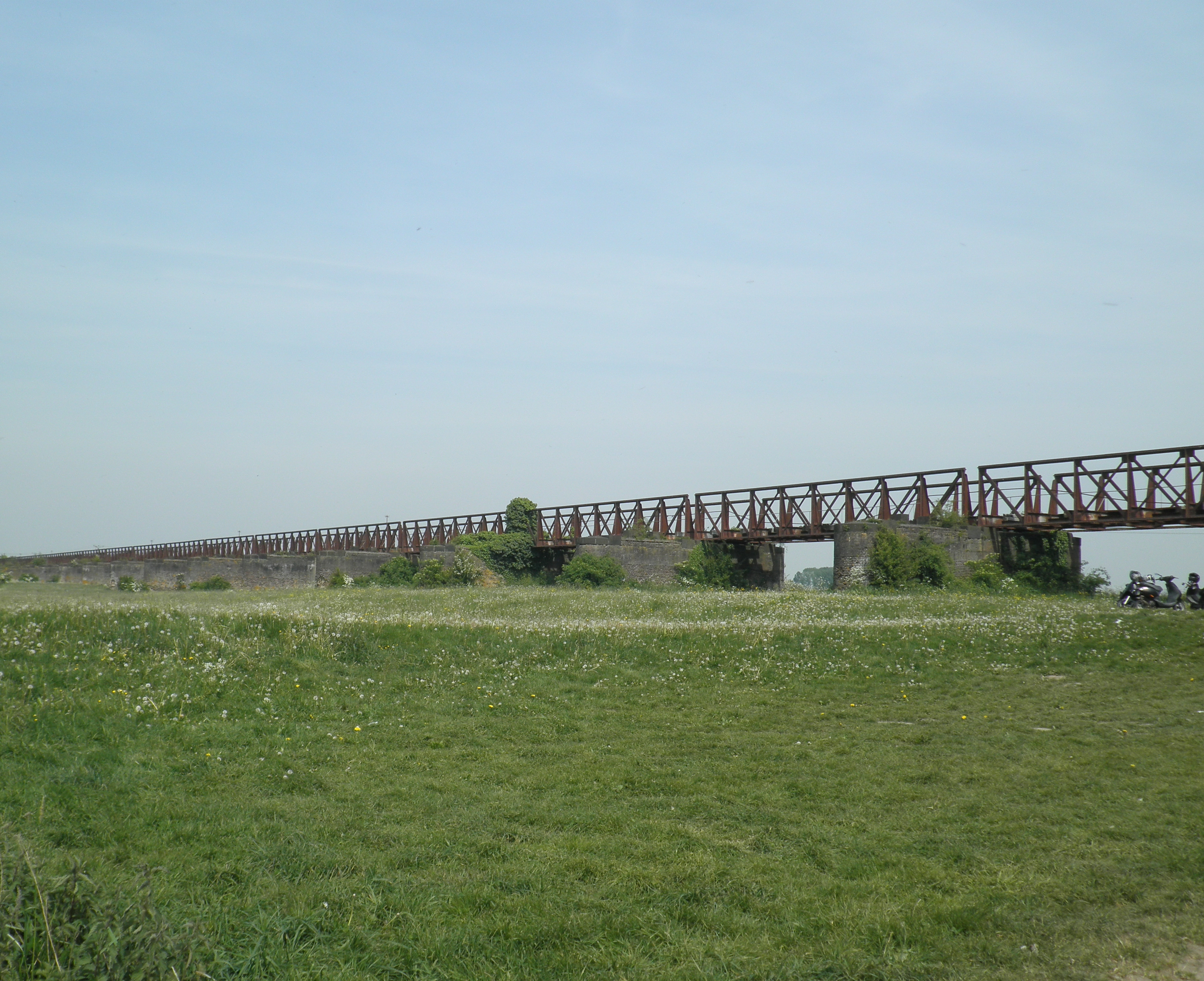
Griethausener Eisenbahnbrücke, älteste noch erhaltene Eisenbahnbrücke im deutschen Rheinabschnitt
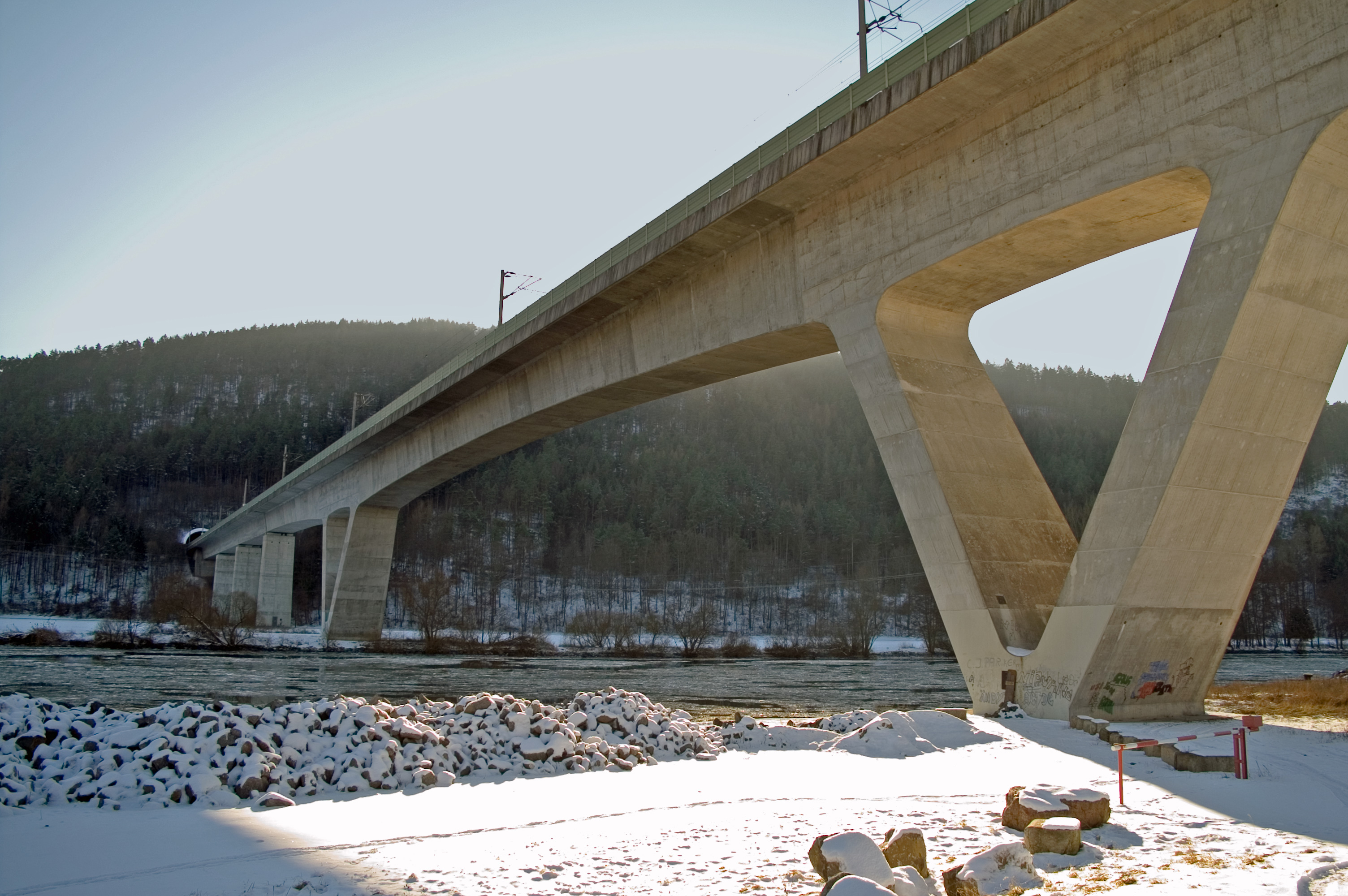
Maintalbrücke Gemünden, Rahmenbrücke
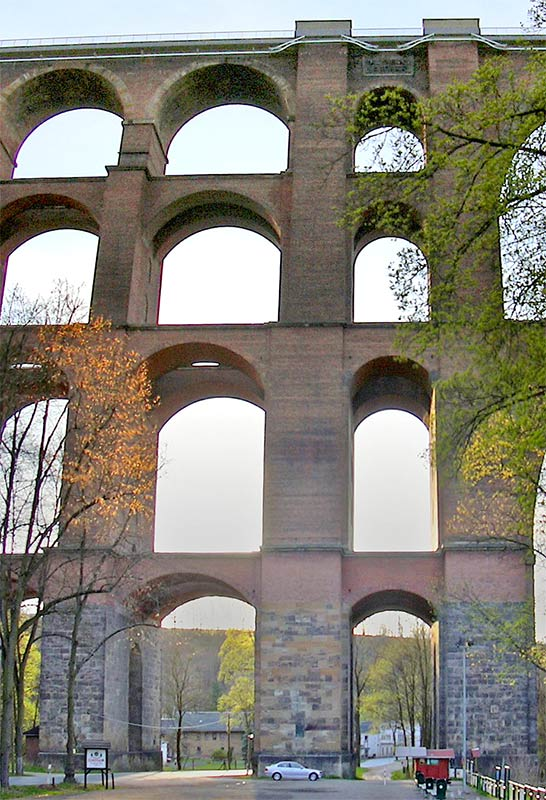
Göltzschtalbrücke, weltgrößte Ziegelsteinbrücke
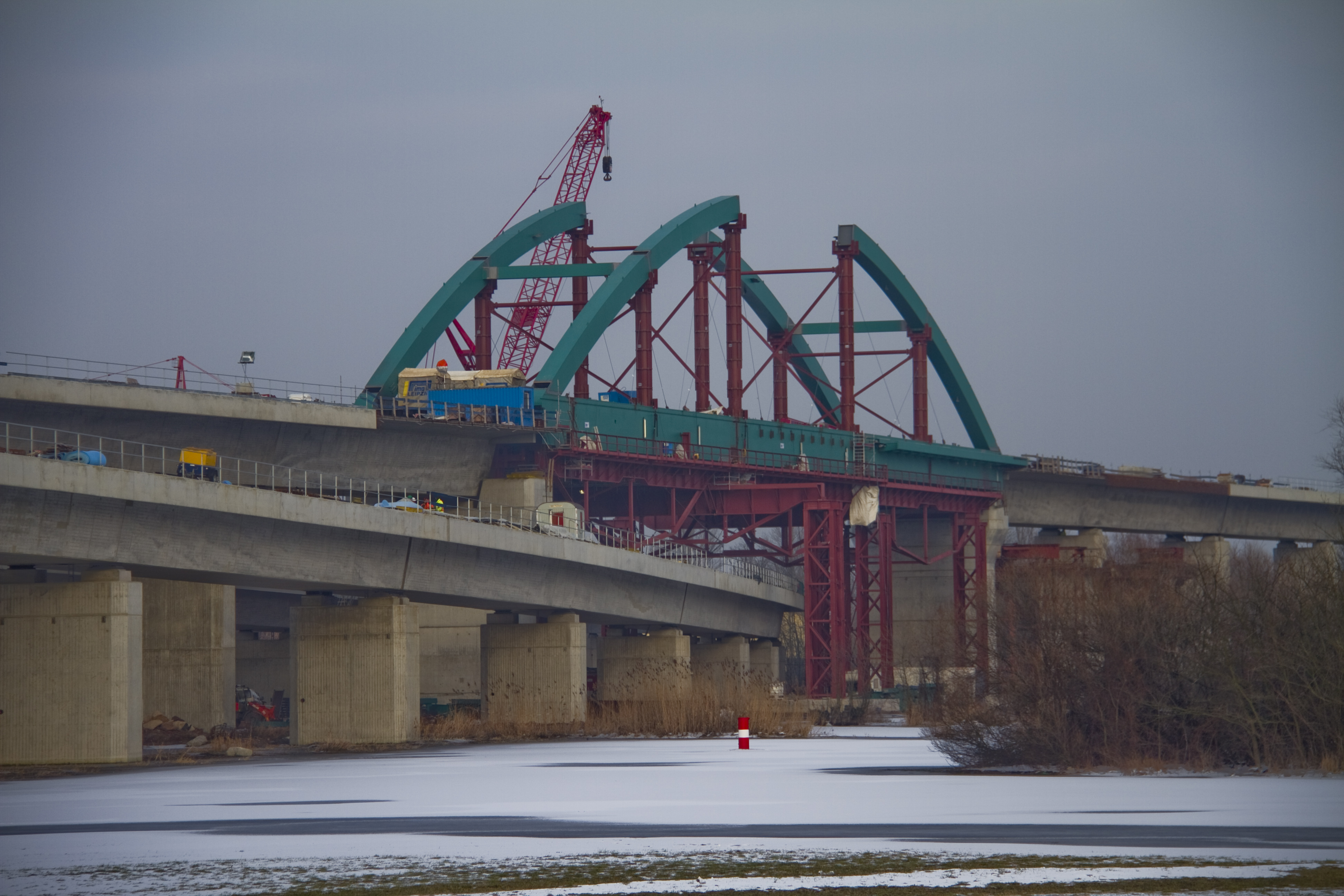
Saale-Elster-Talbrücke, längste Brücke Deutschlands
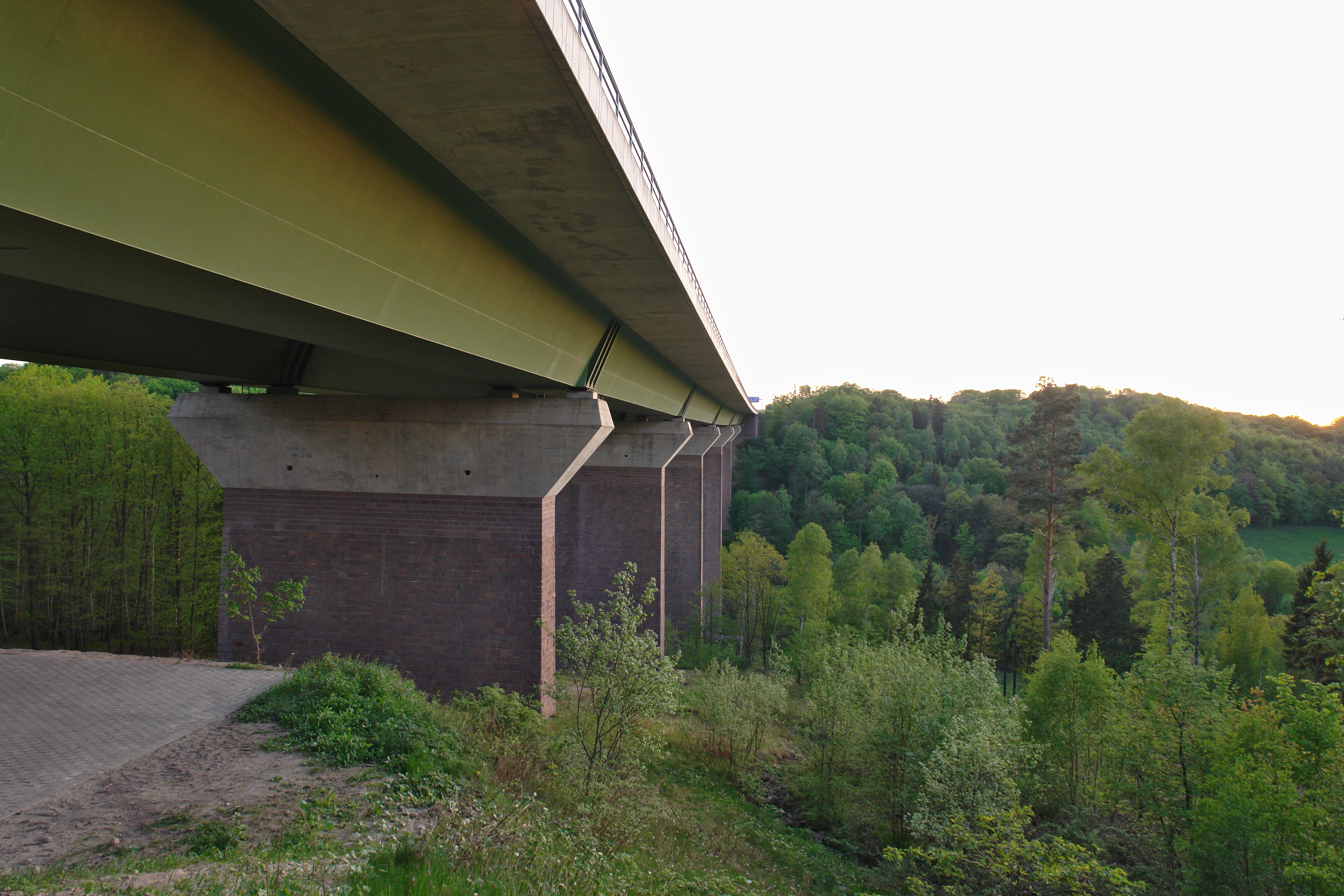
Autobahnbrücke Siebenlehn, in den 1930er Jahren höchste Autobahnbrücke Europas
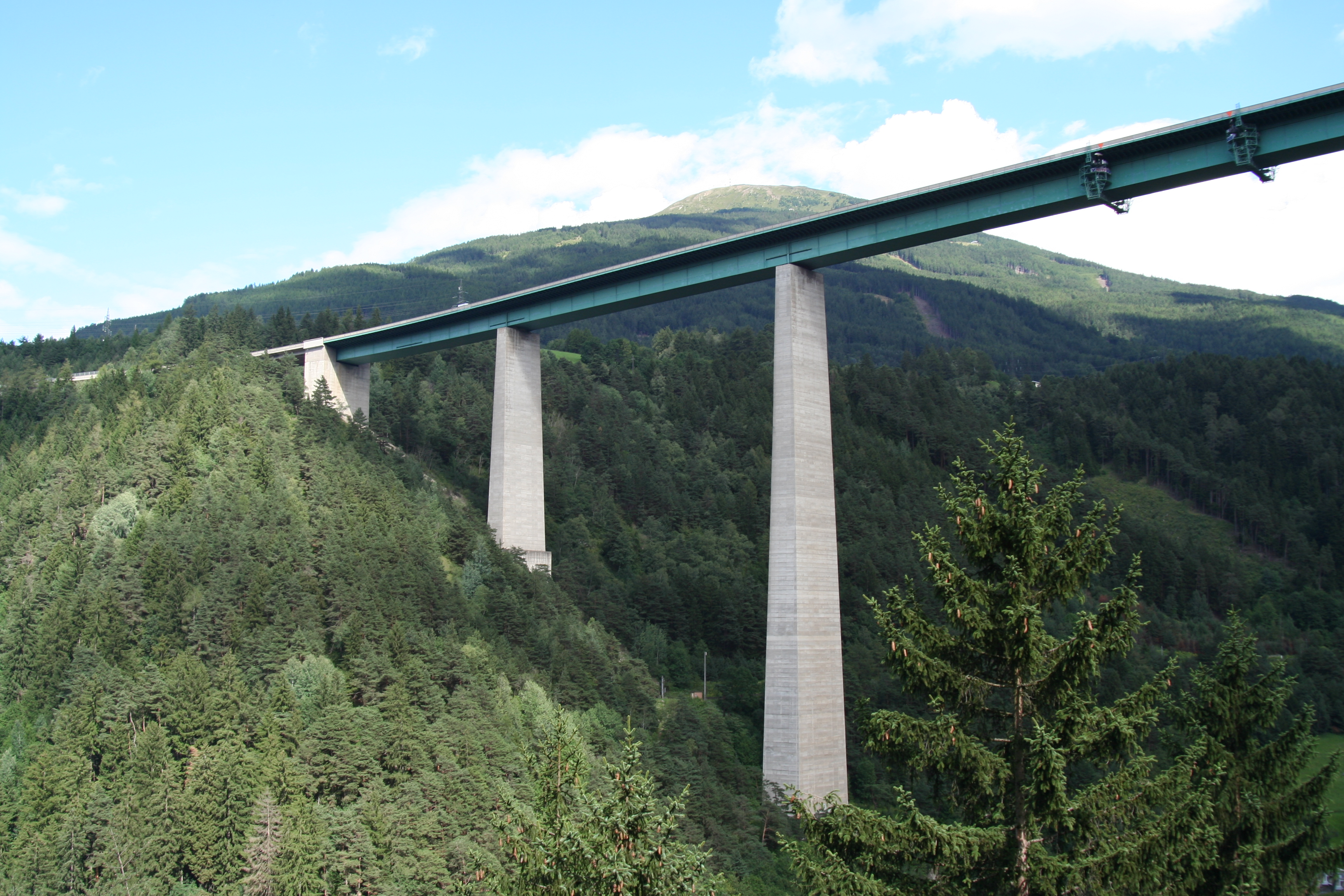
Europabrücke der Brenner Autobahn, in den 1960er Jahren höchste Brücke Europas
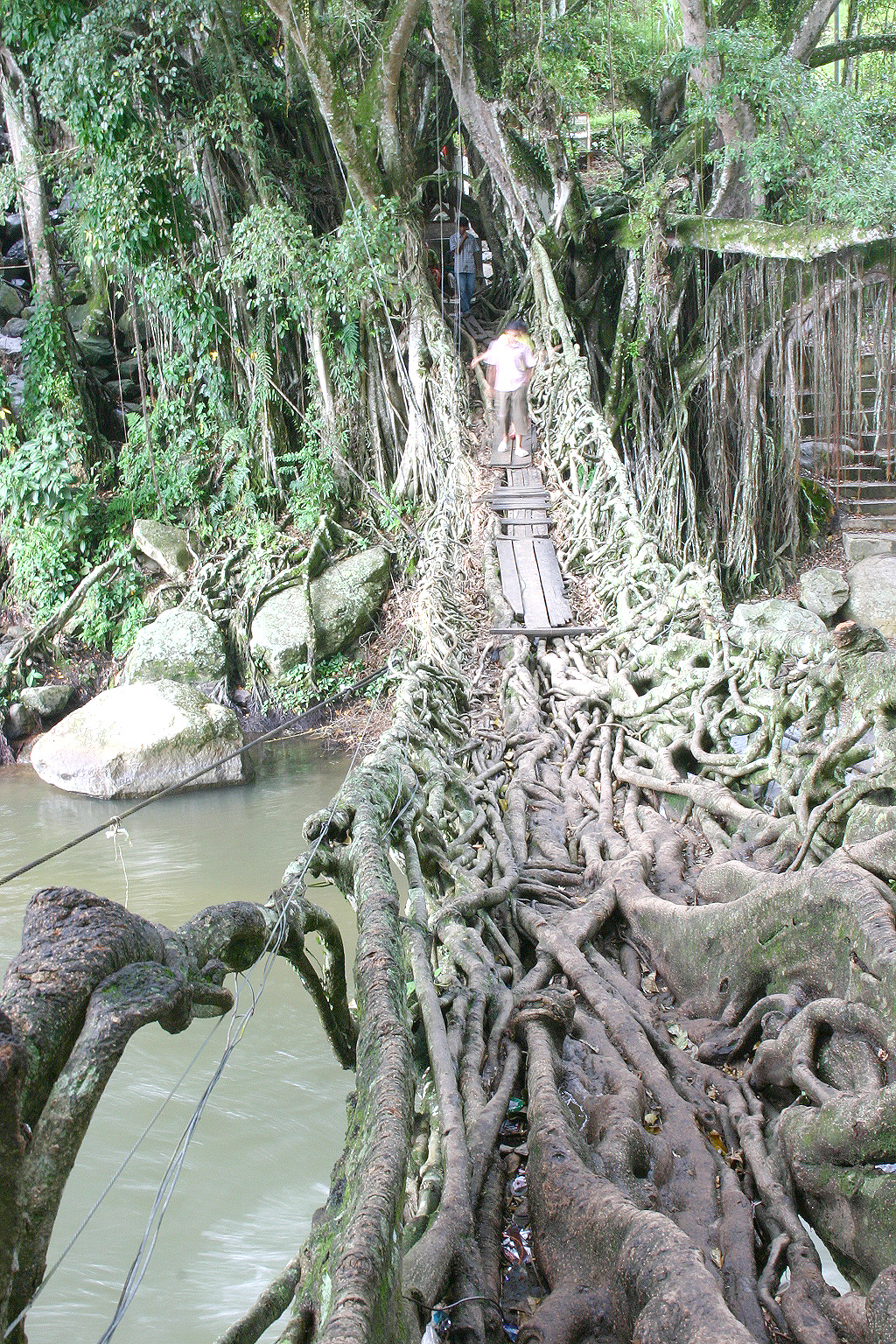
Hängebrücke aus Wurzeln in Sumatra
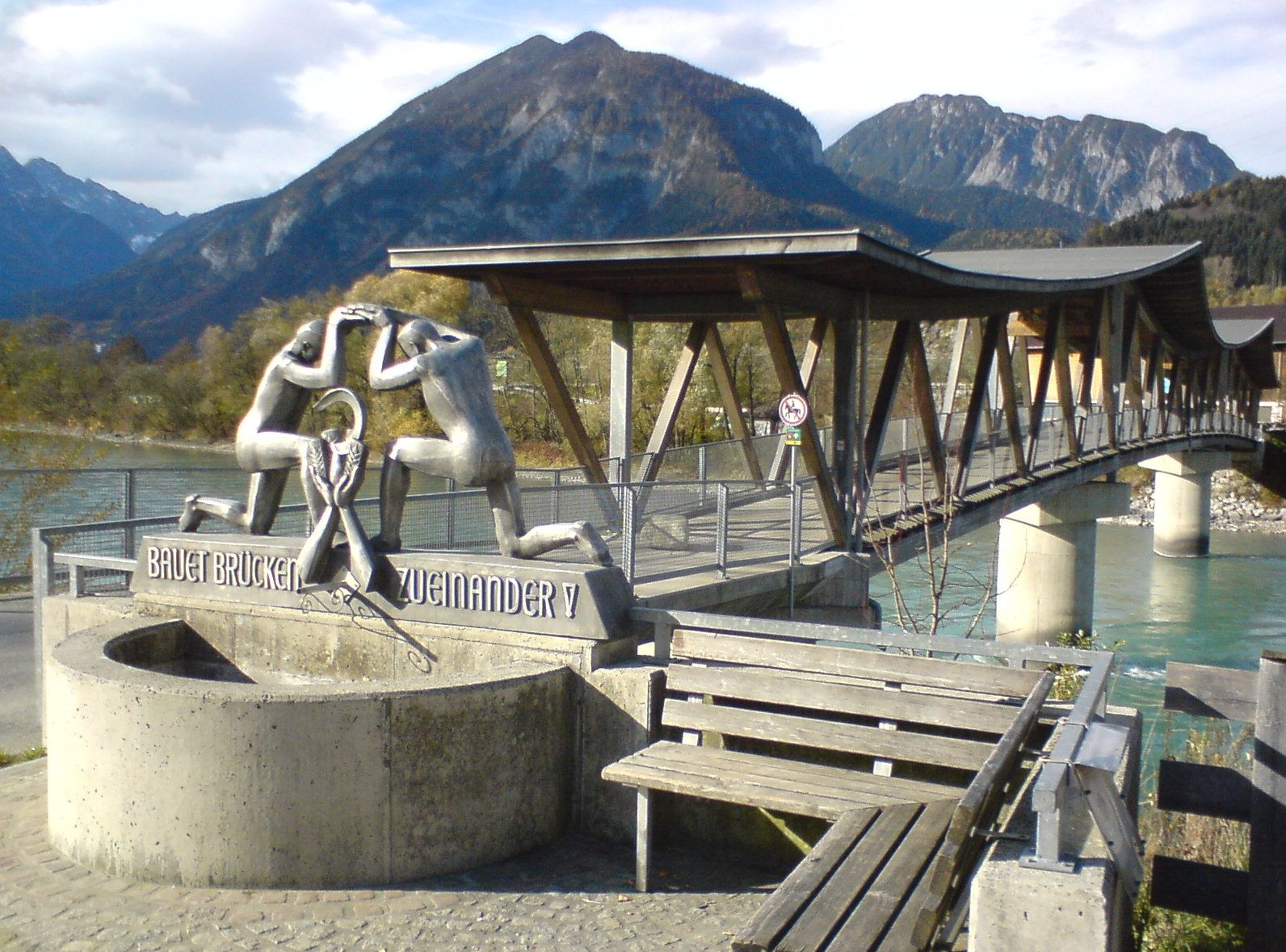
Hölzerner Innsteg zwischen Jenbach und Rotholz
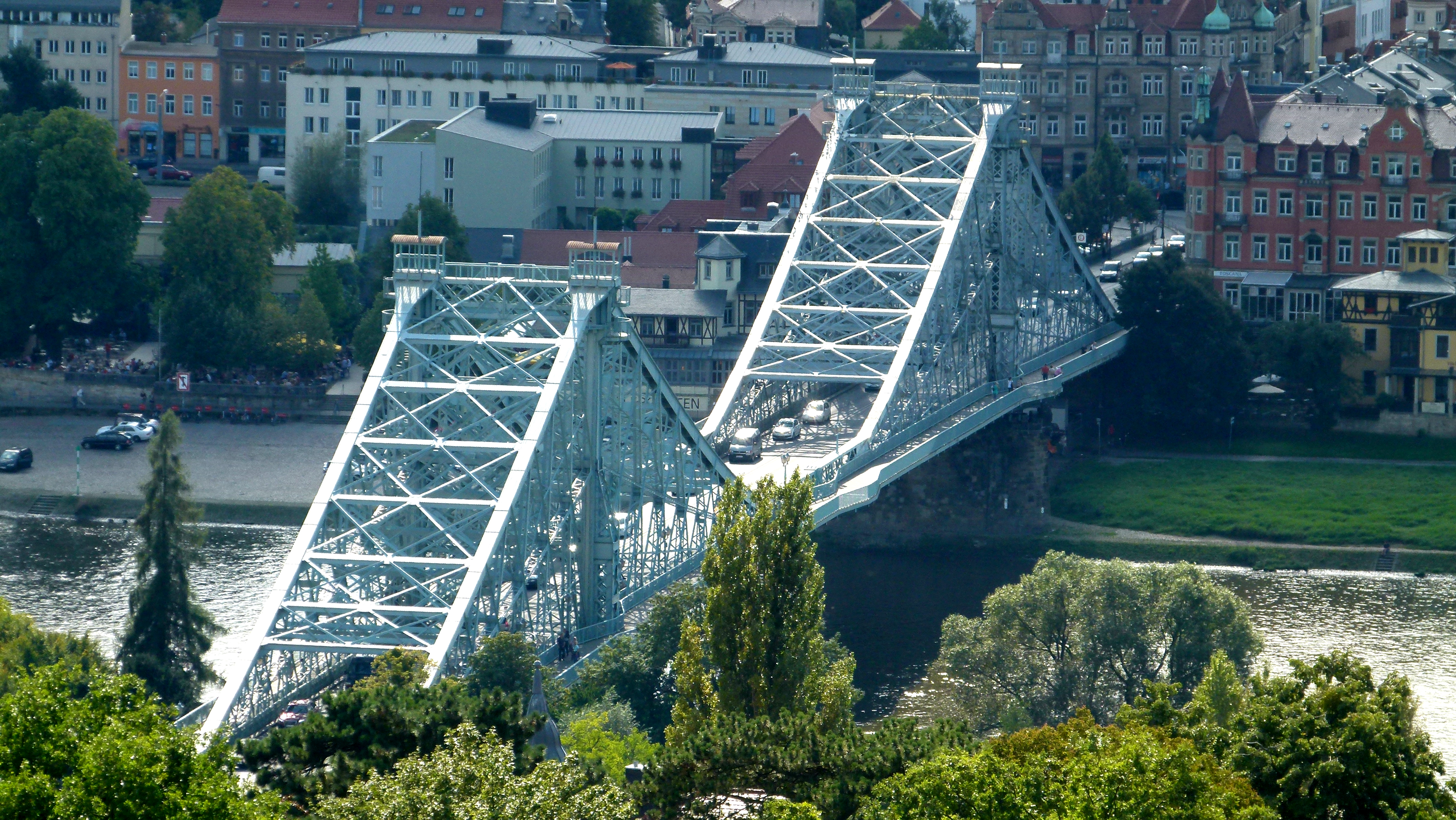
Blaues Wunder in Dresden
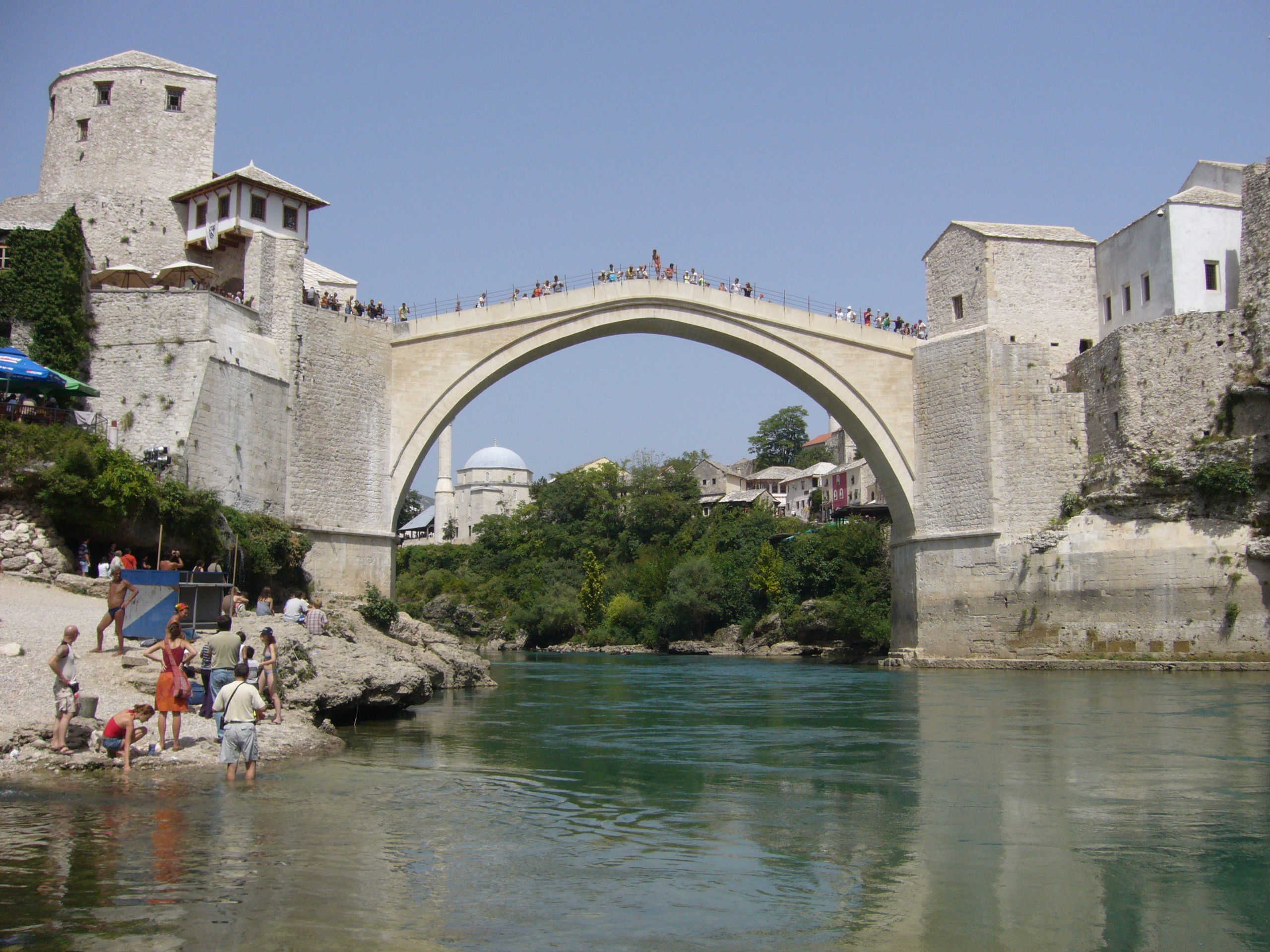
Stari most in Mostar, Wahrzeichen der Stadt

## Listen von Superlativen
- Liste der längsten Brücken, Liste technischer Rekorde: Längste Brücken
  - Liste der größten Bogenbrücken
  - Liste der längsten Hängebrücken
- Liste der höchsten Brücken

## Weitere Listen
- Liste der Listen von Brücken
- Liste von Brückeneinstürzen

nach Flüssen:
- Liste der Donaubrücken
- Liste der Elbbrücken
- Liste der Mainbrücken
- Liste der Moselbrücken
- Liste der Neckarbrücken
- Liste der Rheinbrücken
- Liste der Seinebrücken

Deutschlandweit:
- Liste mittelalterlicher Steinbrücken in Deutschland
- Liste der längsten Bahnbrücken in Deutschland
- Liste der längsten Straßenbrücken in Deutschland
- Liste der Brücken in Berlin

Weitere Listen, siehe Kategorie:Liste (Brücken)